# Straßenbahn Innsbruck
Die Straßenbahn Innsbruck verfügt über fünf Linien auf einem meterspurigen Netz mit einer Länge von 19,5 Kilometern. Der elektrische Betrieb wurde 1905 aufgenommen. Die Stubaitalbahn nutzt das Netz der Straßenbahn von ihrem ehemaligen Endbahnhof bis zum Hauptbahnhof. Betreiber der Straßenbahn Innsbruck ist die Innsbrucker Verkehrsbetriebe und Stubaitalbahn GmbH.

## Geschichte

### Die Innsbrucker Lokalbahnen – Wegbereiter der städtischen Straßenbahn (1891–1904)

#### DieLocalbahn Innsbruck–Hall in Tirol(1891–1899)

L.B.H.i.T.-Zug in der Falkstraße

Lokomotive 2 der Localbahn Innsbruck – Hall in Tirol mit einem Personenzug

Mit der Strecke von Kufstein zum Brenner, anfangs von der Südbahn-Gesellschaft betrieben, erreichte 1858 die erste Eisenbahn Innsbruck. Sie verband schon damals die Städte Innsbruck und Hall in Tirol, jedoch nur wenige Male täglich. Deshalb tauchten schon bald Projekte auf, die beiden Städte anderweitig mit einer Lokalbahn zu verbinden. Doch bis es soweit sein sollte, vergingen noch knapp 40 Jahre.
Anders als bei vielen anderen Straßenbahnbetrieben zog die Stadt Innsbruck die Errichtung einer Dampfstraßenbahn dem Bau einer Pferdebahn vor. Am 18. September 1889 erhielten Louis Hirsch, August Riedinger, Anton Prantl und Hermann Ritter von Schwind eine Konzession zum Bau und Betrieb einer „mit Dampf oder anderer Motorkraft zu betreibenden Localbahn“ von Innsbruck nach Hall in Tirol, die den unteren Stadtplatz in Hall mit dem Südbahnhof (dem heutigen Hauptbahnhof) in Innsbruck verbinden sollte. Darüber hinaus war noch eine Stichstrecke zum Bergisel geplant. Die Remisenanlagen hätten im Stadtteil Saggen gebaut werden sollen, doch aufgrund des schnellen Wachstums der Stadt war dort der benötigte Platz nicht mehr vorhanden. Darum wurde der Plan, die Strecke zum Südbahnhof zu führen, aufgegeben. Stattdessen wurde der Bergisel als Endbahnhof gewählt, da dort noch genügend Platz für Remisen zur Verfügung stand. Die eingleisig ausgeführte, 12,1 km lange Strecke konnte trotz Widerstand seitens der Stadtbevölkerung nach zwei Jahren Bauzeit am 1. Juni 1891 eröffnet werden. Die Bahn führte vom Bergiselbahnhof durch das Dorf Wilten bis in die Innsbrucker Innenstadt, den Inn entlang und durch den Saggen weiter zur Kettenbrücke, wo sie auf einer eigenen Brücke den Inn querte. Von dort folgte die Trasse der Haller Straße bis Hall.
Die Betriebsführung oblag der 1893 gegründeten Actien-Gesellschaft Localbahn Innsbruck–Hall in Tirol (L.B.I.H.i.T.). Für den Betrieb wurden vier Dampflokomotiven, neun Personenwagen und zwei Güterwagen beschafft. Innerhalb von zwei Jahren wurde der Fuhrpark mit zwei bauartgleichen Lokomotiven und 19 bauartgleichen Wagen ergänzt. Die Fahrzeuge erhielten die Betriebsnummern 1–6 (Lokomotiven) und 1–23 (Personenwagen, davon fünf offene Sommerwagen). Anfangs verkehrten die Züge im Stundentakt. Im Jahr 1900 wurde der Halbstundentakt eingeführt, weshalb zwei weitere Lokomotiven (Betriebsnummern 7–8) und sechs Personenwaggons (Betriebsnummern 24–29) angeschafft werden mussten. Neben den Remisen am Bergiselbahnhof gab es noch einen zweiständigen Lokschuppen in Hall, in dem der täglich letzte Zug nach Hall übernachtete.

#### DieInnsbrucker Mittelgebirgsbahn(1900–1903)
Da um die Jahrhundertwende im Innsbrucker Mittelgebirge der Sommertourismus aufzublühen begann, sollte dieses mit einer Bahn an die Stadt angebunden werden. Besonders die Orte Lans, Sistrans, Igls, Vill und Aldrans zogen die Fremden an. Daher wurde auch hier schon früh eine Bahn geplant. Am 15. Jänner 1900 erhielt die Stadt Innsbruck schließlich eine Konzession zum Bau einer dampfbetriebenen Lokalbahn auf das Plateau des Mittelgebirges. Die eingleisig ausgeführte, 8,4 km lange Bahn konnte bereits am 27. Juni desselben Jahres eröffnet werden. Diese Lokalbahn, die Innsbrucker Mittelgebirgsbahn (I.M.B.), nahm ihren Ausgang ebenfalls beim Bergisel und verband Innsbruck mit den Orten Aldrans, Lans, Sistrans und Igls. Aufgrund von Steigungen bis zu 46 Promille mussten leistungsstarke Dampflokomotiven beschafft werden: Es wurden drei Dreikuppler-Dampflokomotiven (1–3) und zwölf Personenwagen (101–112) erworben. Die Beiwagen waren baugleich mit den geschlossenen Wagen der Lokalbahn nach Hall, während die Lokomotiven größer und stärker waren. Die Betriebsführung oblag der L.B.I.H.i.T.

#### DieStubaitalbahn(1904)

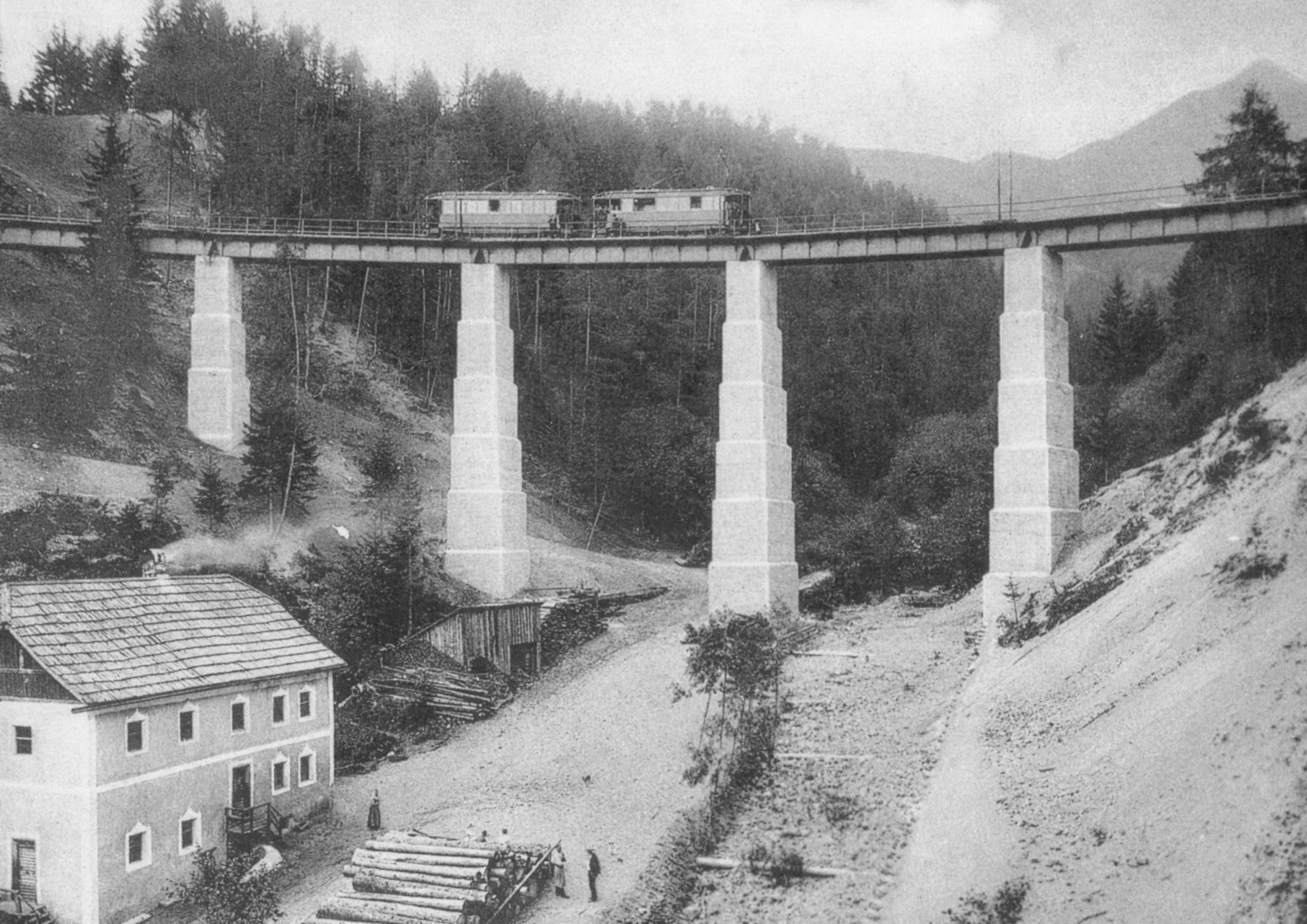
Zwei Triebwagen auf dem Mutterer Viadukt im Jahr 1904

In der kleinen Ortschaft Fulpmes, am Eingang des Stubaitals gelegen, gab es einige Kleineisen verarbeitende Betriebe. Darum musste eine bessere Verkehrsanbindung an das Stubaital hergestellt werden. Da 1903 das Sillkraftwerk bei Innsbruck eröffnet wurde, stand genügend Leistung für eine elektrisch betriebene Bahnstrecke zur Verfügung. Auch gab es bereits erste Planungen einer Straßenbahn in Innsbruck. Also wurde die Errichtung einer Lokalbahn beschlossen, die vom Südbahnhof zum Bergisel und in weiterer Folge die Brennerstraße entlang durch die Dörfer Natters, Mutters, Kreith und Telfes nach Fulpmes führen sollte. Damit wäre der Südbahnhof an das Straßenbahnnetz angeschlossen und der Grundstein für die städtische Straßenbahn gelegt worden, andererseits wäre Fulpmes verkehrstechnisch erschlossen worden. Da die AEG Union die Technologie der Wechselstrommotoren erproben wollte und sich dafür an dem Bau der Bahn finanziell beteiligen wollte, fiel die Wahl des Stromsystems auf Einphasen-Wechselstrom bei 42,5 Hertz. Die Lokalbahnzüge sollten auf der Überlandstrecke zwischen dem Stubaitalbahnhof am Fuße des Bergisels bis nach Fulpmes mit 2500 Volt verkehren und auf der Strecke vom Südbahnhof bis zum Stubaitalbahnhof gleich wie die Straßenbahn mit 600 Volt fahren. Es wurde die Aktiengesellschaft Stubaital Bahn (A.G.St.B) gegründet. 1903 wurde mit dem Bau des Überlandabschnittes begonnen und am 31. Juli 1904 konnte sie eröffnet werden. Der Betrieb oblag der L.B.I.H.i.T. Allerdings erwies sich das Stromsystem als unausgereift, weswegen es zu zahlreichen Störungen im Betrieb kam. Deswegen wurde für die Stadt eine Betriebsspannung von 500 Volt Gleichspannung gewählt, was die Attraktivität der Stubaitalbahn etwas senkte, da nun der Anschluss an den Südbahnhof fehlte. Zwar gab es in den folgenden Jahren immer wieder Pläne, die Bahn auf einer eigenen Trasse zum Südbahnhof zu führen, doch scheiterten diese dann an der schlechten finanziellen Lage des Unternehmens.

### Ausbau der Lokalbahn und Errichtung der Stadtbahn (1905–1914)

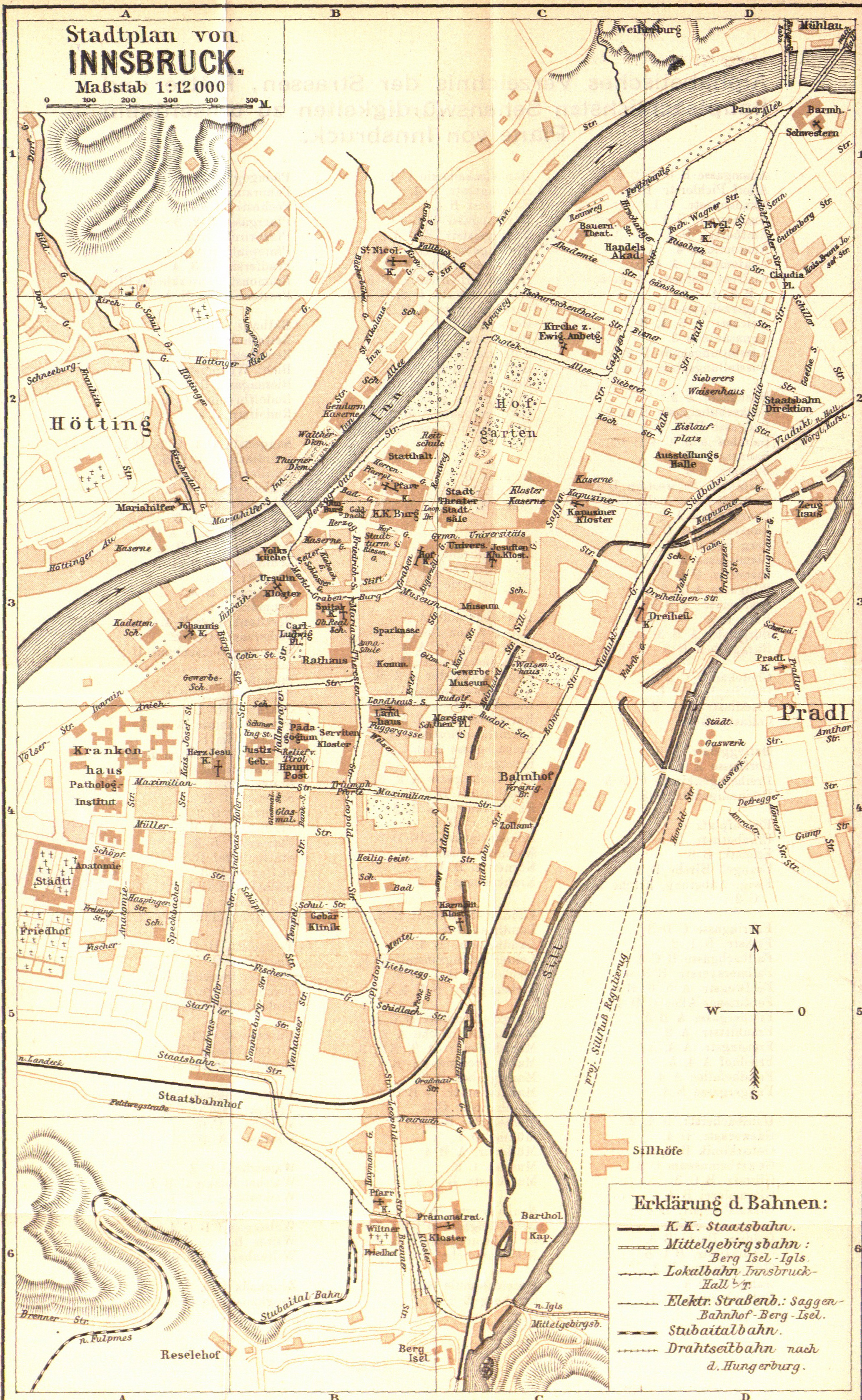
Stadtplan von Innsbruck, ca. 1910

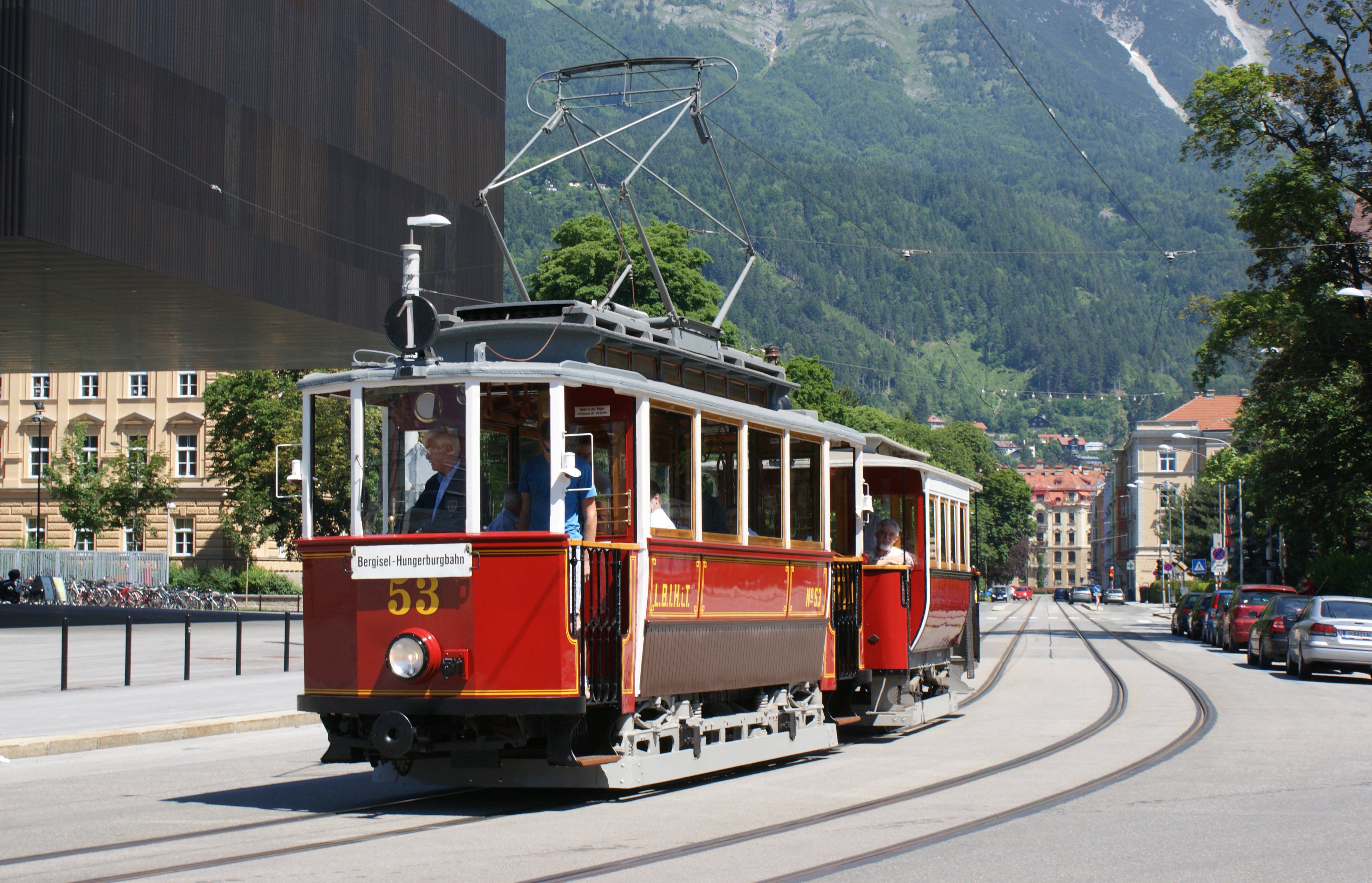
Triebwagen 53 nahe dem Ursprungszustand

#### DieStadtbahnund dieSaggenlinie(1905–1908)
Am 15. Juli 1905 eröffnete die L.B.I.H.i.T. schließlich die erste Straßenbahnlinie in Innsbruck, welche mit 500 Volt Gleichspannung betrieben wurde. Die als „Stadtbahn“ bezeichnete Linie war eingleisig ausgeführt und 2,3 Kilometer lang. Sie führte vom Südbahnhof beginnend bis zum Staatsbahnhof (dem heutigen Westbahnhof). Eine Stichstrecke führte vom Staatsbahnhof aus über eine Eisenbrücke über die Arlbergbahn zum Bergiselbahnhof. Die Betriebszeiten waren am Anfang noch auf den Zeitraum zwischen 7 und 20 Uhr beschränkt.
Noch vor Eröffnung der Stadtbahn wurde bereits an einer Erweiterung gearbeitet. Der im Aufbau begriffene Stadtteil Saggen sollte an die Stadtbahn angeschlossen werden. Hierfür wurde die 1,7 Kilometer lange „Saggenlinie“ geplant, die am 18. November 1905 eröffnet wurde. Die Strecke zweigte in der Museumstraße von der Stadtbahn ab, folgte dem Südbahn-Viadukt entlang bis zur Staatsbahndirektion (spätere Bundesbahndirektion) und führte von dort weiter zur Adolf-Pichler-Straße (heutige Conradstraße). Ab der Eröffnung der Saggenlinie wurde der Südbahnhof nicht mehr direkt angefahren. Die Triebwagen fuhren vom Staatsbahnhof direkt in den Saggen.
Ein Triebwagen, der zwischen Museumstraße und Südbahnhof pendelte, bildete dann den Anschluss an diesen. Für den Betrieb der Linien wurden für die Stadtbahn sieben und zur Eröffnung der Saggenlinie drei weitere zweiachsige Elektrotriebwagen bei der Grazer Waggonfabrik angeschafft, die mit den Betriebsnummern 36–42 beziehungsweise 43–45 in den Bestand aufgenommen wurden. Da die Fahrgastzahlen rapide anstiegen, wurden einige Beiwagen der L.B.I.H.i.T. zur Verstärkung der Stadtbahn herangezogen. So konnte ein Zug mit bis zu drei Beiwagen verstärkt werden. Da die Localbahn ihre Beiwagen selbst dringend benötigte, mussten bereits 1906 vier Beiwagen beschafft werden, die mit den Betriebsnummern 61–64 in den Bestand aufgenommen wurden. Außerdem wurden zwei der wenig benötigten Sommerbeiwagen der Localbahn für den elektrischen Betrieb auf der Stadtbahn adaptiert und bekamen somit eine elektrische Beleuchtung, eine Solenoidbremse, elektrische Heizungen und Steckgitter bei den Plattformen.
Im September 1906 wurde die Hungerburgbahn eröffnet; die Saggenlinie hätte bis zur Talstation der Bahn verlängert werden sollen, dieser Plan scheiterte allerdings zunächst, da die Straße dorthin noch nicht fertiggestellt war. Außerdem wollte der Stadtsenat nicht zwei Gleise in derselben Straße haben, da bereits die Lokalbahn dort durchfuhr. In Hinblick auf einen weiteren Ausbau der Straßenbahn nach Amras bemühte sich die Localbahngesellschaft um eine Konzession für eine Strecke von der Andreas-Hofer-Straße durch die Maximilianstraße zum Südbahnhof. 1908 wurde hier eine neue Linie eröffnet und mit der Linie, die zwischen Museumstraße und Südbahnhof pendelte, zusammengelegt. Bereits 1907 wurden zwei weitere Triebwagen (Betriebsnummern 46+47) bestellt, die baugleich mit denen der Stadtbahn waren, um diese Linie bedienen zu können.

#### Die Elektrifizierung der Localbahn nach Hall (1909–1911)

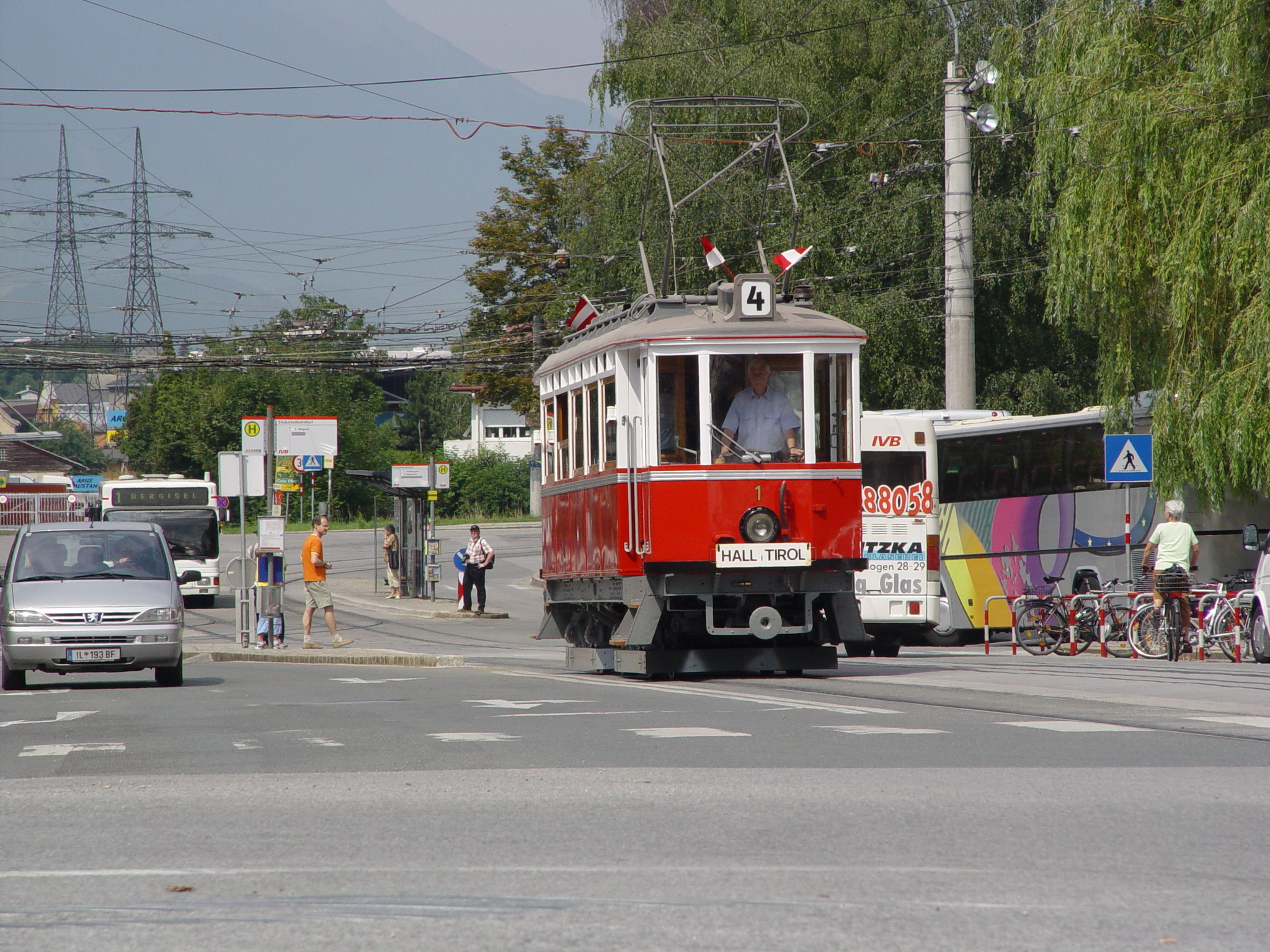
Ein Triebwagen von 1909

1909 war es schließlich so weit, die Elektrifizierungsarbeiten auf der Localbahn nach Hall begannen. Gleichzeitig wurde die Streckenführung der Bahn im Saggen geändert, so dass die Localbahn nicht mehr durch die Falkstraße fuhr, sondern durch die Kaiserjägerstraße zum Rennweg. Dies ermöglichte auch die Verlängerung der Saggenlinie bis zur Talstation der Hungerburgbahn. Auch wurde ein weiteres Gleis von der Andreas-Hofer-Straße aus, durch die Franz-Fischer-Straße zum Wiltener Platzl gelegt, um die Bahnschranken in der Leopoldstraße umgehen zu können. Zusätzlich wurde eine neue Linie eröffnet, die zwischen den Lokalbahnzügen die Strecke der Lokalbahn in der Stadt bedienen sollte. Diese Linie verkehrte zwischen dem Staatsbahnhof und dem Gasthof Dollinger bei der Kettenbrücke. Mit der Eröffnung dieser Linie wurden auch Liniennummern für die einzelnen Linien vergeben. Die Saggenlinie bekam die Nummer 1, die neu eröffnete Linie die Nummer 2, die Linie, die den Südbahnhof bediente, bekam die Nummer 3, und die Lokalbahn nach Hall bekam die Nummer 4.
Für die Elektrifizierung der Linie 4, oder wie sie im Volksmund nun zunehmend genannt wurde, der „Haller“, wurden acht vierachsige Triebwagen bei der Grazer Waggonfabrik bestellt, die statt der Dampflokomotiven die Betriebsnummern 1–8 bekamen. Für die Linie 2 wurden nochmals sechs Stadttriebwagen bestellt, die die Betriebsnummern 48–54 bekamen und über stärkere, sogenannte Schnellläufermotoren verfügten.
Anfang des Jahres 1910 wurden die Elektrifizierungsarbeiten auf der Linie 4 abgeschlossen. Der letzte Dampfzug verkehrte am 6. Jänner 1910, fortan erfolgte der Betrieb mit 1000 Volt Gleichspannung. Die 29 Beiwagen der Dampfstraßenbahn wurden für den elektrischen Betrieb umgerüstet. Auf der Linie 1 waren auf Grund der stetig steigenden Fahrgastzahlen oft Dreiwagenzüge anzutreffen.

#### Die Erschließung Pradls (1911–1914)

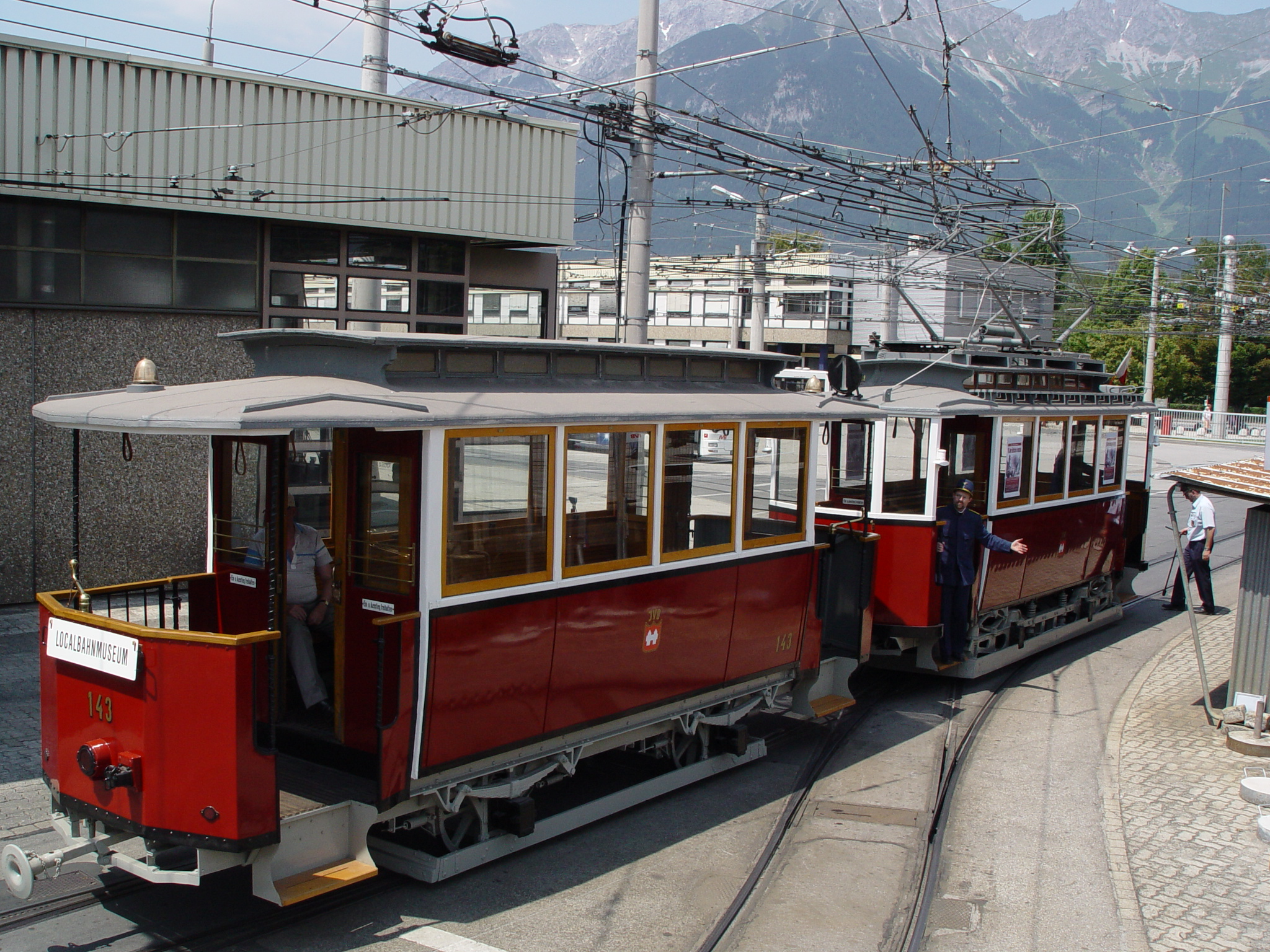
Ein Triebwagen von 1905 mit einem Beiwagen, Baujahr 1906

1911 wurde eine Detailplanung der Verlängerung der Linie 3 nach Amras in Auftrag gegeben. Von der Museumstraße aus, sollte sie über die Gaswerkbrücke, durch die Defregger- und Pradler Straße, entlang der Amraserstraße bis Amras geführt werden. Allerdings waren die Straßen bis dahin noch nicht rechtzeitig fertiggestellt, so dass vorerst nur die Strecke bis Pradl gebaut werden konnte. Obwohl die neu gebaute Gaswerkbrücke für den Betrieb einer Straßenbahn extra stark dimensioniert wurde, stellte sich heraus, dass bei der Planung die Anforderungen unterschätzt worden waren, weswegen diese nur von leeren Triebwagen passiert werden konnte. Deswegen wurde ein Pendelverkehr zwischen der Gaswerkbrücke und der Endstation in Pradl auf der einen Seite und Gaswerkbrücke Landesgericht (Maximilianstraße) auf der anderen Seite eingerichtet. Die Brücke musste zu Fuß überquert werden. Für den Betrieb der Linie 3 wurden nochmals vier weitere Stadttriebwagen mit den Betriebsnummern 32–35 gekauft. Dies sollte für die nächsten 50 Jahre die letzte größere Lieferung an Neufahrzeugen für Innsbruck bleiben.
Im Jahr 1911 wurde ein neues Nummerierungsschema für die Fahrzeuge eingeführt. Die Triebwagen behielten ihre bisherigen Betriebsnummern. Die Beiwagen wurden von 101 beginnend nummeriert, wobei die Igler Beiwagen ihre Nummer behielten, daran anschließend die Haller Beiwagen und zuletzt die Stadtbeiwagen die Nummern bekamen. Die Güterwagen mussten alle umnummeriert werden. Sie bekamen Nummern im 200er Bereich. Die Fahrzeuge der Stubaitalbahn behielten ihre Nummern.
1912 verfügte die L.B.I.H.i.T. über vier eingleisige Linien, für den Betrieb standen 31 Triebwagen, 33 Beiwagen, sechs Güterwagen und eine Schneekehre zur Verfügung. Die I.M.B. verfügte über drei Dampflokomotiven, zwölf Beiwagen und fünf Güterwagen, die A.G.St.B. über vier Triebwagen, sechs Beiwagen und 17 Güterwagen. 1913 wurde eine neue Brücke über die Sill neben der Gaswerkbrücke geplant, so dass die Linie 3 ohne Unterbrechung bis nach Pradl fahren konnte. Die Brücke wurde 1914 fertiggestellt. Auch wurden 1914 bereits erste Streckenabschnitte in der Stadt für den zweigleisigen Betrieb ausgebaut.

### Die Weltkriege und die Zwischenkriegszeit (1914–1945)

#### Der Erste Weltkrieg (1914–1918)

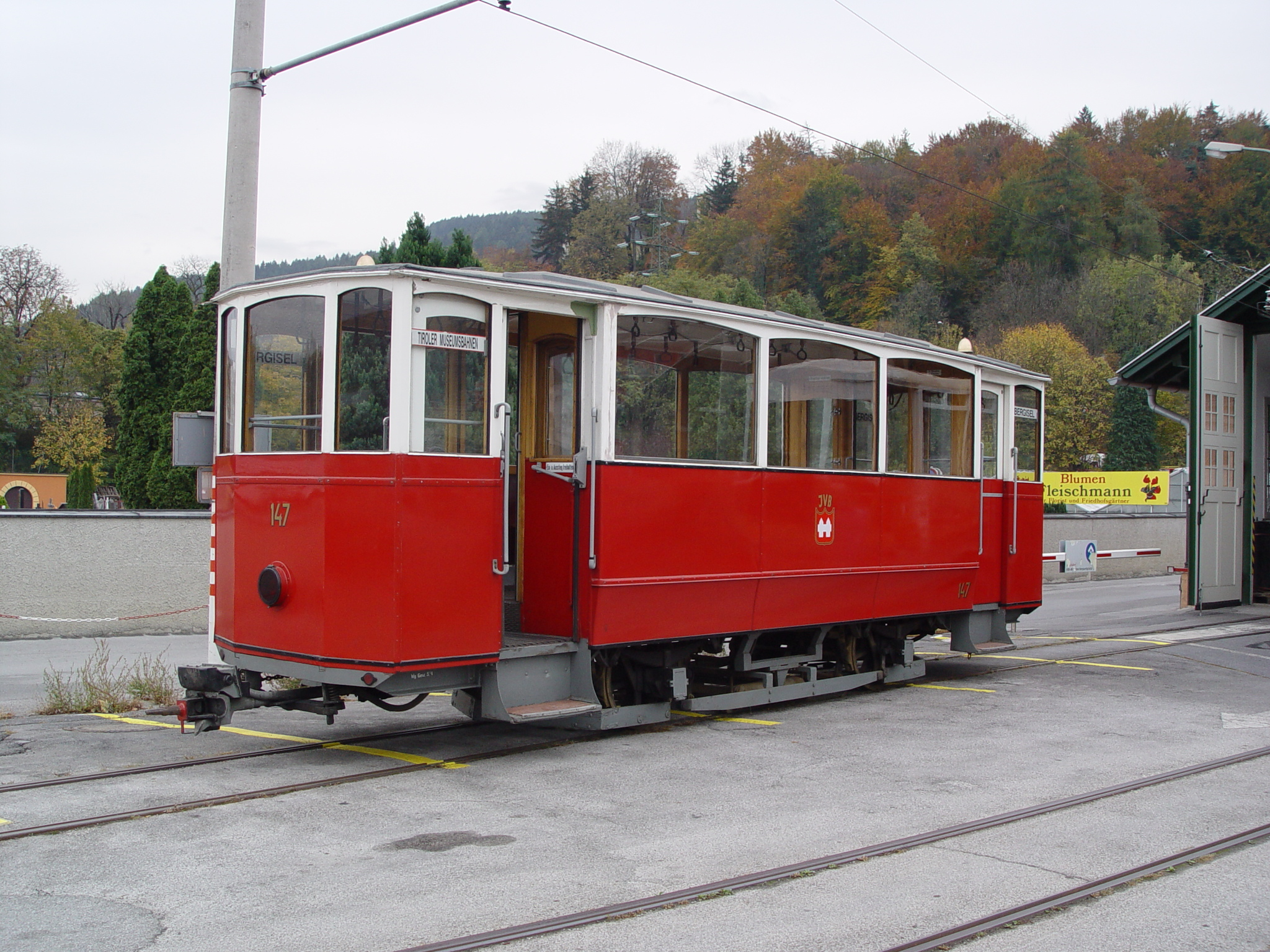
Beiwagen 147, heute ohne Laternendach, dafür mit Plattformschiebetüren

Obwohl in den ersten Jahren des Ersten Weltkriegs die Beförderungszahlen rasant anstiegen, hatte L.B.I.H.i.T. mit Ersatzteil- und Personalmangel sowie zunehmenden finanziellen Schwierigkeiten zu kämpfen. So wurden 1914 dermaßen viele Bedienstete der Lokalbahn eingezogen, dass der Betrieb auf den Linien 2 und 3 für zwei Monate eingestellt werden musste. Ab 1915 wurde sogar erstmals weibliches Fahrpersonal eingesetzt. Auch wurde in diesem Jahr ein Stutzgleis am Südbahnhof gebaut, so dass Verwundete in die Lokalbahn umgeladen werden und dann zur Krankenverteilanstalt in Amras (heute Conradkaserne) – wohin 1916 auch die Linie 3 verlängert wurde – gebracht werden konnten. Auch wurden dieses Jahr zwei großräumige Beiwagen von der Straßenbahn Lana–Meran gekauft. Die zunehmenden Fahrgastzahlen und das abnehmend geschulte Personal führten zu ständigen Improvisationen, da Ersatzteile knapp wurden. 1918 kaufte die L.B.I.H.i.T. vier Dampfloks der Genfer Straßenbahn, um die elektrischen Triebwagen für den innerstädtischen Verwundetentransport frei zu bekommen. Allerdings wurden sie bis auf einige Probefahrten nach Hall nie eingesetzt, da der Krieg davor beendet war.

#### Die Zwischenkriegszeit (1919–1938)

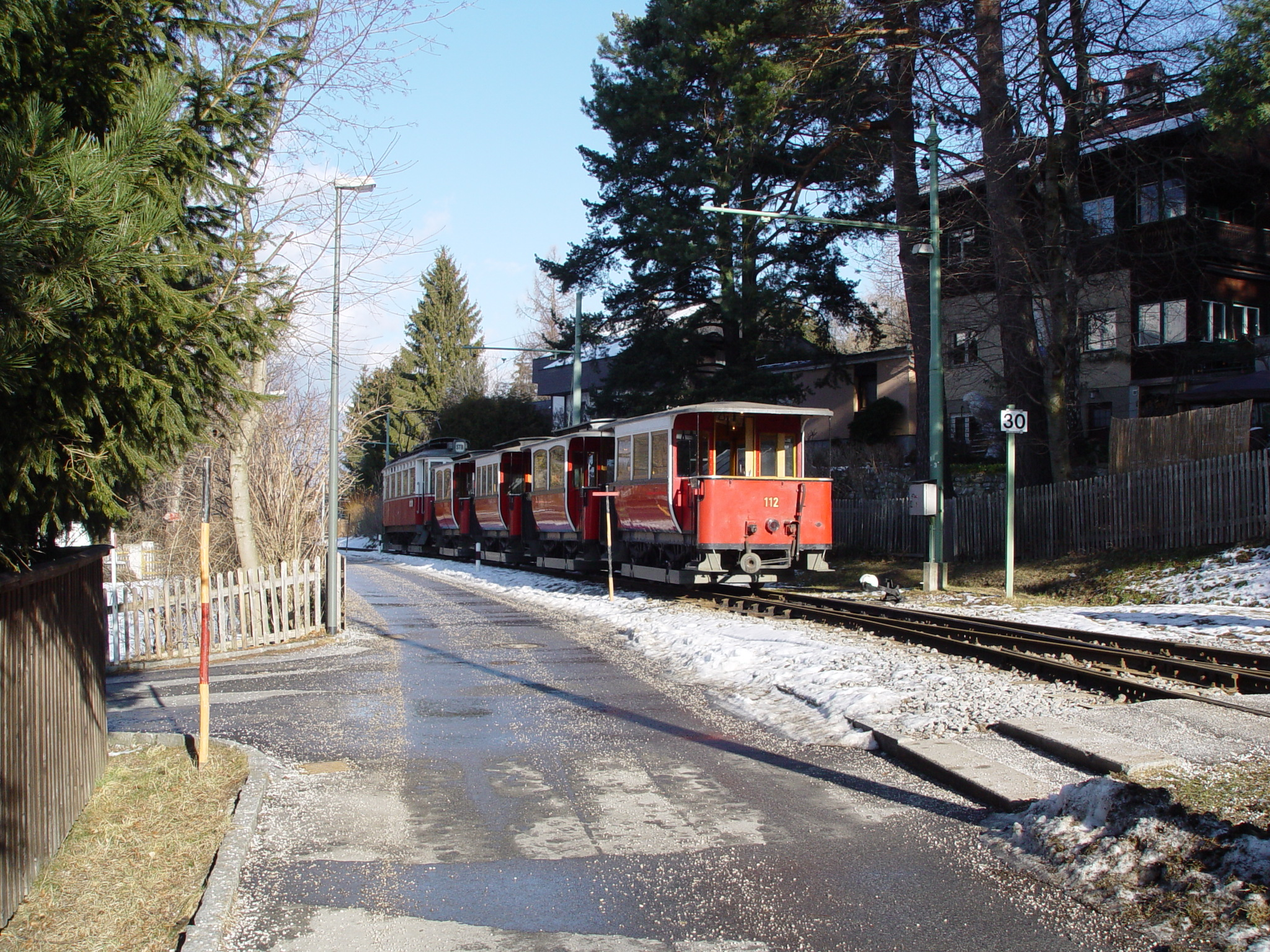
Historischer Fünfwagenzug verlässt Igls (2007)

1919 wurde trotz finanzieller Engpässe bereits wieder an den Ausbau der Straßenbahn gedacht. So wurde die Linie 3 bis zum Pradler Friedhof verlängert und in der Stadt wurden einige Streckenteile zweigleisig ausgebaut. Ende 1920 musste die Linie 2 wegen Ersatzteilmangels eingestellt werden. Ab 1921 verkehrte die Linie 3 nicht mehr bis zum Friedhof, sondern nur noch zur alten Endhaltestelle beim Lindenhof in Pradl. Die L.B.I.H.i.T. eröffnete am 27. Juni 1923 die als Nummer 0 bezeichnete Innenstadtrundlinie, da die Stadtregierung eine dauerhafte Anbindung des Hauptbahnhofes an die Innenstadt forderte. Da diese Linie sich jedoch nicht bewährte, wurde sie bereits zwei Monate darauf aufgelassen und nach anderen Alternativen gesucht. Am 1. Mai 1924 wurde die Linie 0 erneut bedient, da keine Einigung auf ein sinnvolles Projekt erzielt werden konnte. Aber bereits kurz darauf wurde die Linie wieder eingestellt. In diesem Jahr wurde die noch heute bestehende Saggenschleife eröffnet, so dass die Linie 1 an der Endhaltestelle nicht mehr umsetzen musste, sondern durchfahren konnte. Mitte 1925 wurde der Betrieb auf der Linie 0 wieder aufgenommen, allerdings diesmal mit der Liniennummer 5. 1926 ging die Linie 2 wieder für ein halbes Jahr in Betrieb, bevor sie wegen mangelnder Frequentierung erneut eingestellt wurde. Auch wurde in diesem Jahr die Endstation der Linie 3 vom Landesgericht zum Wiltener Platzl verlegt. In den folgenden Jahren wurde die Linie 5 je nach Bedarf bedient.
Da die I.M.B. 1927 große finanzielle Probleme hatte, überlegte die Stadt, die Lokalbahn einzustellen, worauf die L.B.I.H.i.T. die Lokalbahn aufkaufte. Ein Jahr später rüstete die L.B.I.H.i.T. zwei 1917 von der Straßenbahn Lana–Meran („Meraner“ genannt) übernommene Beiwagen für den Einsatz auf der I.M.B. aus. 1929 wurde auch die Endhaltestelle der Linie 4 vom Bergisel zum Wiltener Platzl verlegt. 1930 wurde in Innsbruck der Rechtsverkehr eingeführt, was zahlreiche teure Anpassungen der Gleise nötig machte. Um im Sommer 1930 und 1931 die Linie 5 nicht mehr bedienen zu müssen und den Bahnhof trotzdem bedienen zu können, wurde die Linie 1 zweigeteilt. Vom Bergisel aus fuhren die Triebwagen mit der Linienbezeichnung 1B Richtung Bahnhof. Dort hatte der Triebwagen einen kurzen Aufenthalt und wechselte das Liniensignal auf 1H. Dann fuhr er durch den Saggen und wieder zurück zum Bahnhof, um von dort als 1B Richtung Bergisel weiterzufahren. Die wegen der Weltwirtschaftskrise ausgebliebenen Touristen sorgten 1932 für die Abschaffung der Verstärkungslinien 1B und 1H. Auf der Linie 5 verkehrten auch nur mehr sporadisch Züge.
Da es schon länger Pläne gab, die Mittelgebirgsbahn zu elektrifizieren, wurde 1933 ein Triebwagen der Haller mit vier Motoren ausgerüstet und auf der Bergstrecke der Stubaitalbahn bis Mutters erprobt. Für die Probefahrt wurde von Innsbruck aus Gleichstrom eingespeist. Da die Probefahrt zur vollen Zufriedenheit verlief, wurde mit den Vorbereitungen zur Elektrifizierung der I.M.B. begonnen. 1935 wurde ein weiterer Triebwagen mit vier neuen, stärkeren Motoren ausgerüstet. Am 18. Juni wurde schließlich auf der I.M.B. der elektrische Betrieb mit 1000 Volt Gleichspannung aufgenommen und sie wurde mit der Liniennummer 6 in das städtische Nummerierungsschema eingereiht. Für den elektrischen Betrieb wurden die Igler Beiwagen mit einer elektrischen Beleuchtung und Heizung ausgerüstet. Im Gegensatz zu den Haller Beiwagen bekamen sie auch noch eine Solenoidbremse. Die beiden ehemaligen Meraner Beiwagen wurden nach der Elektrifizierung nicht mehr für den Betrieb auf der Bergstrecke herangezogen.

#### Der Zweite Weltkrieg (1939–1945)

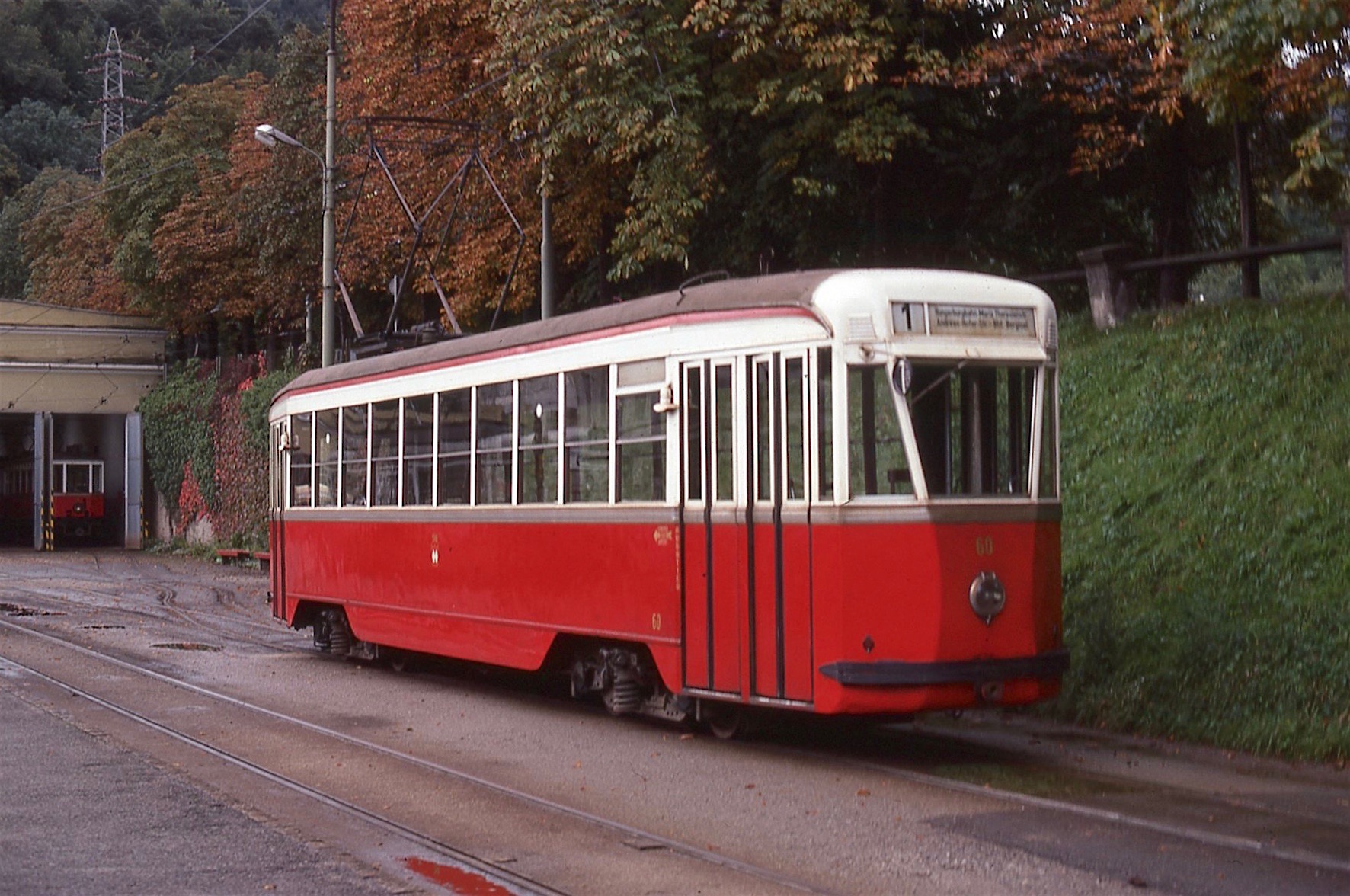
Der „Mailänder“ Triebwagen 1977

Der Neubau der Mühlauer Brücke wurde in der nationalsozialistischen Zeit fertiggestellt, der Rennweg dadurch zu einer wichtigen Ein- und Ausfallstraße. Deswegen wurden 1939 die Schienen der Lokalbahn nach Hall dort abgetragen. Die Linie 4 benutzte von da an die Schienen der Linie 1 um zur Mühlauer Brücke zu gelangen. 1940 wurde ein weiterer Triebwagen der Haller mit vier stärkeren Motoren für den Betrieb nach Igls ausgerüstet. Die so freigewordenen Motoren wurden in zwei andere Triebwagen eingebaut, so dass nun gesamt fünf viermotorige Fahrzeuge zur Verfügung standen. Die abgetragenen Schienen vom Rennweg wurden für den zweigleisigen Ausbau der Linie 3 und deren Verlängerung 1941 bis zur Rudolf-Greinz-Straße verwendet, wo eine Wendeschleife angelegt wurde. Auch wurden in diesem Jahr die Innsbrucker Verkehrsbetriebe unter Einbeziehung der L.B.I.H.i.T. und einiger lokaler Busunternehmen gegründet. Während des Zweiten Weltkriegs kam es zu einer starken Zunahme der Beförderungszahlen. In den Jahren 1941 und 1942 verdoppelten sich die Fahrgastzahlen auf 14,5 Millionen. Die geplante Neuanschaffung von Fahrzeugen konnte nicht durchgeführt werden, da die Firmen Rüstungsaufträgen höhere Priorität einräumten. Es wurden allerdings noch einige Ersatzteile geliefert, so dass zwei zweimotorige Triebwagen der Lokalbahn nach Hall mit je zwei stärkeren Motoren ausgerüstet werden konnten. 1944 wurde ein ursprünglich für die Belgrader Straßenbahn gedachtes Fahrzeug kriegsbedingt nach Innsbruck geliefert. Der von Breda aus Mailand hergestellte Großraumtriebwagen wurde als Nummer 60 in den Bestand eingereiht und war aufgrund seiner modernen Ausstattung bei Fahrern und Fahrgästen sehr beliebt. Während des Kriegs wurde die Strecke der Linie 6 mehrmals durch Fliegerbomben schwer beschädigt. Auch der Fuhrpark der Straßenbahn litt gegen Kriegsende stark an Ersatzteilmangel, ein Stadttriebwagen wurde zu einem Beiwagen umgebaut. Der Großteil der Fahrzeuge blieb jedoch von Bombentreffern verschont.

### Der Wiederaufbau (1945–1960)

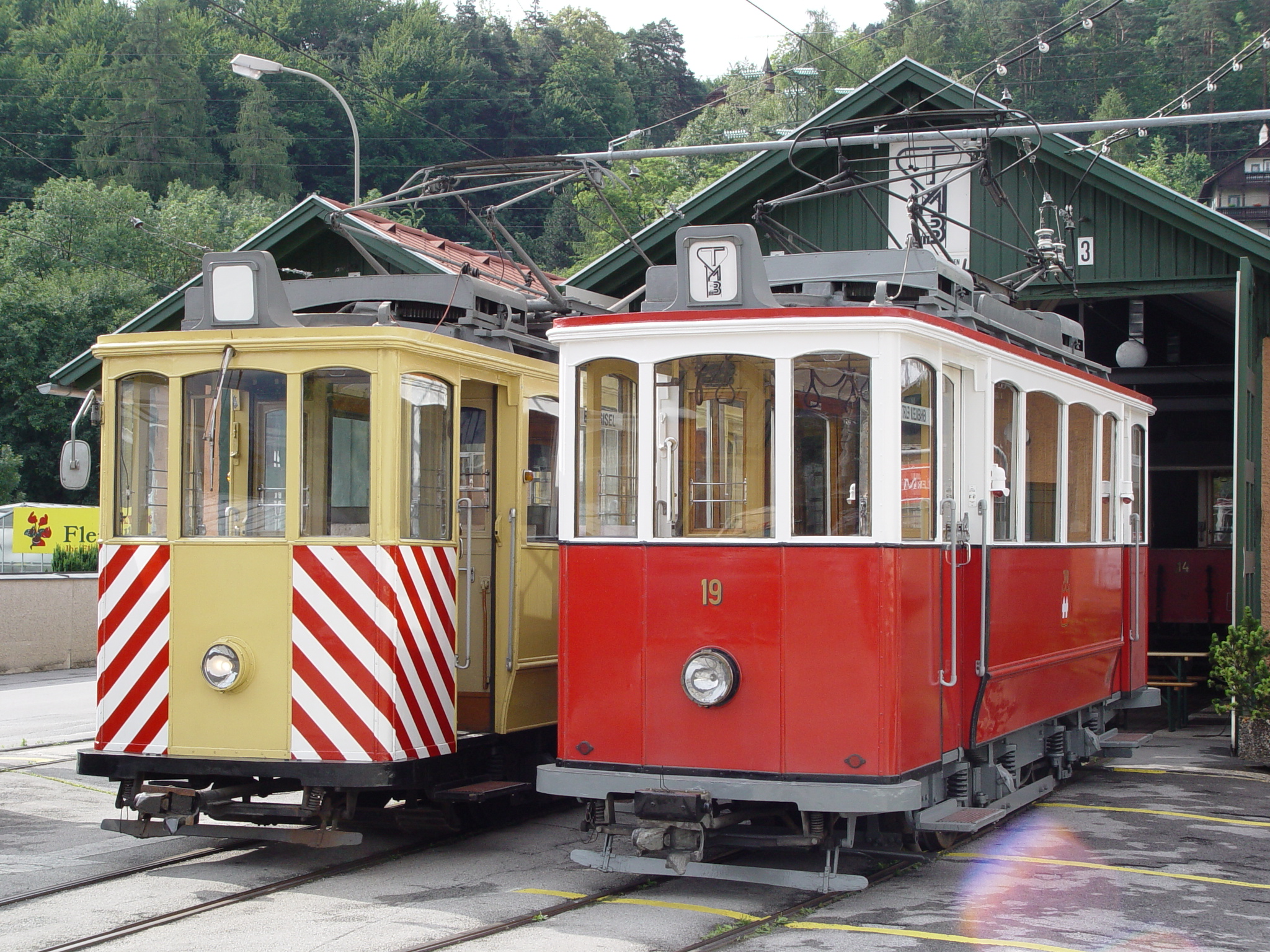
Zwei ehemalige Züricher Triebwagen beim 100-jährigen Jubiläum

Nach dem Krieg wurden die zerstörten Streckenabschnitte nach und nach wieder aufgebaut, sodass bereits Ende August 1945 alle Strecken wieder befahrbar waren. Der Fuhrpark konnte allerdings nur notdürftig wieder einsatzfähig gemacht werden. 1947 schenkte Winterthur – die Partnerstadt von Hall – Hall einen Triebwagen. Diese gab den Wagen an die IVB weiter. 1949 sollten neue Triebwagen beschafft werden, wozu es aufgrund der fehlenden finanziellen Mittel nicht kam. 1950 wurden sieben Triebwagen der Basler Verkehrs-Betriebe gekauft, um den überstrapazierten Fuhrpark etwas zu entlasten. Da anfangs sogar das Geld für Farbe knapp war, fuhren sie die ersten zwei Jahre weiterhin in der grünen Basler Lackierung durch Innsbruck. 1952 bekamen die IVB nochmals zwei Triebwagen und drei Beiwagen aus Basel. 1953 wurden mehrere Trieb- und Beiwagen der rechtsufrigen Thunerseebahn gekauft. Allerdings erwiesen sich diese nicht als für den Betrieb auf der Linie 4 tauglich, so dass die Beiwagen zur Stubaitalbahn kamen und die Triebwagen nur als Rangierfahrzeuge benutzt wurden. 1955 konnten nochmals vier Triebwagen von den Verkehrsbetrieben Zürich beschafft werden. Die neuen Fahrzeuge ersetzten nach und nach die Stadttriebwagen. Dabei wurden die hinzugekommenen Fahrzeuge modernisiert, erhielten Compactkupplungen und zum Teil Schienenbremsen. Auch wurden die Stadtbeiwagen und ehemaligen Meraner Beiwagen mit den neuen Fahrzeugen zusammen eingesetzt.
1956 wurde die Konzertbrücke fertig gestellt, weswegen der eiserne Viadukt über die Arlbergbahn abgetragen werden konnte. Da es nun auch zu keiner Bahnkreuzung mehr in der Leopoldstraße kam, wurde die Strecke durch die Franz-Fischer-Straße überflüssig und abgetragen.

### Der Rückbau (1960–1975)

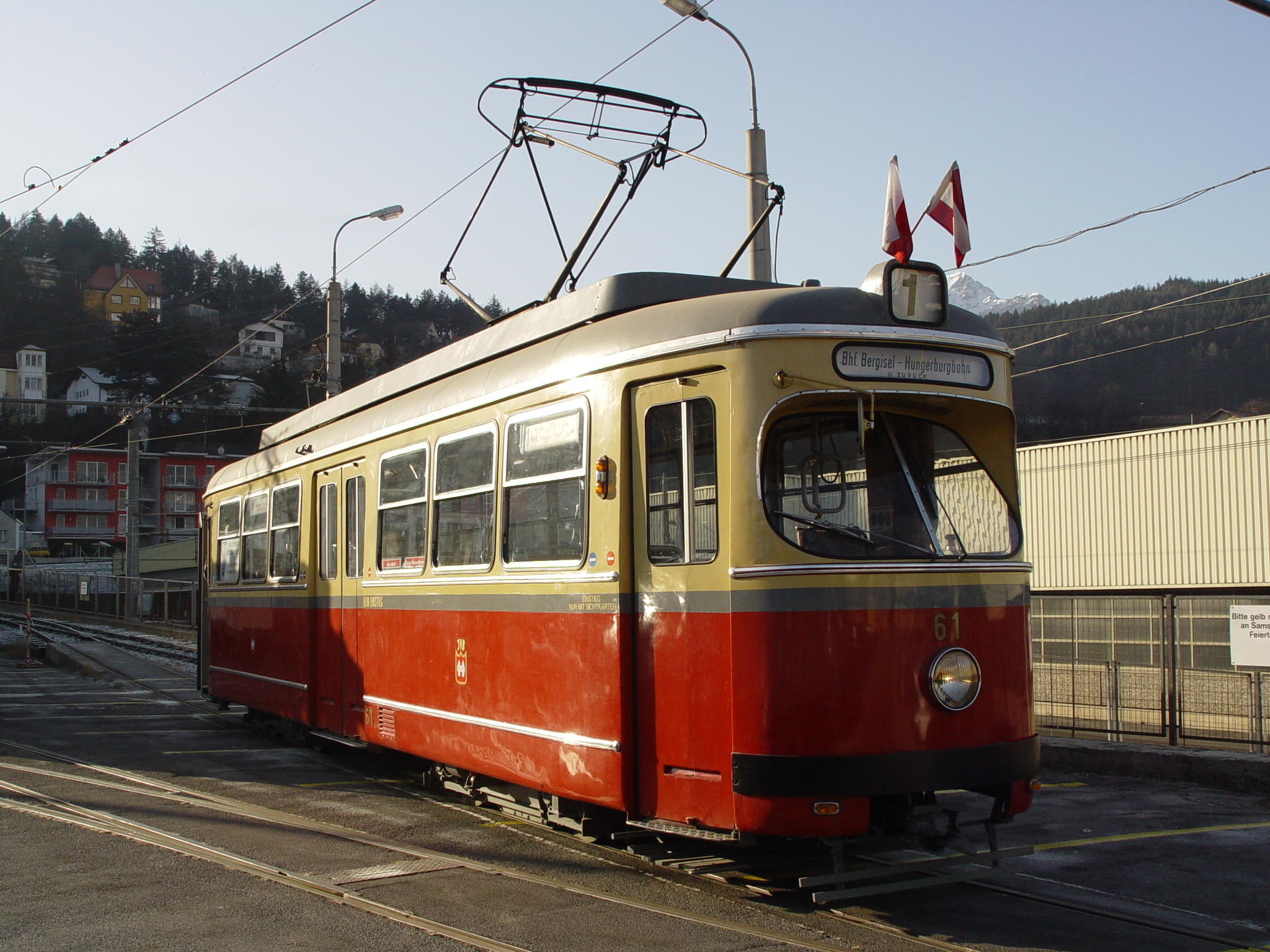
Vierachsiger Lohner-Triebwagen (Duewag-Lizenzbau) von 1960

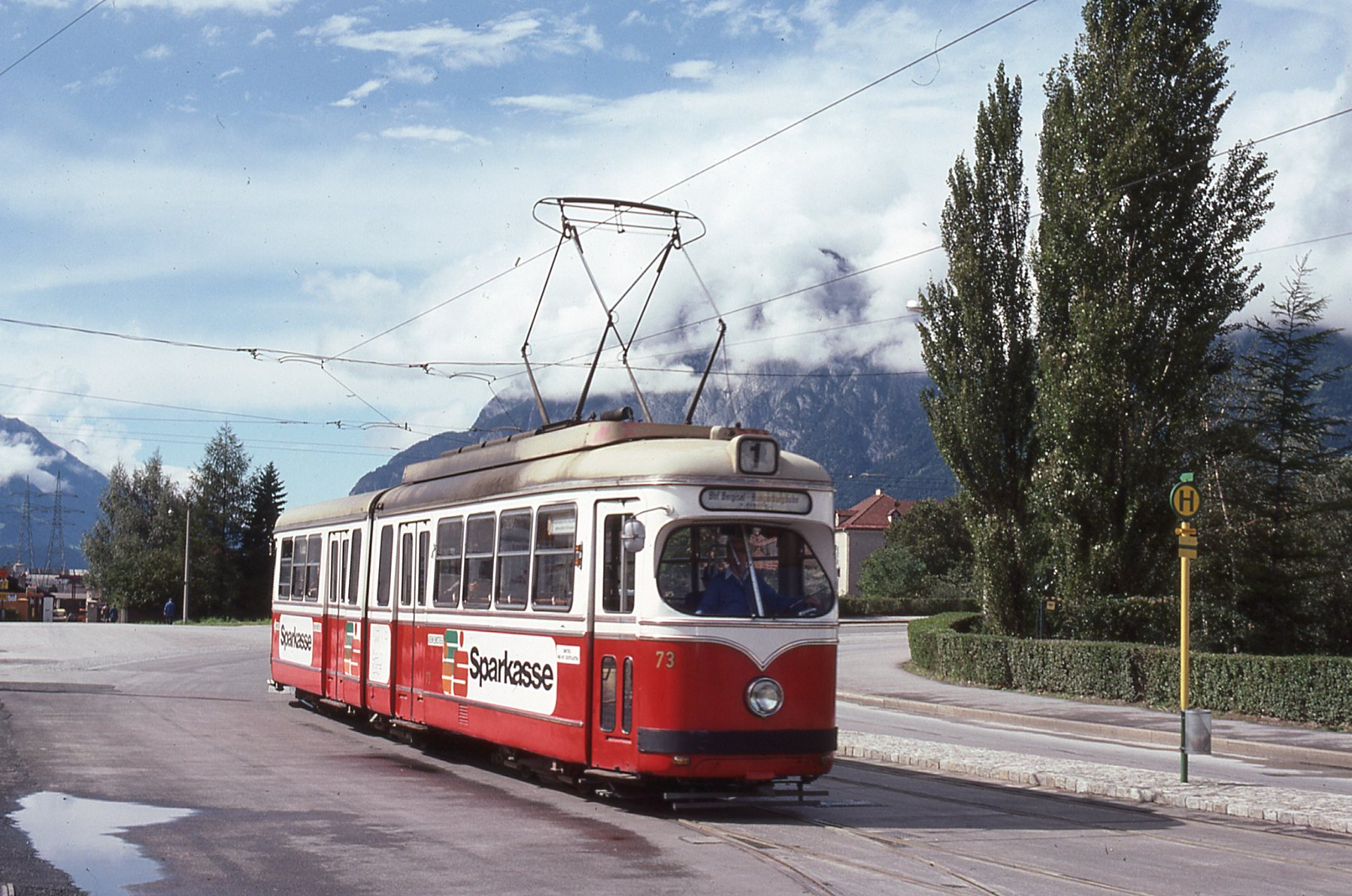
Triebwagen 73 am Bergisel (1977)

In den 1960er Jahren setzten die IVB die Modernisierung des Fahrzeugparks fort. 1960 wurden sechs von Lohner in Duewag-Lizenz gebaute Großraumwagen in Betrieb genommen und fortan als Nummer 61–66 bezeichnet. Um eine Wendemöglichkeit für Einrichtungswagen beim Bergisel zu ermöglichen, wurde im Juni 1960 ein Gleisdreieck errichtet. Im Oktober desselben Jahres wurde das Gleisdreieck durch eine Kehrschleife ersetzt. Die nun nicht mehr benötigte Verbindung zwischen Bergiselbahnhof und Wiltener Platzl durch die Leopoldstraße wurde abgetragen, und die Linie 4 verkehrte nun über den Hauptbahnhof als Endhaltestelle. 1964 wurde die Strecke in der Leopoldstraße zum Wiltener Platzl gänzlich abgetragen, und die Linie 3 verkehrte auch über den Hauptbahnhof. 1965 kam es zum letzten Mal für die nächsten 30 Jahre zum Ausbau des Straßenbahnnetzes. Die Linie 3 wurde bis zur heutigen Endhaltestelle in Amras verlängert. Durch die Anschaffung von sieben Gelenkwagen – als Nummer 71–77 eingereiht – in den Jahren 1966 und 1967 konnten die letzten Stadtbahnwagen ausgemustert werden.
In Hinblick auf die zweiten Olympischen Spiele in Innsbruck 1976 wurde die Linie 4 als Straßenbahn in Frage gestellt. Die Reichenauer Brücke (seit 1980: Grenobler Brücke) sollte erneuert und die Haller Straße vierspurig ausgebaut werden, was auch einen größeren Umbau der Gleisanlagen der Haller zur Folge gehabt hätte. Deshalb wurde beschlossen, die Lokalbahn ab sofort als Buslinie weiter zu führen. Am 6. Juni 1974 verkehrte der letzte Zug auf der Linie 4. Die Linie 4 wurde am 7. Juni auf Busbetrieb umgestellt. Die Haller Linie war bis zu ihrer Einstellung mit den originalen, 1909 gebauten Triebwagen und den für den elektrischen Betrieb adaptierten Dampfstraßenbahn-Beiwagen betrieben worden. Die Triebwagen 1, 5, 7 und 8 wurden ausgemustert, die drei anderen Triebfahrzeuge 2, 3 und 4 wurden endgültig der Linie 6 zugeteilt. Triebwagen 6 war bereits davor abgestellt worden, da man eines der Drehgestelle als Ersatzteil für Triebwagen 3 benötigte.

### Die Modernisierung (1976–1983)

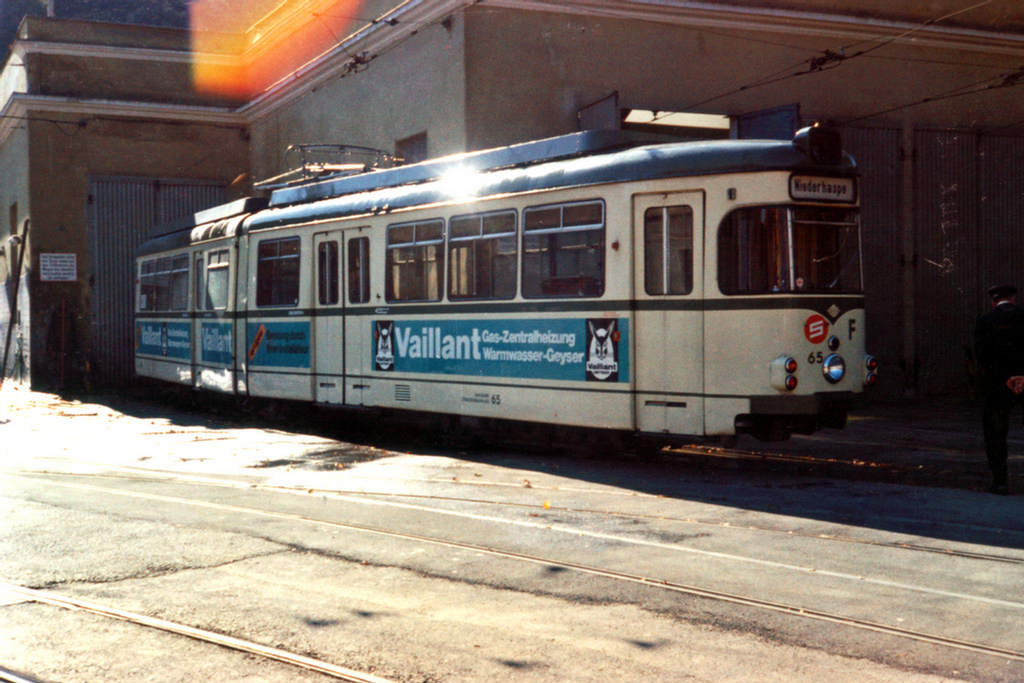
Fahrzeug kurz nach der Anlieferung 1976 im alten Bergiselbahnhof, noch im Hagener Farbschema und sechsachsig

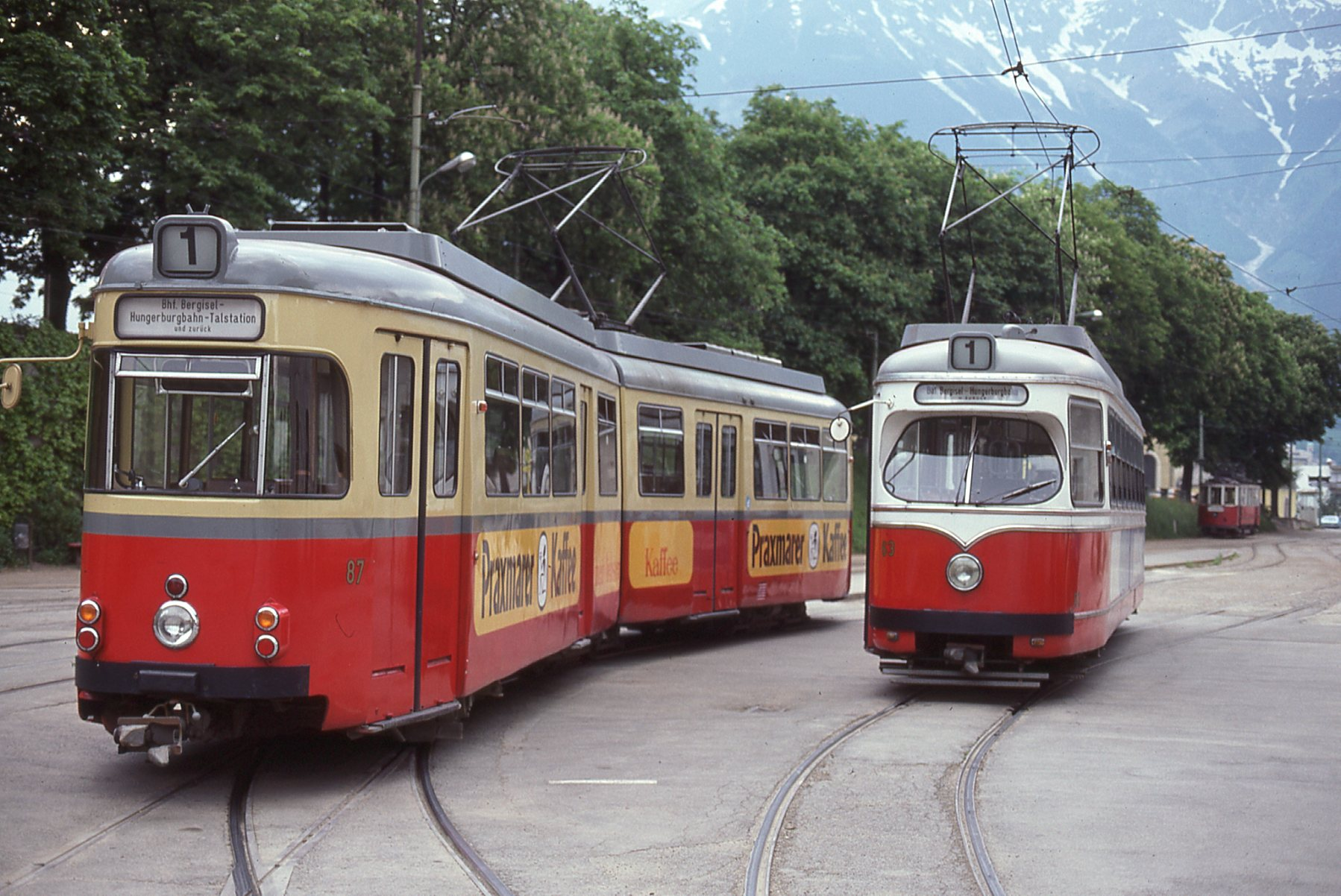
Ex-Hagener Zweirichtungswagen 87, noch sechsachsig und Lohner-Wagen 63 am Bergisel, im Hintergrund Ex-Basler Tw 31 (1977)

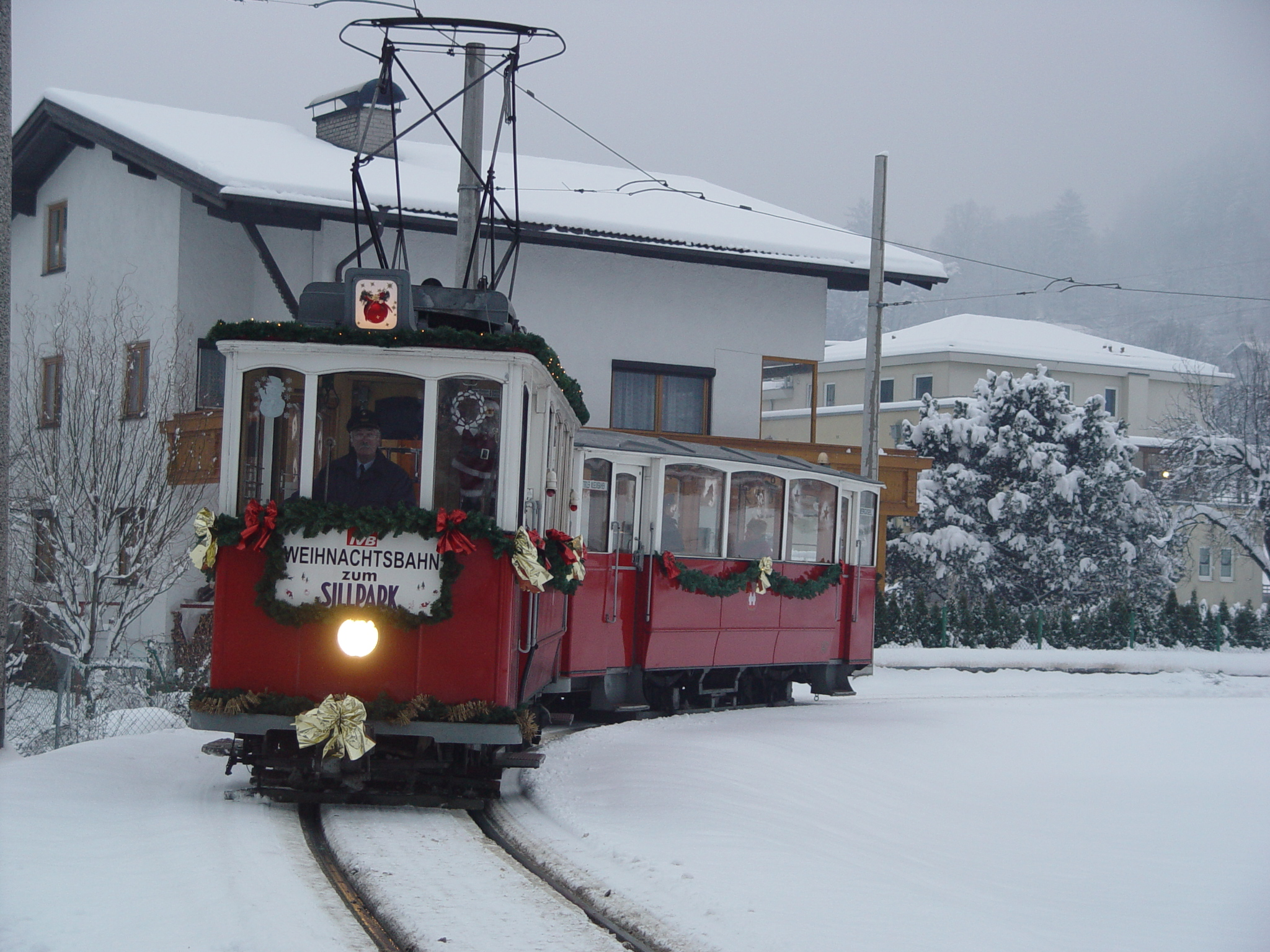
Triebwagen 19 und Beiwagen 147 als Weihnachtswagen

Im Jahr 1976 stand die Straßenbahn nach der Präsentation des Generalverkehrsplans 1976 kurz vor der Einstellung. Wegen der hohen Kosten für die Anpassung sämtlicher Gleisanlagen an die neu geplanten Linienführungen erwog die Stadtverwaltung, die Straßenbahn durch Gelenkbusse zu ersetzen. Die Linie 6 und die Stubaitalbahn sollten wegen des Ausbaus der Autobahn eingestellt werden, da die ursprüngliche Trasse genau durch die Betriebshöfe geführt werden sollte. Letztendlich entschied sich die Stadtverwaltung für die Finanzierung der Baumaßnahmen für die Linienänderungen und somit für den Erhalt der Straßenbahn. Die Adaptierungen wurden im Sommer 1976 vorgenommen. Ab dem 14. Oktober 1976 verkehrten die Linien folgendermaßen:
Linie 1: Bergisel – Hungerburgbahn
Linie 3: Amras – Innenstadt – Amras
Linie 3/1: Bergisel – Amras (HVZ-Verstärker in der Früh)
Linie 6: Igls – Bergisel
Da die alten Remisen am Bergiselbahnhof nicht mehr zeitgemäß waren und in der Nähe des Bergisels ein Pressezentrum für die Olympischen Spiele errichtet werden sollte, wurde beschlossen, das Pressezentrum so auszulegen, dass nachher die Innsbrucker Verkehrsbetriebe dahinein übersiedeln konnten. 1977 wurden die neuen Räumlichkeiten von den IVB in Besitz genommen und ein Teil des alten Bergiselbahnhofs abgebrochen. Auch wurden 1976 acht gebrauchte Zweirichtungstriebwagen von der Hagener Straßenbahn gekauft. Vorerst auf der Linie 1 eingesetzt, wurden sie in den nächsten Jahren für den Einsatz auf der Linie 6 umgebaut. Nach dem Kauf der ehemaligen Hagener wurden 1977 die letzten Holzkastenwagen auf den Stadtlinien abgestellt. Lediglich die ex-Züricher Triebwagen 21 und 19 sowie der ehemalige Meraner Beiwagen 147 blieben als Schienenschleifwagen bzw. als Weihnachtswagengarnitur im Bestand.
Bereits 1980 wurde ein neues Verkehrskonzept beschlossen, demgemäß die Straßenbahn wieder ausgebaut werden sollte. Eine Linie sollte in das Olympische Dorf und eine in die Reichenau gebaut werden. Auch sollte die Linie 4 auf einer anderen zeitgemäßeren Trasse wieder aufgebaut werden. Für dieses Verkehrskonzept wurden sechs- und achtachsige Gelenkstriebwagen aus Bielefeld gekauft sowie eine neue große Straßenbahnhalle im neuen Betriebshof gebaut. 1981 hatten schließlich auch die alten Holzkastentriebwagen auf der Igler ausgedient, und die Iglerbahn wurde von nun an mit ehemaligen Hagener Triebwagen bedient. Auch wurde nun der letzte Teil des alten Betriebsbahnhofs abgerissen. Es wurde beschlossen, die Stubaitalbahn, deren Fuhrpark seit Anbeginn nie eine Erneuerung erfuhr, auf Gleichstrom umzustellen und mit ehemaligen Hagener Triebwagen zu betreiben.
1983 war es schließlich so weit, dass die Alte Stubaitalbahn zum letzten Mal fuhr. Nach einigen Tagen Umstellarbeiten konnte der Gleichstrombetrieb aufgenommen werden. Die Züge der Stubaitalbahn endeten von da an nicht mehr am Stubaitalbahnhof, sondern am Hauptbahnhof. Zu diesem Zeitpunkt gründeten sich auch die Tiroler MuseumsBahnen, welche in den Hallen und Remisen des alten Stubaitalbahnhofs ihre Unterkunft fanden.
1984 wollten die IVB weitere ehemalige Hagener Triebwagen aus Belgrad rückkaufen, um die Linie 6 bis zur Hungerburgbahn verlängern zu können. Da dieser Versuch aber fehlschlug, wurde die Linie 1985 auf Einrichtungstriebwagen umgestellt. Hierfür wurden die ehemaligen Bielefelder Triebwagen benutzt. Auch wurden die Haltestellen für den Einrichtungsbetrieb adaptiert (Bahnsteige auf beiden Seiten) und der Rechtsverkehr wurde eingeführt. Aufgrund der geringen Fahrgastanzahl wurde die Linie 6 somit auch die erste schaffnerlos fahrende Linie in Innsbruck. Die Triebwagen der Linie 6 waren in den Umlauf der Linie 1 eingebunden, und jede halbe Stunde fuhr ein Triebwagen als Linie 6 betafelt bei der Hungerburgbahn-Talstation los, während der von Igls kommende Wagen sich wieder als Linie 1 in deren Umlauf bis zur Hungerburg eingliederte.

### Die Moderne (1983–1999)

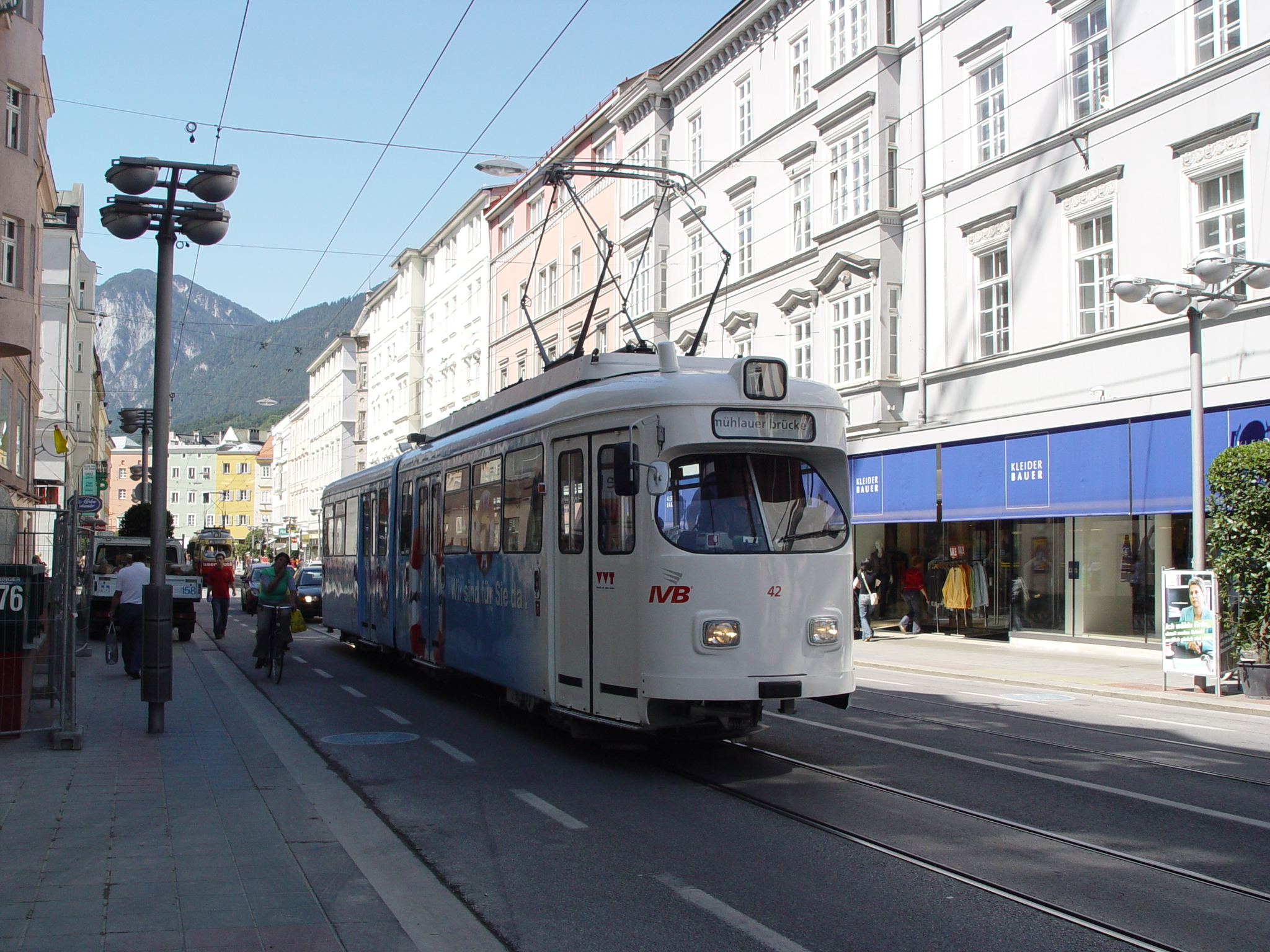
Verkehr in der Museumstraße

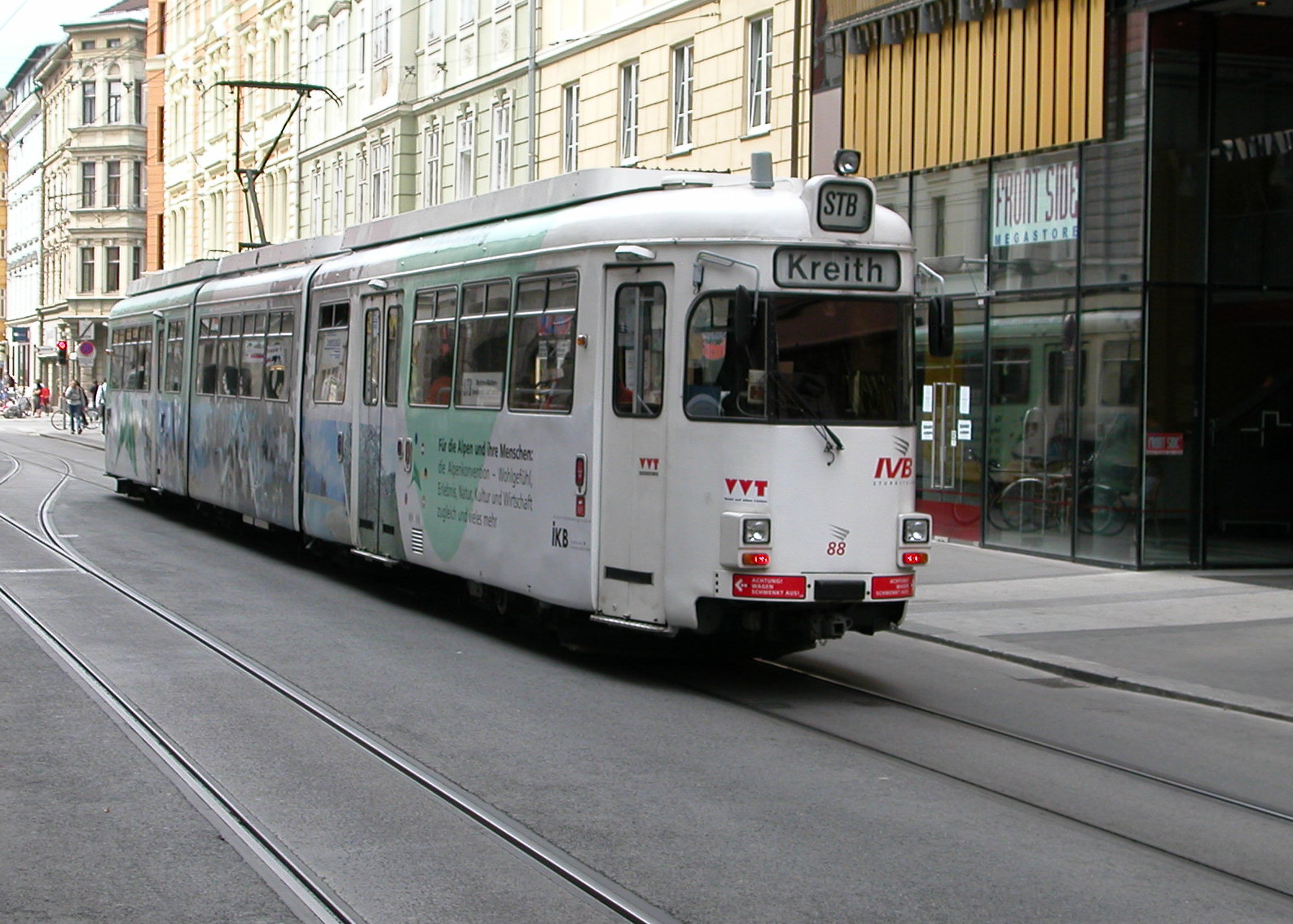
Ex-Hagener in der Anichstraße

1986 wurde das neue Verkehrskonzept gekippt und die Stadtregierung beschloss, anstatt der Straßenbahn in den Osten Innsbrucks zwei Oberleitungsbuslinien einzurichten. Einige schon bestellte und bezahlte Straßenbahnen wurden daraufhin verschrottet. Auch wurden die kurzen Lohner ausgemustert. Anfang der 1990er Jahre hätten neue Fahrzeuge für die Stubaitalbahn beschafft werden sollen. Allerdings erwies sich das als zu teuer, weswegen die ehemaligen Hagener Triebwagen eine Erneuerung bei Bombardier erhielten, um an das Verkehrsaufkommen und die aktuelle Gesetzeslage angepasst zu werden. 1995 wurden das erste Mal seit langem in Innsbruck wieder neue Schienen verlegt. Das zweite Gleis in der Museumstraße wurde wieder eingebaut, und eine Schleife über den Marktplatz wurde neu eröffnet. 1996 stand die Linie 6 wieder vor der Einstellung. Aufgrund einer Unterschriftenaktion in der Bevölkerung konnten allerdings finanzielle Mittel für die Linie bereitgestellt werden. Als Anreiz für die Linie verkehrten von nun an auch täglich zwei Nostalgiezüge mit den alten Igler Triebwagen.
Ende der 1990er Jahre kam wieder die Diskussion über die Einstellung der Straßenbahn in Innsbruck auf. Die Aufrechterhaltung dreier Systeme (Bus, Bahn, Oberleitungsbus) galt auf Dauer als zu kostspielig. Deswegen wurde angedacht, entweder den Oberleitungsbus oder die Straßenbahn stillzulegen. Letztendlich konnte sich die Straßenbahn durchsetzen und ein neues Regionalbahnkonzept wurde beschlossen.

### Ausbau im Rahmen vonStraßenbahnkonzeptundRegionalbahnkonzept(1999–2018)

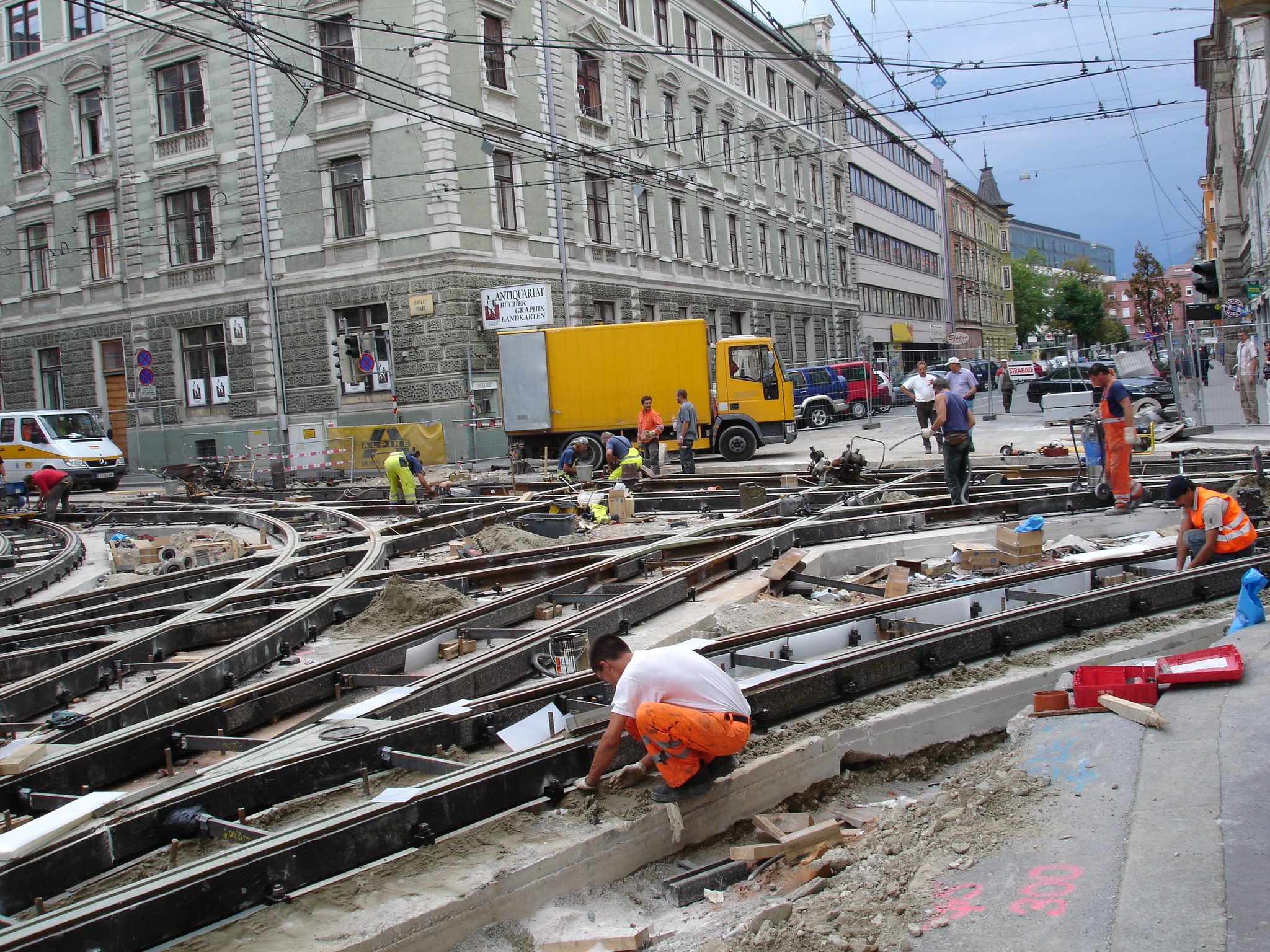
Baustelle in der Bürgerstraße für die Regionalbahn

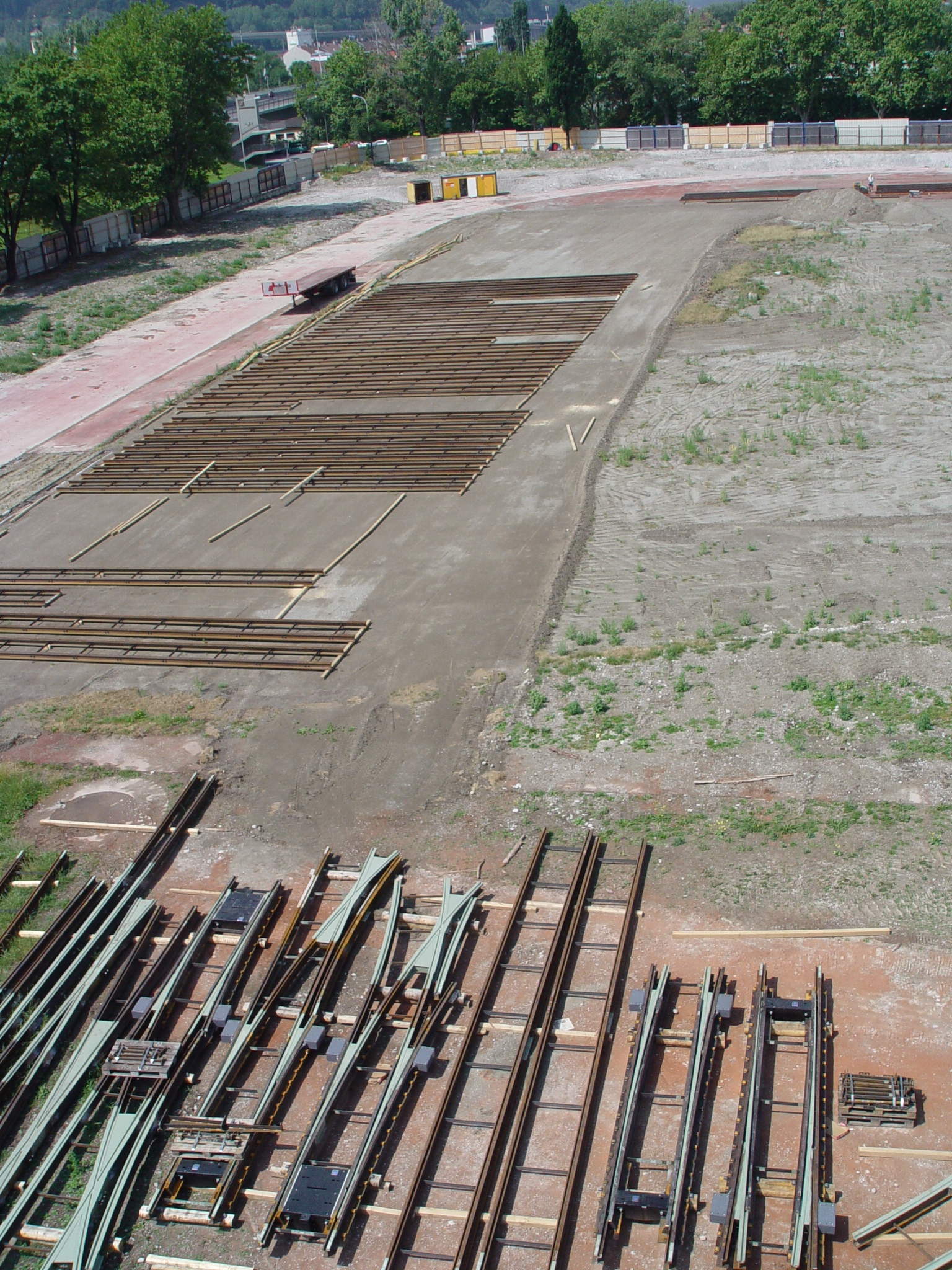
Gleise vorbereitet zum Einbau

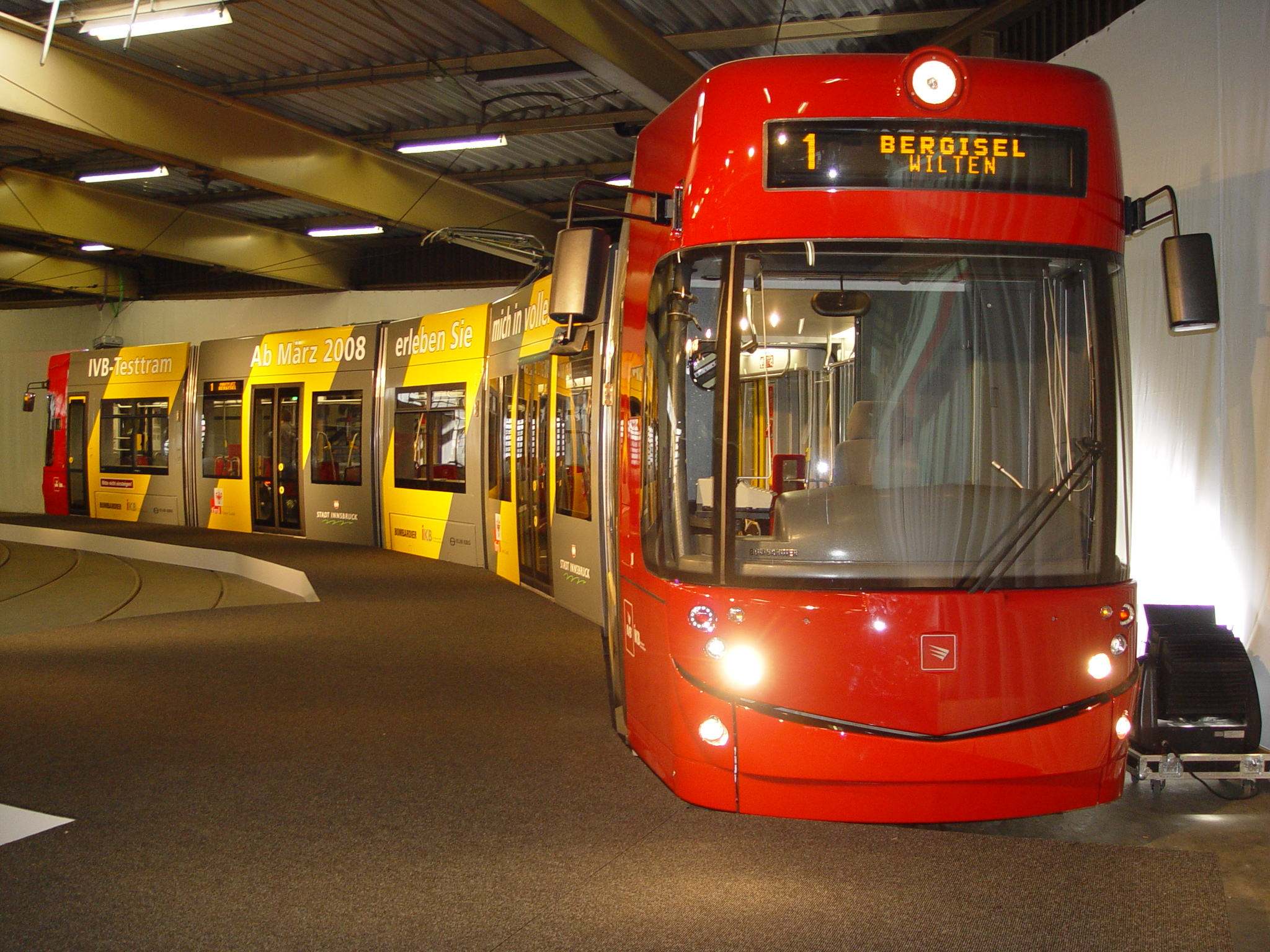
Tw 351 im Design für die Testfahrten …

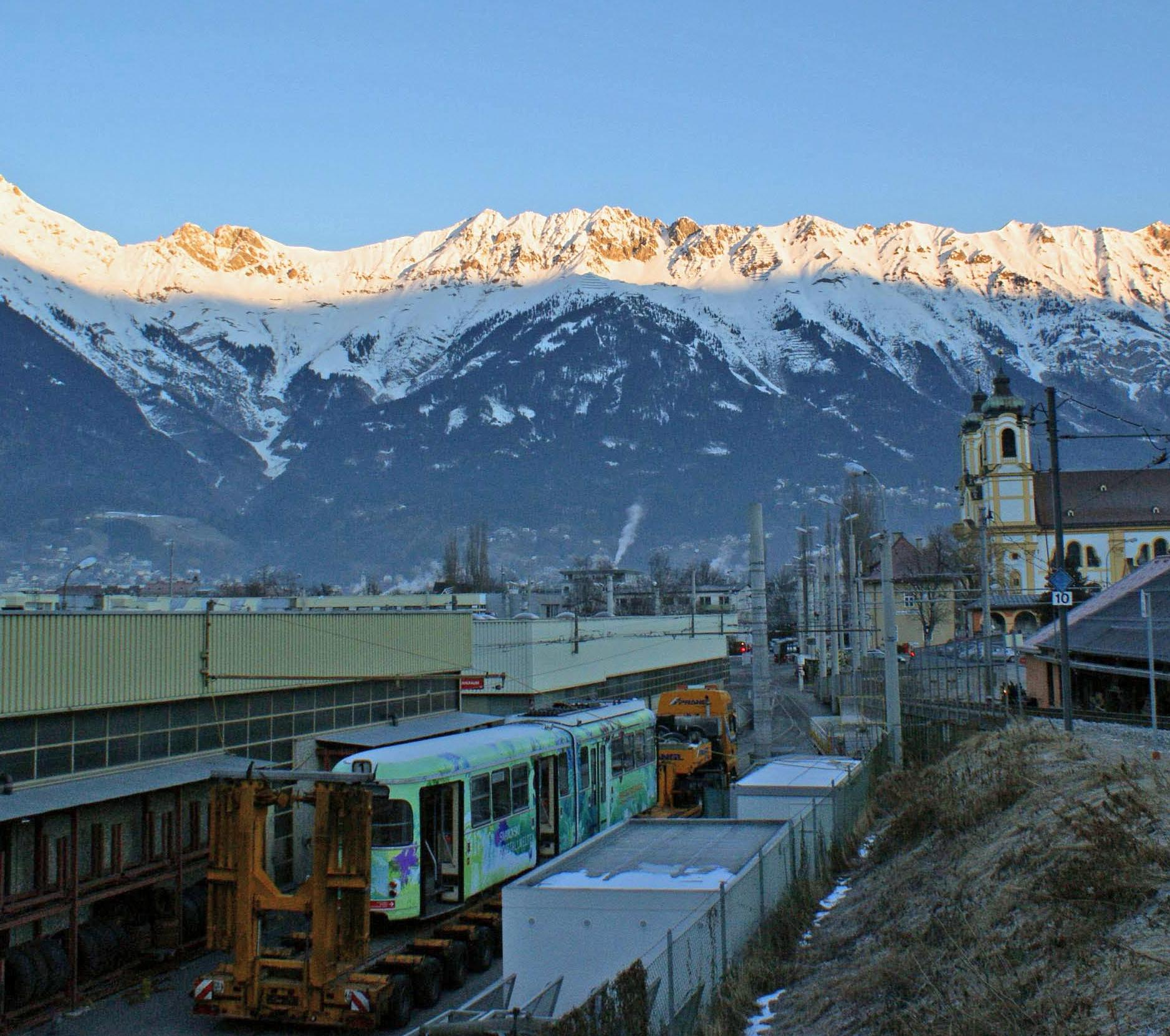
Tw 71 bereit zum Abtransport nach Arad

Seit dem Gemeinderatsbeschluss 1999, die Straßenbahn weiter auszubauen und nicht einzustellen, werden laufend Bauarbeiten und Erneuerungen durchgeführt. Dies bedingt im Sommer oft Schienenersatzverkehr, da es zahlreicher Gleisarbeiten bedarf, weil die neuen Wagen breiter sind und einen höheren Verschleiß haben. Erstmals seit 1911 wird damit wieder in großem Umfang am Ausbau der Straßenbahn gearbeitet. Teile des Betriebshofes sind ebenso erneuert und an moderne Standards angepasst worden.
Das Straßenbahnkonzept wurde von der Stadt Innsbruck am 18. September 2001 beschlossen, das um Stadtbahnstrecken in Vororte erweiterte Regionalbahnkonzept am 17. November 2004. 2004 wurde der Umbau des Hauptbahnhofsvorplatzes beendet, wobei bereits die Weichen für die Stubaitalbahn-Direktanbindung und die Gleise für die Regionalbahn im Bereich des Hauptbahnhofs gelegt wurden. Auch wurden neue Arbeitswagen (ein Arbeitstriebwagen und zwei Güterloren) angeschafft, um die annähernd 100 Jahre alten Haller Triebwagen 2 und 3 zu entlasten. 2005 wurden die Gleise in der Andreas-Hofer-Straße und der Anichstraße für die neuen Straßenbahnwagen angepasst, da die neuen Wagen um 20 cm breiter (gesamt 2,4 m) sind als die alten (2,2 m). Auch wurden die ersten Haltestellen für die neuen Niederflurfahrzeuge angepasst, so dass die Fahrgäste erstmals ohne Niveauunterschied einsteigen können. Ende 2005 wurden 22 neue Straßenbahngarnituren bei Bombardier bestellt. 2006 wurden weitere Haltestellenadaptionen und Kanalschachtsanierungen wegen des höheren Achsdrucks der neuen Wagen durchgeführt. Anfang 2007 wurde der O-Bus-Betrieb in Innsbruck aufgrund des anstehenden Umbaus der Linie O zur Straßenbahn eingestellt. 2007 wurden in Vorbereitung auf die Neufahrzeuge fast alle Weichen mit Funkweichensteuerung ausgerüstet, vorher wurden sie über Oberleitungskontakte geschaltet. Die meisten restlichen Haltestellen im Stadtnetz wurden 2007 auch für die Niederflurwagen angepasst.

#### Einführung der Niederflurstraßenbahn

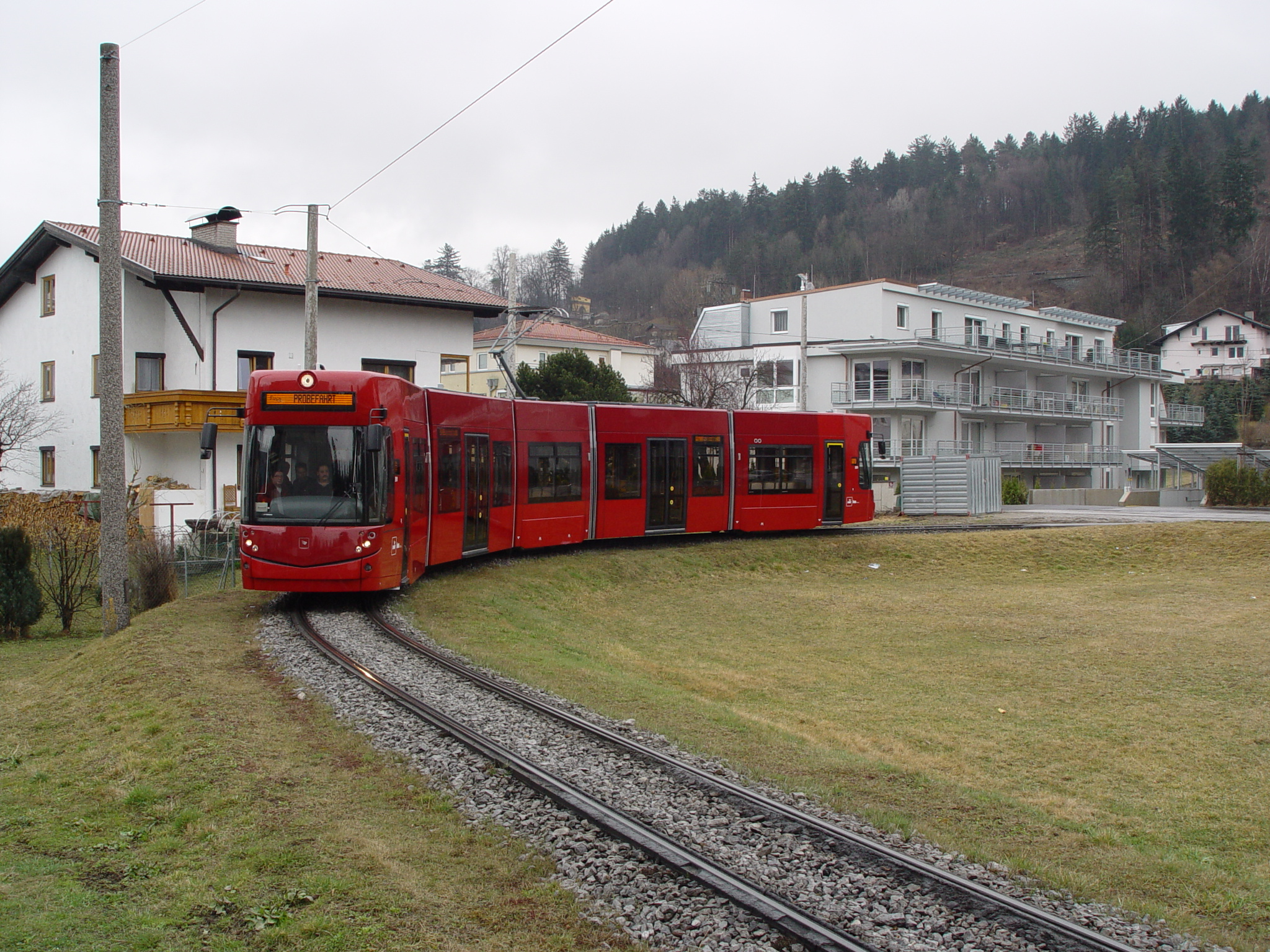
… und Triebwagen 351 nach der behördlichen Abnahme bereits ohne Beklebung

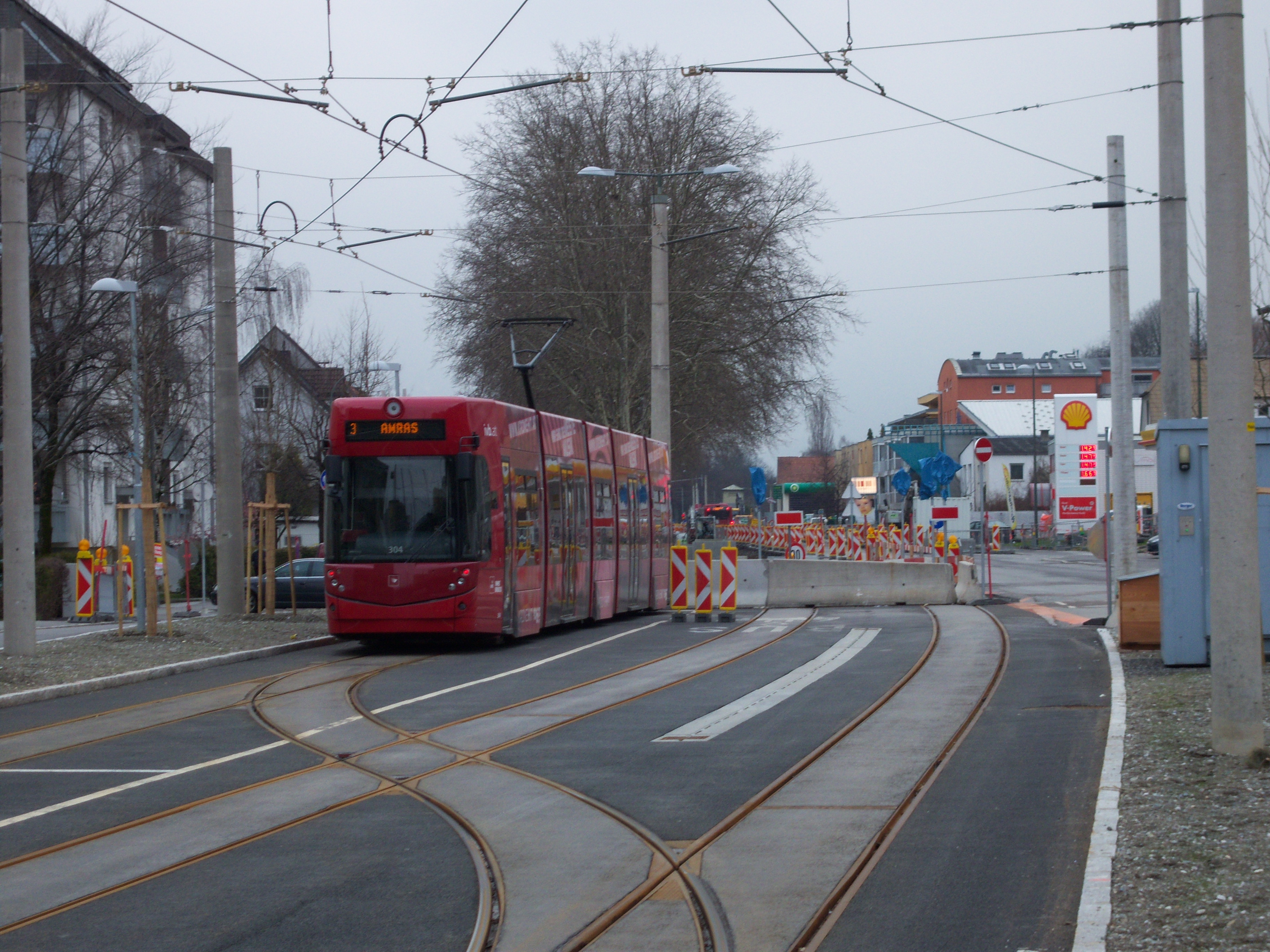
Linie 3 an der Endstelle Höttinger Au West

Am 17. Oktober 2007 wurde der erste Niederflurstraßenbahnwagen geliefert. Im November 2007 wurde eines der ältesten, ständig befahrenen Gleisstücke in Innsbruck in der nördlichen Maria-Theresien-Straße stillgelegt. Ende 2007 wurde der Straßenbahn- und Regionalbahn-Ausbau von Stadt und Land in seiner endgültigen Form beschlossen, Anfang Jänner 2008 durchgeführt. Anfang Juli 2008 wurde das erste Altfahrzeug aus Innsbruck, Triebwagen 53, nach Bielefeld abtransportiert. Elf weitere Fahrzeuge wurden 2008/2009 zum Straßenbahnbetrieb nach Arad gebracht und vier Stadtfahrzeuge sowie fünf ehemalige Hagener wurden nach Lodz überführt, womit noch vier Duewag-Gelenktriebwagen vorerst in Innsbruck erhalten blieben. Am 11. März 2008 wurde der erste neu gelieferte Niederflurtriebwagen für Innsbruck zugelassen, um schließlich am 27. März 2008 den planmäßigen Betrieb auf der Linie 1 aufzunehmen. Die Linie STB wird seit Frühjahr 2008 im 30-Minuten-Intervall bis Kreith verdichtet und durch Lichtsignalanlagen an allen größeren Bahnübergängen beschleunigt. Bis Fulpmes wird nur noch alle 60 Minuten gefahren. Seit Juli 2009 sind alle Altwagen endgültig abgestellt, auf allen Linien fahren nur noch Niederflurwagen. Zur gleichen Zeit wurde die Spannung auf allen Linien auf 900 Volt erhöht. Hierfür wurde auf den Linien 1, 3 und 6 ein Tausch der Transformatoren in den Unterwerken nötig. Weiter wurde die Straßenbahnoberleitung in der Innenstadt mit Teilen der ehemaligen O-Bus-Oberleitung parallel verbunden und parallel geschaltet, um einen höheren Leiterquerschnitt zu erhalten.
2010 wurden das „Herzstück“ der Straßenbahn in Angriff genommen und die Gleise im Kreuzungsbereich der Brunecker Straße mit der Museumstraße und der Ingenieur-Etzel-Straße getauscht. Außerdem erhielt die Brunecker Straße wieder ein zweites Gleis. Auch wurden ab Mitte 2010 bereits Maßnahmen in der Anichstraße und entlang der Universitätsbrücke unternommen, um die Kanäle für den Ausbau zu verstärken. Da durch die Spannungserhöhung auf 900 V das Rückspeisen des Bremsstroms in das Fahrleitungsnetz nur noch bedingt funktioniert, wurde Anfang September 2010 der Triebwagen 301 vom Hersteller versuchsweise mit Doppelschichtkondensatoren ausgerüstet. Diese nehmen den Bremsstrom auf und versorgen den Motor beim Anfahren des Wagens wieder mit Strom. Hierdurch soll es zu einer Stromersparnis kommen.

#### Ausbau der Linie 3 und neue Linie Technik – Olympisches Dorf

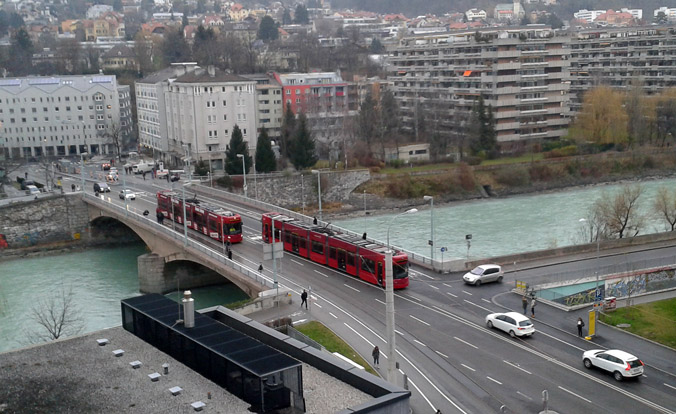
Probefahrt auf der Universitätsbrücke

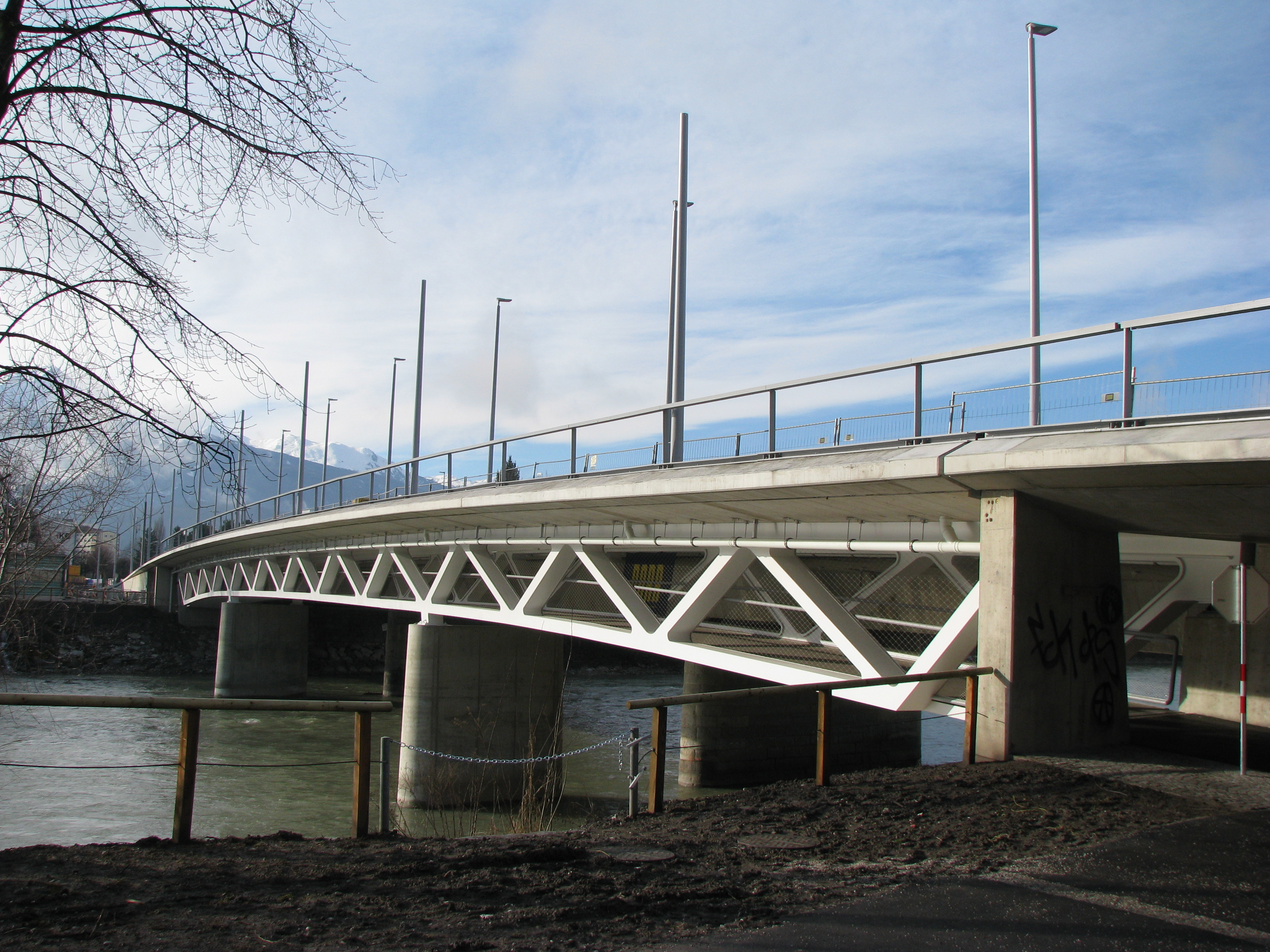
Straßenbahnbrücke neben der Grenobler Brücke (untere Ebene für Fußgänger und Radfahrer)

Mit der Errichtung der ersten Neubaustrecke Richtung Hötting West hätte im Juli 2008 begonnen werden sollen. Der Baustart wurde jedoch immer wieder verschoben. Die Bestellung zehn weiterer Bombardier-Straßenbahnen für die Linie O wurde Anfang Jänner 2008 durchgeführt. Seit Anfang 2010 wurde schließlich die erste Ausbaustufe der Straßenbahn in Angriff genommen. Hierfür wurden die Gleise der Kreuzung in der Brunecker Straße getauscht und nach fast 50 Jahren wieder das zweite Gleis in der Brunecker Straße verlegt.
Der Ausbau des ersten neuen Streckenstücks für die Verlängerung der Straßenbahn begann 2011. Von der Abzweigung Bürgerstraße aus wurden in der Anichstraße und der Blasius-Hueber-Straße bis auf die nördliche Seite der Universitätsbrücke die Gleise verlegt. Damit befinden sich seit 1974 das erste Mal wieder auf der Nordseite des Inns Straßenbahnschienen. Da die Klinikkreuzung nicht vollständig gesperrt werden durfte und vor der Klinik ein spezielles Masse-Feder-System für eine niedrige Schallentwicklung eingebaut werden musste, brauchte der Ausbau hier besonders lange. Es wurden auch bereits die beiden Weichen für die Abzweigung in den Innrain in Richtung Marktplatz auf der Klinikkreuzung verlegt. 2012 wurden im Abschnitt zwischen der Universitätsbrücke bis westlich der Mittenwaldbahn-Unterquerung die Gleise verlegt. Beim westlichen Ende befindet sich eine Wendeanlage, damit konnte der Betrieb bis zum fünften Gymnasium bereits Ende 2012 aufgenommen werden. Die Strecke wurde am 14. Dezember 2012 feierlich eröffnet. Bis zur Fertigstellung der kompletten Strecke zwischen Technik und O-Dorf bediente die Linie 3 den Westast der neuen Linie, damit man hier nicht eine eigene Linie auf dem Rumpfabschnitt einführen musste. Parallel zum Ausbau nach Westen wurde die Endstation der Linie 3 von der Amraserstraße in die Philippine-Welser-Straße verlegt und die Linie somit auch im Osten um rund 300 m verlängert und damit näher an den Amraser Ortskern herangeführt. Gleichzeitig hat der Gemeinderat beschlossen, dass die IVB zehn weitere Straßenbahngarnituren für die Linie O und 12 Garnituren für die Regionalbahn bestellen sollen.
2013 wurde der Ausbau der Straßenbahn Richtung Westen fortgesetzt. Auf dem alten Radweg entlang der Kranebitter Allee ist die ÖV-Trasse bis zum Fischerhäuslweg errichtet worden. Um den nötigen Platz hierfür zu gewinnen, wurde die Hauptfahrbahn des Individualverkehrs zwei Meter in Richtung Norden verlegt, wobei einige Grundstücke enteignet werden mussten. Die für diesen Streckenabschnitt nötigen Kanalbauarbeiten wurden bereits teilweise 2012 begonnen und wurden parallel zur Errichtung der Bahnstrecke bis Dezember 2013 abgeschlossen. Da die Trasse nicht wie ursprünglich geplant im Süden der Kranebitter Allee zwischen Fischerhäuslweg und Technikerstraße verlaufen soll, wurden entgegen der ursprünglichen Planungen in diesem Baulos die Gleise nur bis knapp vor den Fischerhäuslweg und nicht bis zum Vögelebichl gelegt.
Auch wurde 2013 mit dem Ausbau der Straßenbahn Richtung Osten begonnen. Hierfür wurde bereits 2012 die Gaswerkbrücke erneuert, da die Straßenbahn nun in Randlage über die Brücke führen wird und das Tragwerk dafür nicht ausgelegt war. Die Erneuerungen des Tragwerks konnten 2013 abgeschlossen werden. Zusätzlich wurde noch das Streckenstück zwischen der jetzigen Haltestelle Sillpark und der Defreggerstraße umgebaut. Am Leipziger Platz wurde im September 2013 ein dreigleisiger Bahnhof in Betrieb genommen, in dem in Zukunft die Linie 3 und die Straßenbahn zum Olympischen Dorf auseinander- bzw. zusammengeführt werden. Dieser wurde an der Nordseite des Leipziger Platzes angelegt, womit der Individualverkehr die Straßenbahngleise in die Defreggerstraße nicht mehr queren muss. Die Strecke der Linie 3 soll später dann direkt über die Amraser Straße ab Leipziger Platz geführt werden, womit das Gleis in der Pradler Straße rückgebaut werden wird. Die Gaswerkbrücke wird, wie oben erwähnt, auf der Nordseite in Randlage befahren, und erst danach schwenkt die Straßenbahn in die alte Mittellage zurück. Bei dem Umbau wurde auch die Haltestelle Sillpark modernisiert und für 60 m lange Doppeltraktionen ertüchtigt.
2014 wurde der eigene Gleiskörper zwischen der Endstation Höttinger Au/West und Vögelebichl fertiggestellt, sowie die Kanalarbeiten in der Technikerstraße und Defreggerstraße bereits begonnen, welche 2015 fertiggestellt wurden. Im gleichen Jahr wurden die Gleise in der Defreggerstraße zwischen Pradler Straße und Langstraße verlegt sowie in der Technikerstraße zwischen Kranebitter Allee und Viktor-Franz-Hess-Straße. Auch wurden die Gleise in der Luis-Zuegg-Straße Richtung Peerhofsiedlung verlegt. Die neue Landesstraße zwischen dem Flughafen und der alten Kranebitter Allee konnte fertiggestellt werden, sodass mit den Bauarbeiten auf der alten Kranebitter Allee für den Gleiskörper begonnen werden konnte. Weiters wurden Kanalbauarbeiten in der Pembaurstraße, Langstraße und Reichenauer Straße durchgeführt. Am 16. Dezember 2015 wurden 20 neue Garnituren für die Straßenbahnerweiterung bei Bombardier bestellt, mit einer Option auf weitere 10 Bahnen.
Im Juni 2016 wurde schließlich das Gleisstück am Innrain das erste Mal befahren. Bis Ende des Jahres wurde die Ausbaustrecke im Westen durchgehend bis in die Peerhofsiedlung fertiggestellt, so dass im November die erste Probefahrt erfolgen konnte. Einige Meter Gleis von der Abzweigung in die Technikerstraße wurden bereits verlegt, sodass die Kreuzung mit der Viktor-Franz-Hess-Straße für den Verkehr für die weiteren Bauarbeiten nicht mehr beeinträchtigt wird. Im Osten wurde die Strecke zwischen der Kreuzung Defreggerstraße/Pradler Straße über die Lang- und Pembaurstraße bis zur Reichenauer Straße fertig gestellt. In der Reichenauer Straße fanden unterdessen vorbereitende Kanalbauarbeiten statt. Mit dem Bau der Straßenbahnbrücke parallel zur Grenobler Brücke wurde Ende Oktober angefangen, um das Niedrigwasser des Inns zu nützen. Unterdessen wurde in der Duilestraße damit begonnen, ein altes Lagerhaus abzureißen, und die neue Straßenbahnhalle dort zu errichten. Anlässlich des 125-jährigen Jubiläums der Straßenbahn Innsbruck veranstalteten die Innsbrucker Verkehrsbetriebe zusammen mit den Tiroler MuseumsBahnen einen Tag der offenen Tür, bei der rund 2000 Fahrgäste mit historischen Garnituren transportiert werden konnten. Nach einer siebenjährigen Pause fuhr an den Adventwochenenden auch wieder die Christkindlbahn, diesmal im Auftrag der Stadt Innsbruck.

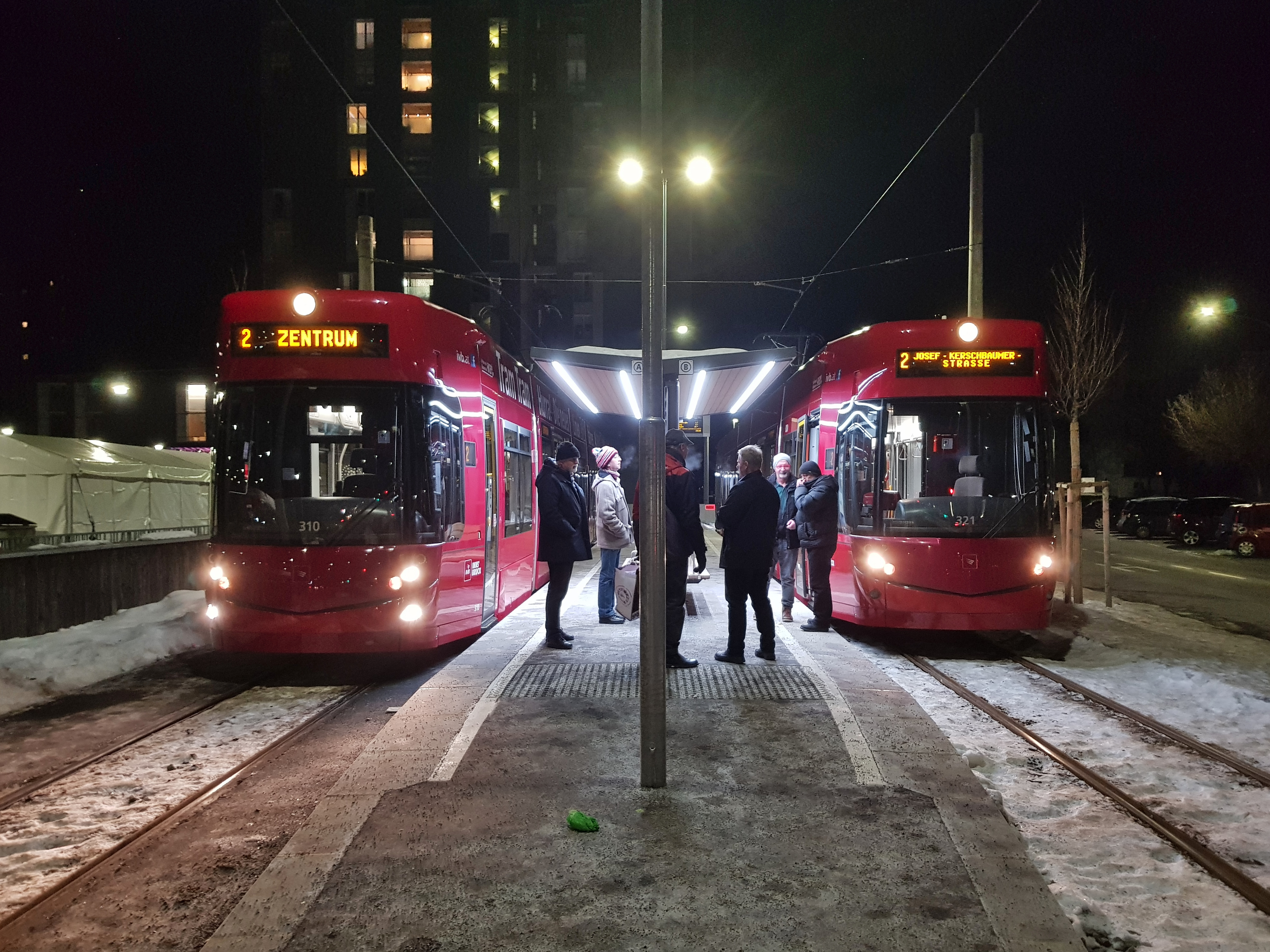
Fahrzeuge bei der Eröffnungsfeier am Alois-Lugger-Platz (Jänner 2019)

Nachdem bereits 2016 vorbereitend in der Reichenauer Straße Kanalsanierungsarbeiten durchgeführt worden sind, wurden die Gleise von der Pembaurstraße bis zur Radetzkystraße verlegt, sowie die Endhaltestelle in der Josef-Kerschbaumer-Straße, und die Gleise von dieser bis in die Schützenstraße. Die Niedrigwasserperiode des Inns im Winter 2016/2017 für den Bau der neuen Straßenbahnbrücke über den Inn entlang der Grenobler Brücke genutzt, so dass im Sommer 2017 die Brücke für den Fußgänger- und Radverkehr im unteren Teil der Brücke freigegeben werden konnte. Mit dem Bau der neue Straßenbahnhalle in der Duilestraße wurde Anfang Februar begonnen, und offiziell wurde sie mit der Weihnachtsfeier der Verkehrsbetriebe im Dezember 2017 in Betrieb genommen. Der Gleisanschlusses der Halle wurde von Mitte April bis Ende September gebaut. Mit dem Fahrplanwechsel am 10. Dezember 2017 wurde die Linie 3 bis zur Technik West/Peerhofsiedlung verlängert. Ursprünglich sollte ein weiterer Linienast nach Allerheiligen errichtet werden, aber aufgrund von erwarteten betrieblichen Schwierigkeiten wurde Ende 2012 der Ast nach Allerheiligen zurückgestellt.
Die letzte Bauetappe des Straßenbahnausbaus begann mit dem Stilllegen des Streckenstücks der Linie 3 durch die Pradler Straße am 5. März 2018. Am 23. März wurde die Strecke vom Leipziger Platz durch die Amraserstraße eröffnet. Gleichzeitig begannen die Kanalbauerarbeiten in der westlichen Defreggerstraße, um anschließend das letzte Verbindungsstück zur neuen Strecke einfügen zu können. Bis Ende 2018 konnten die Bauarbeiten am Ostast abgeschlossen werden. Um mit der Eröffnung der Strecke den Fahrplanwechsel durchführen zu können, fand dies am 26. Jänner 2019 statt. Die Eröffnung des neuen Streckenastes war am Tag zuvor. Für Gleissanierungen wurden die Linien 1 und 3 auf Schienenersatzverkehr umgestellt. So konnten trotz eines Lieferverzug bei den neuen Fahrzeugen (statt 20 wurden erst 6 geliefert) die Linie 2 und 5 mit Schienenfahrzeugen betrieben werden. Bis zur Fertigstellung der Linie 5 soll diese in den provisorischen Endhaltestellen bei der Technik und in der Schützenstraße wenden.

### Ausbau bis Rum im Rahmen desRegionalbahnkonzept(2018–2023)

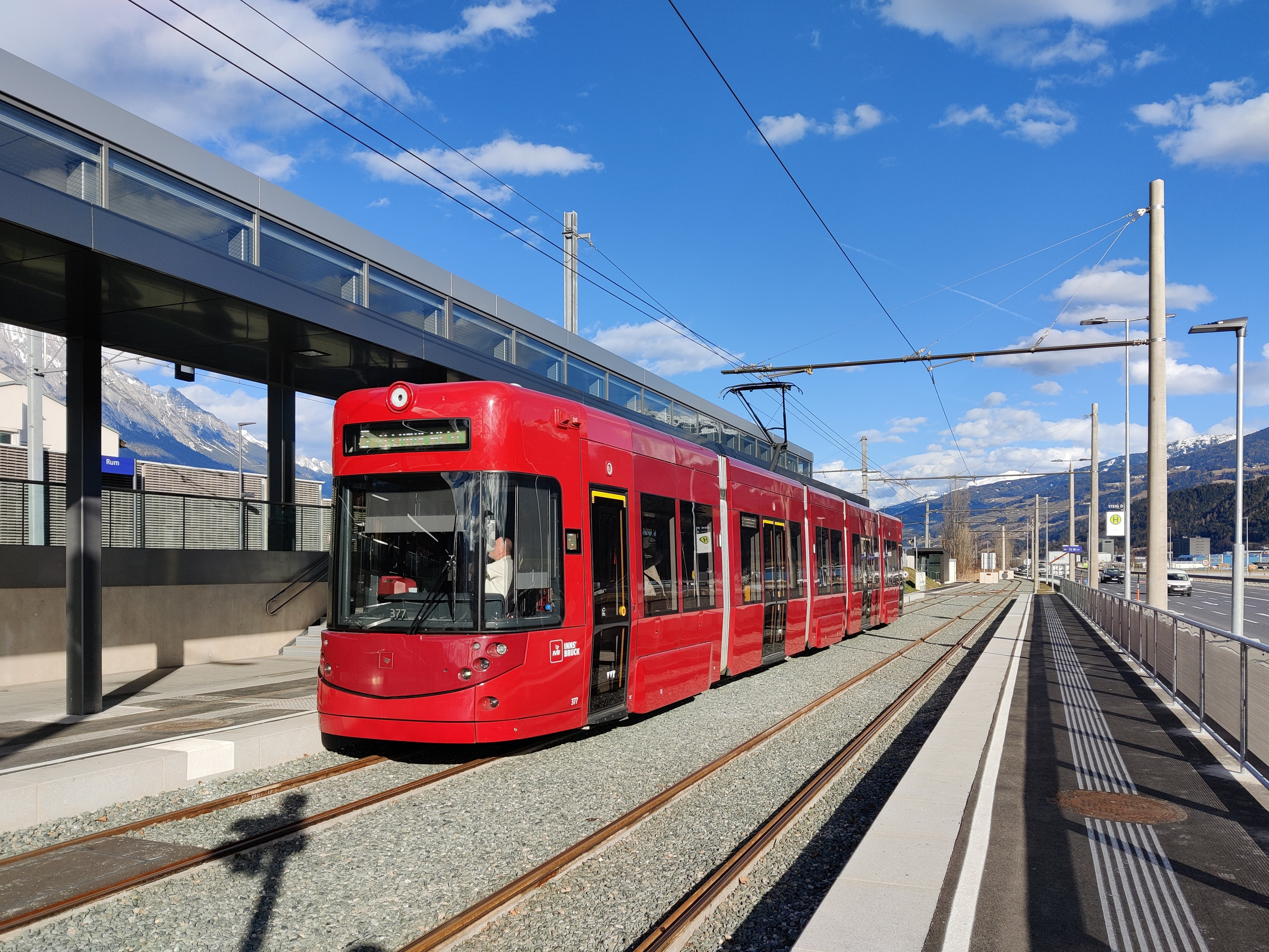
Linie an der Endhaltestelle Rum Bahnhof (März 2023)

Das Regionalbahnkonzept sieht vor, dass die Linie 5 zwischen Rum und Völs verkehrt und das Straßenbahnnetz an die dortigen S-Bahnhöfe der ÖBB anbindet.
Mit Beendigung der Bauarbeiten der Straßenbahnlinie 2 wurden die Planungen für den Bau der Straßenbahnlinie 5 aufgenommen. Ein Großteil dieser Trasse verläuft nicht mehr auf Innsbrucker Stadtgebiet. Die Planung in Rum sieht vor, die Bahn von der provisorischen Endhaltestelle der Linie 5 entlang der Schützenstraße bis zur Haller Straße zu führen, dort die Straße zu queren und beim Bahnhof Rum die Endhaltestelle zu erreichen. Die Bauarbeiten zur Verlängerung der Linie 5 wurden 2019 aufgenommen. In der Serlesstraße wurden die Leitungen und Kanäle saniert bzw. verlegt. Mitte 2020 wurde damit begonnen, die Haller Straße im Bereich der zukünftigen Endhaltestelle in Richtung Süden zu verschieben, um neben dem Bahnhof Rum Platz für die Gleisanlagen zu schaffen. Die Bauarbeiten wurden im Herbst 2022 abgeschlossen. Ab Jänner 2023 fanden Schulungsfahrten statt. Am 4. März 2023 wurde die Strecke im Zuge des Fahrplanwechsels in Betrieb genommen. Ein Sonderzug mit geladenen Ehrengästen eröffnete an diesem Tag die Linie symbolisch bei der temporären Endhaltestelle bei der Josef-Kerschbaumer-Straße.

### Ausbau bis Völs im Rahmen desRegionalbahnkonzept(bis 2030)
Richtung Völs soll die Bahn erst zweigleisig von ihrer jetzigen Endhaltestelle bei der Technik, durch die noch zu errichtende Siedlung unterhalb von Kranebitten bis zur Bundesstraße geführt werden. Mit Stand 2018 ist die Querung der Bundesstraße noch nicht endgültig beschlossen. Südöstlich der Bundesstraße soll die Bahn eingleisig mit Ausweichen in den Haltestellen bis zum Bahnhof Völs geführt werden. Die Trassenführung wurde mehrfach umgeplant. Aktuell (Stand Jänner 2023) gibt es kein offiziell kommuniziertes Fertigstellungsdatum. Mit der Eröffnung wird 2030 gerechnet.

### Gegenwärtige Entwicklungen und Planungen
Eine erhoffte Erweiterung von Rum nach Hall in Tirol (auf der Trasse der ehemaligen Linie 4) wird nicht realisiert werden.
Angedacht ist eine Neubaustrecke der Linie 3 in Hötting von der Layrstraße über Fischnalerstraße und Mitterweg bis zu den Universitätssportanlagen. Die Strecken zwischen Layrstraße und Einkaufszentrum West wird dann von der Linie 3 nicht mehr bedient.
Als tangentialer Netzlückenschluss zwischen den Linien 1 und 3 ist eine Neubaustrecke entlang der Wiesengasse südlich des Tivoli Stadions angedacht.

## Linien

### Bestehende Linien
Im folgenden Abschnitt werden die bestehenden Straßenbahnlinien beschrieben, siehe auch den Liniennetzplan der IVB.

### Linienübersicht
| Linie | Strecke | Halte | Takt (HVZ) | Länge        | Fahrzeit  | Auslauf     |
| ----- | --- | ----- | ---------- | ------------ | --------- | ----------- |
| 1     | Bergisel – Marktplatz – Ing.-Etzel-Straße – Mühlauer Brücke                                                  | 18    | 10 min     | 4,9 km       | 20 min    | 6 Fahrzeuge |
| 2     | J.-Kerschbaumer-Straße – Leipziger Platz – Maria-Theresien-Straße – Höttinger Au – Technik – Peerhofsiedlung | 29    | 10 min     | 9,9 km       | 37 min    | ?           |
| 3     | Amras – Leipziger Platz – Hauptbahnhof – Marktplatz – Maria-Theresien-Straße – Leipziger Platz – Amras       | 12    | 10 min     | 4,8 km       | 16 min    | 5 Fahrzeuge |
| 5     | Rum Bahnhof – Leipziger Platz – Hauptbahnhof – Höttinger Au – Technik West                                   | 28    | 10 min     | 11,1 km      | 41 min    | ?           |
| 6     | Claudiaplatz – Ing.-Etzel-Straße – Marktplatz – Bergisel – Tantegert – Igls Bahnhof                          | 24    | 60 min     | 12,3 km      | 39/42 min | ?           |
| STB   | Fulpmes, Telfes, Kreith, Mutters, Natters, Marktplatz, Hauptbahnhof, Anichstr.                               | 32    | 30 min     | 21,8/21,2 km | 63/61 min | 5 Fahrzeuge |

#### Linie 1 –BergiselbisMühlauer Brücke
| Streckenlänge: | 4,9 km              |                                            |             |
| Spurweite: | 1000 mm (Meterspur) |                                            |             |
| Stromsystem: | 900 V =             |                                            |             |
| |                     |                                            |             |
| Streckenverlauf \| \| \| 6 von Igls Bahnhof \| \| \| \| 0,0 \| Bergisel 6 \| 593 m ü. A. \| \| \| 0,2 \| Stubaitalbahnhof 6 \| 590 m ü. A. \| \| \| 0,3 \| nach/von Stubaitalbahn/IVB-Betriebsbahnhof \| 590 m ü. A. \| \| \| 0,4 \| Stubaitalbahnhof 6 STB \| 590 m ü. A. \| \| \| 0,4 \| nach/von IVB-Tramdepot Duilestraße \| 590 m ü. A. \| \| \| 0,5 \| Arlbergbahn \| 590 m ü. A. \| \| \| 0,7 \| Cineplexx 6 T STB \| 587 m ü. A. \| \| \| 1,0 \| Westbahnhof 6 T STB \| 584 m ü. A. \| \| \| 1,3 \| Franz-Fischer-Straße 6 STB \| 583 m ü. A. \| \| \| 1,7 \| Maximilianstraße6 STB \| 579 m ü. A. \| \| \| 1,9 \| 3 STB von Hauptbahnhof, 5 F R nach Westen \| 578 m ü. A. \| \| \| 1,9 \| Bürgerstraße 3 6 STB \| 580 m ü. A. \| \| \| 2,1 \| 2 nach/von Peerhofsiedlung \| 576 m ü. A. \| \| \| \| \| \| \| \| 2,2 \| Terminal Marktplatz 2 3 6 A C H J M STB \| 579 m ü. A. \| \| \| \| \| \| \| \| 2,5 \| Maria-Theresien-Straße 2 3 6 A C H J M STB \| 580 m ü. A. \| \| \| 2,7 \| Museumsstraße 2 3 6 A C H J M STB \| 580 m ü. A. \| \| \| 2,9 \| Landesmuseum 2 3 6 A C H J M STB \| 581 m ü. A. \| \| \| 3,1 \| 3 5 STB nach Hauptbahnhof \| 581 m ü. A. \| \| \| 3,1 \| 3 nach Amras \| 581 m ü. A. \| \| \| 3,2 \| Brunecker Straße/BFI 6 \| 581 m ü. A. \| \| \| 3,5 \| Ing.-Etzel-Straße 6 \| 583 m ü. A. \| \| \| 3,7 \| Messe/Zeughaus 6 \| 577 m ü. A. \| \| \| 4,0 \| Bundesbahndirektion 6 B R \| 577 m ü. A. \| \| \| \| \| \| \| \| 4,3 \| Claudiaplatz 6 T \| 577 m ü. A. \| \| \| 4,5 \| Haydnplatz T \| 576 m ü. A. \| \| \| 4,9 \| Mühlauer Brücke A T \| 576 m ü. A. \| |                     |                                            |             |
| |                     | 6 von Igls Bahnhof                         |             |
| U-Bahn-Bahnhof | 0,0                 | Bergisel 6                                 | 593 m ü. A. |
| U-Bahn-Bahnhof | 0,2                 | Stubaitalbahnhof 6                         | 590 m ü. A. |
| U-Bahn-Abzweig geradeaus, nach links und von links | 0,3                 | nach/von Stubaitalbahn/IVB-Betriebsbahnhof | 590 m ü. A. |
| U-Bahn-Bahnhof | 0,4                 | Stubaitalbahnhof 6 STB                     | 590 m ü. A. |
| U-Bahn-Abzweig geradeaus, nach links und von links | 0,4                 | nach/von IVB-Tramdepot Duilestraße         | 590 m ü. A. |
| U-Bahn-Kreuzung mit Eisenbahn geradeaus oben | 0,5                 | Arlbergbahn                                | 590 m ü. A. |
| U-Bahn-Haltepunkt / Haltestelle | 0,7                 | Cineplexx 6 T STB                          | 587 m ü. A. |
| U-Bahn-Haltepunkt / Haltestelle | 1,0                 | Westbahnhof 6 T STB                        | 584 m ü. A. |
| U-Bahn-Haltepunkt / Haltestelle | 1,3                 | Franz-Fischer-Straße 6 STB                 | 583 m ü. A. |
| U-Bahn-Haltepunkt / Haltestelle | 1,7                 | Maximilianstraße6 STB                      | 579 m ü. A. |
| U-Bahn-Kreuzung rechts | 1,9                 | 3 STB von Hauptbahnhof, 5 F R nach Westen  | 578 m ü. A. |
| U-Bahn-Haltepunkt / Haltestelle | 1,9                 | Bürgerstraße 3 6 STB                       | 580 m ü. A. |
| U-Bahn-Abzweig geradeaus, nach links und von links | 2,1                 | 2 nach/von Peerhofsiedlung                 | 576 m ü. A. |
| |                     |                                            |             |
| U-Bahn-Bahnhof | 2,2                 | Terminal Marktplatz 2 3 6 A C H J M STB    | 579 m ü. A. |
| |                     |                                            |             |
| U-Bahn-Haltepunkt / Haltestelle | 2,5                 | Maria-Theresien-Straße 2 3 6 A C H J M STB | 580 m ü. A. |
| U-Bahn-Haltepunkt / Haltestelle | 2,7                 | Museumsstraße 2 3 6 A C H J M STB          | 580 m ü. A. |
| U-Bahn-Haltepunkt / Haltestelle | 2,9                 | Landesmuseum 2 3 6 A C H J M STB           | 581 m ü. A. |
| U-Bahn-Abzweig geradeaus, nach rechts und von rechts | 3,1                 | 3 5 STB nach Hauptbahnhof                  | 581 m ü. A. |
| U-Bahn-Abzweig geradeaus und nach rechts | 3,1                 | 3 nach Amras                               | 581 m ü. A. |
| U-Bahn-Haltepunkt / Haltestelle | 3,2                 | Brunecker Straße/BFI 6                     | 581 m ü. A. |
| U-Bahn-Bahnhof | 3,5                 | Ing.-Etzel-Straße 6                        | 583 m ü. A. |
| U-Bahn-Haltepunkt / Haltestelle | 3,7                 | Messe/Zeughaus 6                           | 577 m ü. A. |
| U-Bahn-Haltepunkt / Haltestelle | 4,0                 | Bundesbahndirektion 6 B R                  | 577 m ü. A. |
| |                     |                                            |             |
| U-Bahn-Bahnhof | 4,3                 | Claudiaplatz 6 T                           | 577 m ü. A. |
| U-Bahn-Bahnhof | 4,5                 | Haydnplatz T                               | 576 m ü. A. |
| U-Bahn-Kopfbahnhof Streckenende | 4,9                 | Mühlauer Brücke A T                        | 576 m ü. A. |

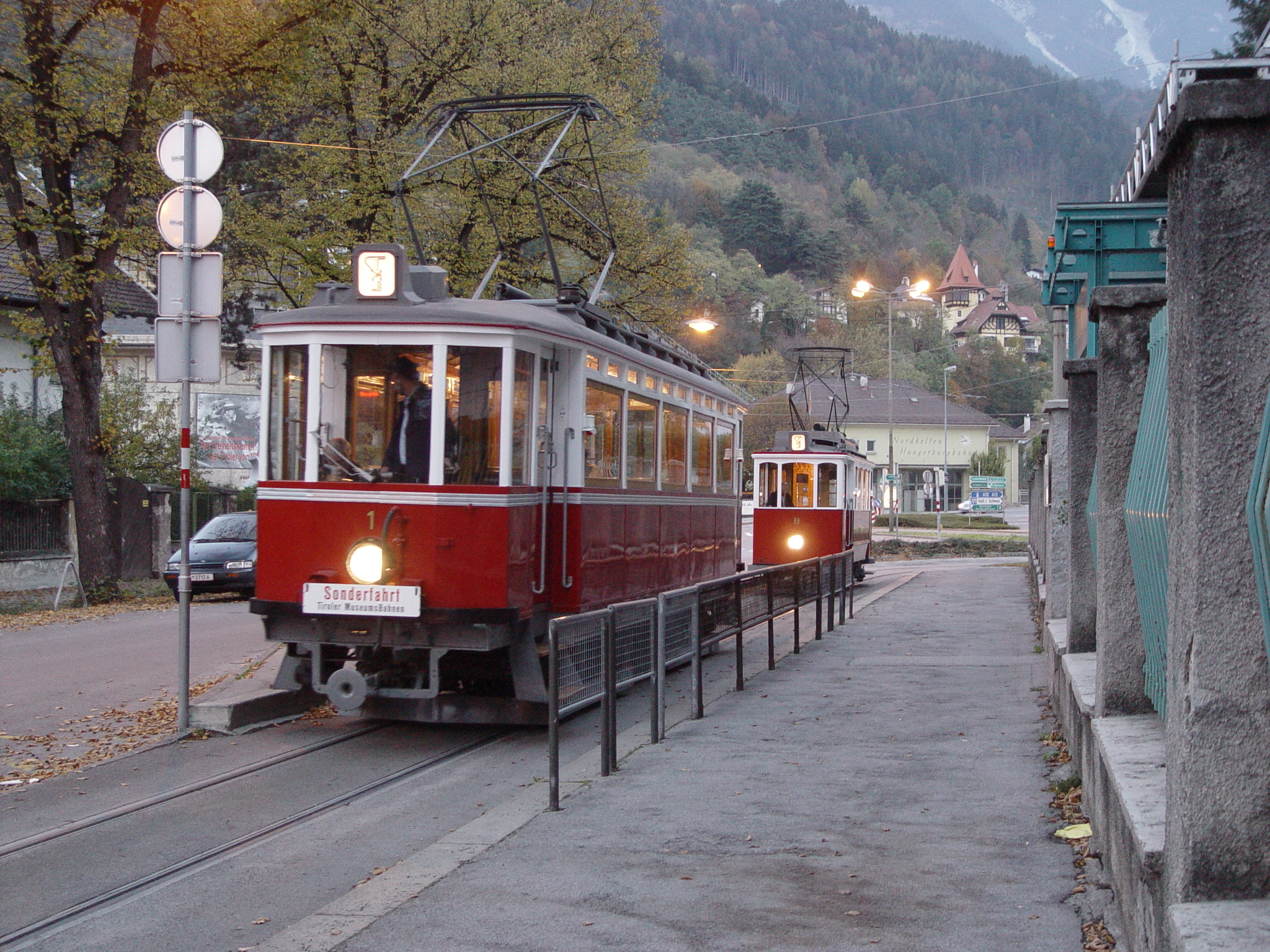
Historische Triebwagen an der Endhaltestelle der Linie 1

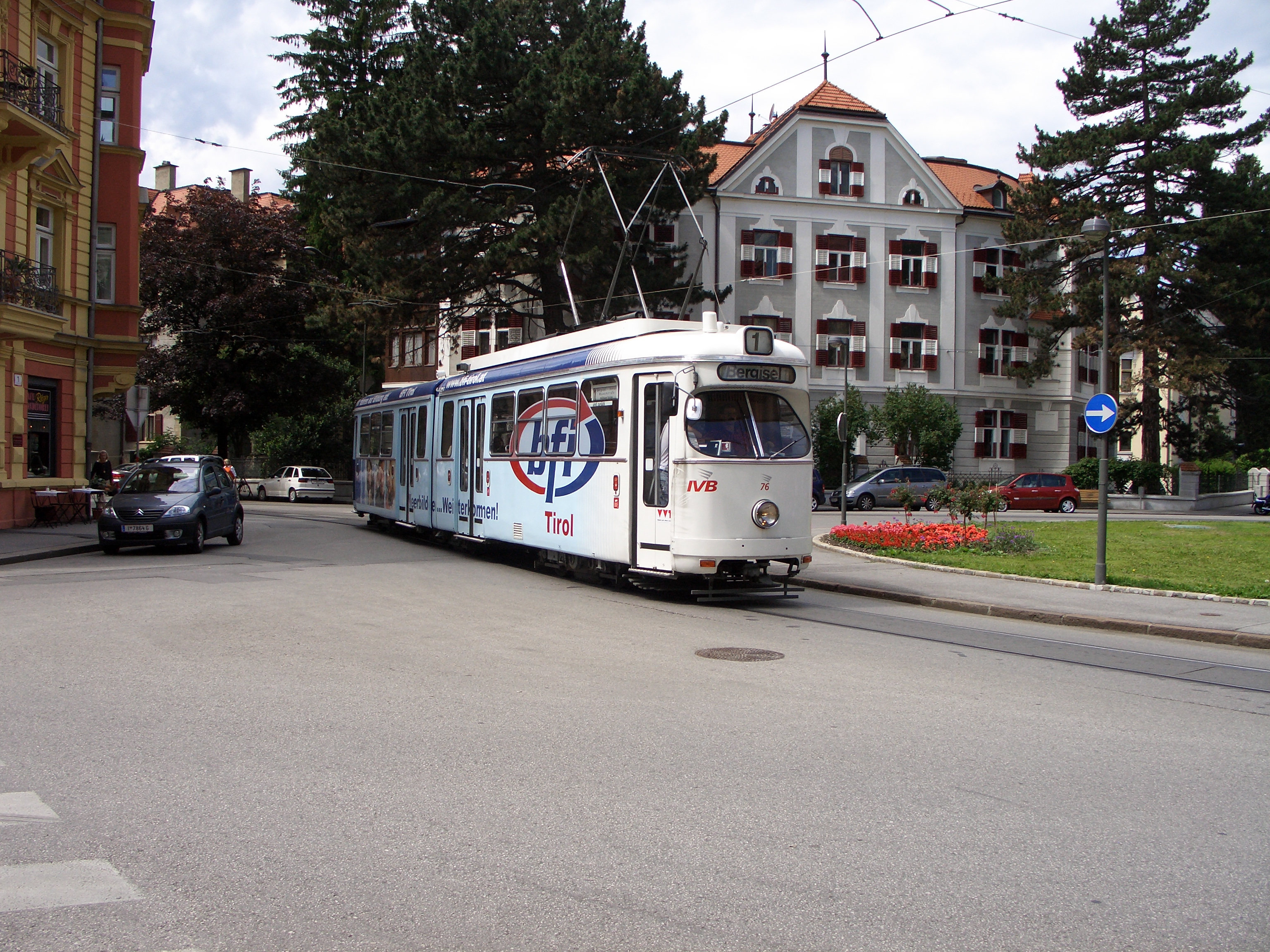
Sechsachsiger Gelenkwagen Lohner von 1966 im Saggen

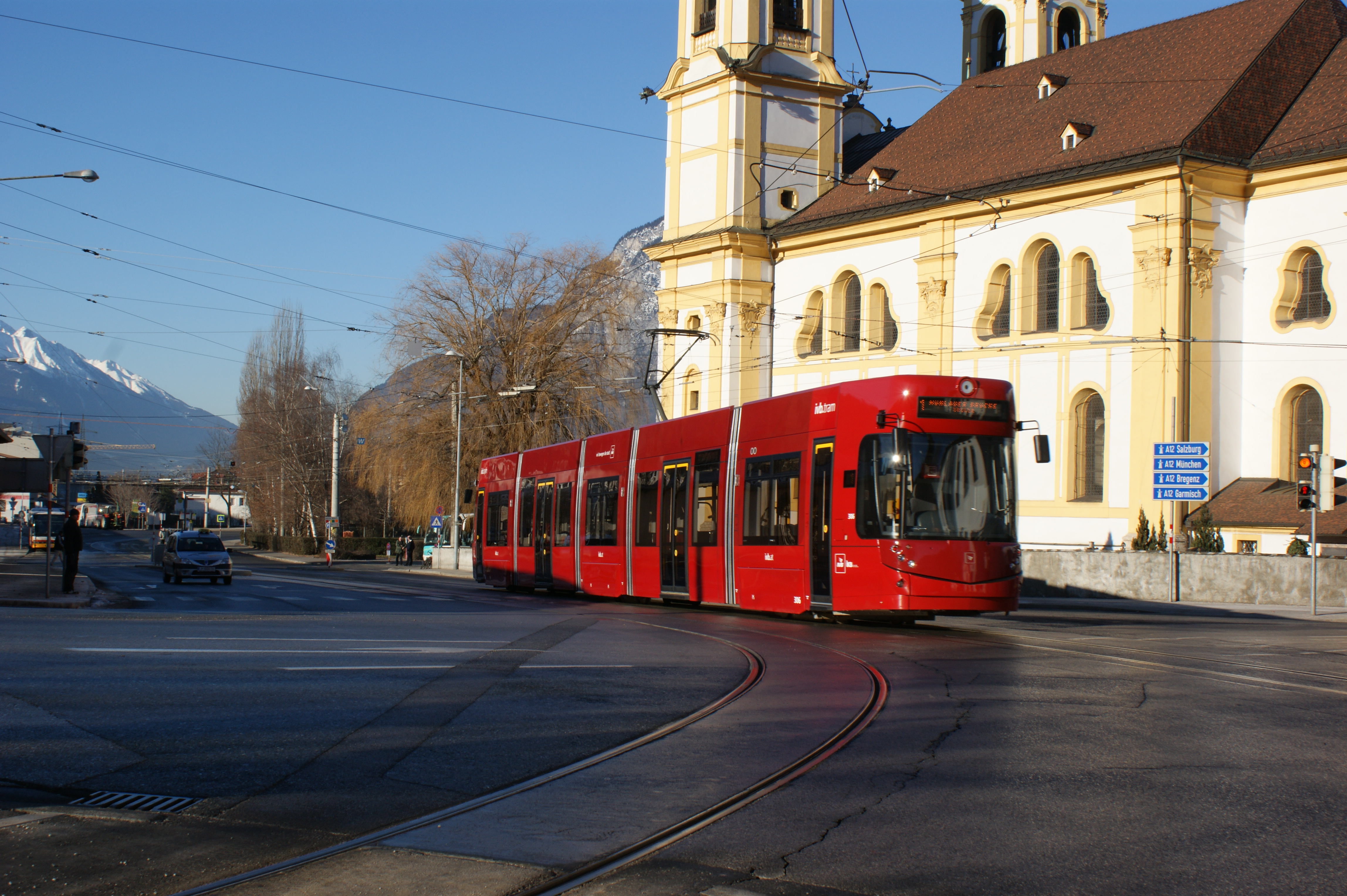
Triebwagen 306 vor der Wiltener Basilika

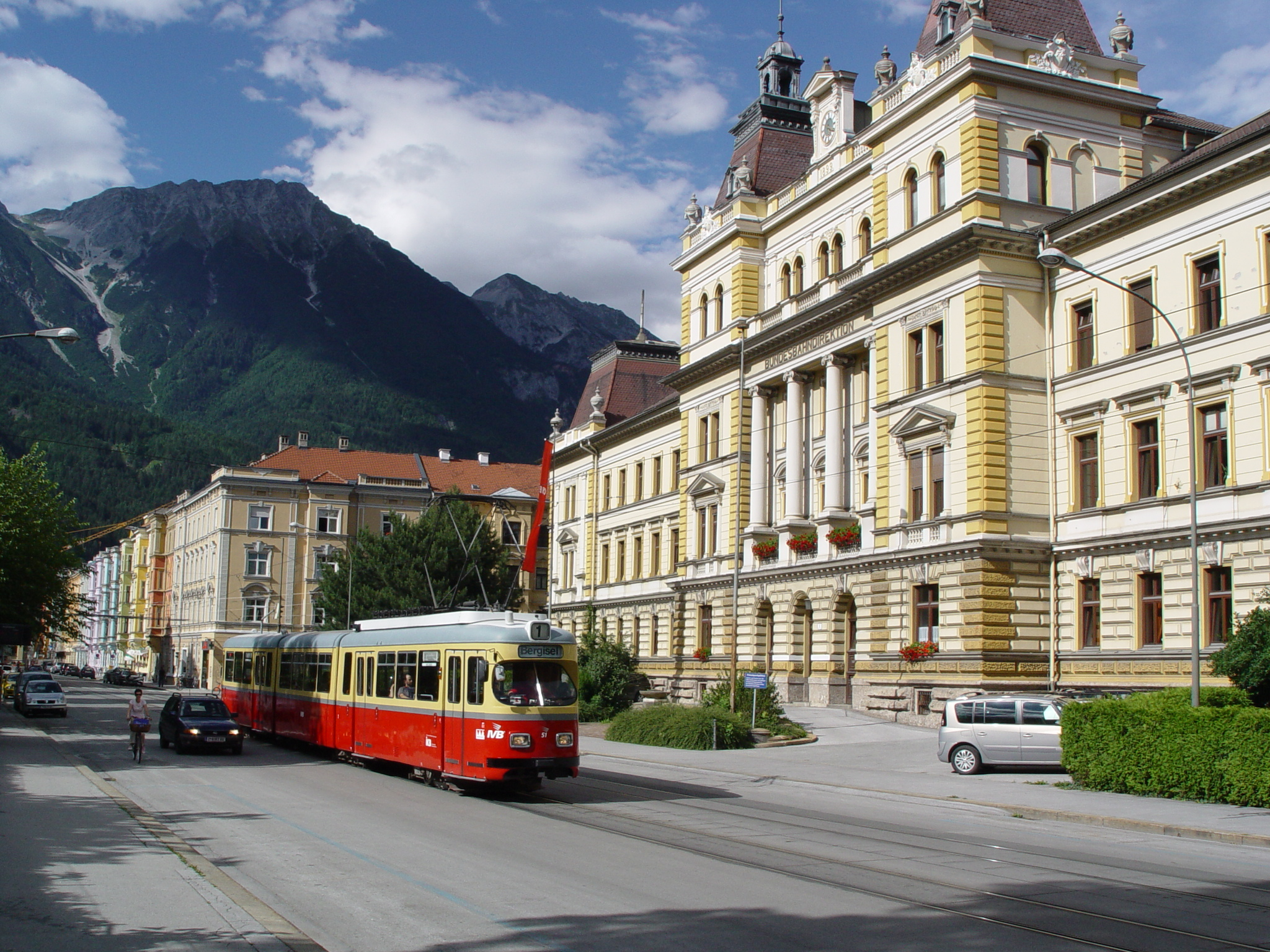
ex-Bielefelder Tw 51 vor der Bundesbahndirektion in der Claudiastraße

Die Linie 1 (früher Stadtbahn oder Saggenlinie) ist die älteste Linie der Innsbrucker Straßenbahn. Sie wurde im Jahr 1905 bereits elektrifiziert eröffnet und von der Lokalbahn Innsbruck – Hall in Tirol betrieben.
Die Linie verkehrt montags bis samstags im 10-Minuten-Takt sowie in den Tagesrandzeiten und an Sonn- und Feiertagen im 15-Minuten-Takt, dann mit drei Kursen bei einer Umlaufzeit von 45 Minuten.
Streckenführung
Zur Eröffnung der Stadtbahn führte die Strecke ausgehend von der Haltestelle Südbahnhof (heute Hauptbahnhof), wo auch ein Gleis zum Umsetzen war, durch die Bahnstraße (heute Brunecker Straße), durch die Museumstraße bis zur Ausweiche vor dem Museum. Weiter ging es durch den Burggraben in die Maria-Theresien-Straße, wo eine dreigleisige Ausweiche war, da hier auch mit der Lokalbahn nach Hall gekreuzt wurde. Durch die Anichstraße und Bürgerstraße ging es am Landesgericht vorbei in die Andreas-Hofer-Straße. Kurz vor der Haltestelle Staatsbahnhof (heute Westbahnhof), die auch die Endhaltestelle im Süden der Andreas-Hofer-Straße war, befand sich nochmals eine Betriebsausweiche.
Die Saggenlinie zweigte bei der Kreuzung Bahnstraße/Museumstraße in die Viaduktstraße (heute Ing.-Etzel-Straße) ab. Dieser folgte sie bis zur Klaudiastraße (heute Claudiastraße), in die sie einbog. Über den Klaudiaplatz (heute Claudiaplatz) erreichte sie die Endhaltestelle in der Adolf-Pichler-Straße (heute Conradstraße), wo sich ebenfalls ein Gleis zum Umsetzen befand. Eine Ausweiche befand sich in der Haltestelle Kapuzinergasse.
Auch wurde im selben Jahr die Stadtbahn um eine Verbindungsbahn vom Staatsbahnhof zum Bergiselbahnhof gebaut. Beginnend vom Bergisel, folgte die Bahn der Pastorstraße, von wo das Verbindungsgleis zur Stubaitalbahn und das Verladegleis zum Staatsbahnhof abzweigten. Dann querte die Straßenbahn die Arlbergbahn auf einem Stahlviadukt, bevor sie der Egger-Lienz-Straße folgend in die Andreas-Hofer-Straße mündete.
Diese Linienführung wurde bis auf einige kleinere Änderungen bis heute beibehalten. So wurde die Abzweigung zum Hauptbahnhof bereits 1905 aufgegeben und die Bahn fuhr vom Bergiselbahnhof beziehungsweise Staatsbahnhof durch bis zum Saggen. 1909 wurde die Strecke von der Conradstraße aus in die Falkstraße verlängert. 1914 wurden die Museumstraße, Ing.-Etzel-Straße und Anichstraße zweigleisig ausgebaut, 1919 die Andreas-Hofer-Straße und Bürgerstraße ebenso. 1924 wurde die Claudiastraße zweigleisig ausgebaut sowie eine Schleife im Saggen gebaut, so dass die Bahn nun von der Falkstraße aus durch die Erzherzog-Eugen-Straße und Kaiser-Franz-Josef-Straße zum Claudiaplatz zurück gelangte. 1930 mit der Einführung des Rechtsverkehrs wurde diese Schleife in Gegenrichtung befahren. 1930/1931 wurde im Sommer kurz die Linie 1 in die Linien 1H (Saggen – Bahnhof) und 1B (Bahnhof – Bergisel) unterteilt, welche den Bahnhof bedienten. 1953 wurde das eiserne Viadukt über die Westbahn abgebaut, da ab 1956 die Straßenbahn über die neu gebaute Konzertbrücke führte.
1976 wurde die Linie das erste Mal grob verlegt. Das Gleis für die westwärts fahrenden Bahnen wurde aus der Museumstraße entfernt. Deswegen musste nun auch von der Linie 1 der Innenstadtring befahren werden. Vom Bergisel in den Saggen fahrend blieb die Linienführung unverändert. Vom Saggen kommend, bog die Bahn in die Brunecker Straße ab, fuhr über den Hauptbahnhof, durch die Salurner Straße und Maria-Theresien-Straße zur Anichstraße, um von dort ihrer alten Linienführung zu folgen.
1995 wurde wieder ein zweites Gleis in die Museumstraße gelegt sowie zwei Gleise über den Marktgraben und den Marktplatz in die Bürgerstraße. Die Linienführung änderte sich dadurch in beide Richtungen wie folgt: Die Bahn biegt nicht mehr aus der Bürgerstraße in die Anichstraße ab, sondern führt weiter durch die Bürgerstraße bis zum Marktplatz. Durch den Marktgraben führt die Strecke über den Burggraben in die Museumstraße, von wo sie in die Ing.-Etzel-Straße abbiegt.

#### Linie 2 –Josef-Kerschbaumer-StraßebisPeerhofsiedlung
| Streckenlänge: | 9,9 km              |                                        |             |
| Spurweite: | 1000 mm (Meterspur) |                                        |             |
| Stromsystem: | 900 V =             |                                        |             |
| |                     |                                        |             |
| Streckenverlauf \| \| 0,0 \| Josef-Kerschbaumer-Straße F T \| 570 m ü. A. \| \| \| 0,2 \| 5 von Rum Bahnhof \| 568 m ü. A. \| \| \| 0,3 \| Schützenstraße 5 T \| 569 m ü. A. \| \| \| 0,6 \| Piuskirche 5 \| 568 m ü. A. \| \| \| 1,1 \| Hochhaus Schützenstraße 5 \| 572 m ü. A. \| \| \| 1,2 \| Überleitstelle \| 571 m ü. A. \| \| \| 1,3 \| Inn Grenoble Brücke \| 570 m ü. A. \| \| \| 1,5 \| Jugendherberge 5 \| 568 m ü. A. \| \| \| 1,9 \| Roßbachstraße 5 \| 571 m ü. A. \| \| \| 2,2 \| Radetzkystraße 5 R \| 571 m ü. A. \| \| \| 2,5 \| Pauluskirche 5 R \| 574 m ü. A. \| \| \| 2,9 \| Mitterhoferstraße 5 R \| 575 m ü. A. \| \| \| 3,2 \| Rennerschule 5 F \| 577 m ü. A. \| \| \| 3,5 \| Gabelsbergerstraße 5 \| 579 m ü. A. \| \| \| 3,8 \| Defreggerstraße 5 \| 583 m ü. A. \| \| \| 4,1 \| 3 von Amras \| 581 m ü. A. \| \| \| 4,1 \| Leipziger Platz 3 5 C \| 582 m ü. A. \| \| \| 4,2 \| Sill Friedensbrücke \| 583 m ü. A. \| \| \| 4,4 \| Überleitstelle \| 581 m ü. A. \| \| \| 4,4 \| Sillpark 3 5 C F J \| 580 m ü. A. \| \| \| 4,5 \| Unterinntalbahn \| 580 m ü. A. \| \| \| 4,5 \| 1 von Mühlauer Brücke \| 580 m ü. A. \| \| \| 4,5 \| 3 5 F STB nach Hauptbahnhof \| 580 m ü. A. \| \| \| 4,7 \| Landesmuseum 1 3 A C J M STB \| 582 m ü. A. \| \| \| 4,9 \| Museumsstraße 1 3 A C J M STB \| 580 m ü. A. \| \| \| 5,2 \| Maria-Theresien-Straße 1 3 A C J M STB \| 580 m ü. A. \| \| \| 5,4 \| Terminal Marktplatz 1 3 A C H M STB \| 578 m ü. A. \| \| \| 5,5 \| 1 STB von/nach Bergisel \| 577 m ü. A. \| \| \| 5,8 \| Klinik/Universität 5 C F H M R \| 576 m ü. A. \| \| \| 6,0 \| Inn Universitätsbrücke \| 578 m ü. A. \| \| \| 6,2 \| Fürstenweg 5 A C F H M R \| 579 m ü. A. \| \| \| 6,6 \| Höttinger Auffahrt 5 F \| 576 m ü. A. \| \| \| 7,0 \| Höttinger Au/EKZ West 5 \| 577 m ü. A. \| \| \| 7,1 \| Karwendelbahn \| 578 m ü. A. \| \| \| 7,1 \| Wendegleis \| 578 m ü. A. \| \| \| 7,7 \| Vögelebichl 5 T \| 578 m ü. A. \| \| \| 8,2 \| Lohbachsiedlung Ost 5 T \| 577 m ü. A. \| \| \| 8,6 \| Lohbachsiedlung West 5 T \| 578 m ü. A. \| \| \| 9,1 \| Technik 5 T \| 579 m ü. A. \| \| \| 9,1 \| 5 nach Technik West \| 580 m ü. A. \| \| \| 9,3 \| Luis-Zuegg-Straße \| 579 m ü. A. \| \| \| 9,5 \| Lahntalweg \| 590 m ü. A. \| \| \| 9,9 \| Peerhofsiedlung \| 609 m ü. A. \| |                     |                                        |             |
| U-Bahn-Kopfbahnhof Streckenanfang | 0,0                 | Josef-Kerschbaumer-Straße F T          | 570 m ü. A. |
| U-Bahn-Abzweig geradeaus und von rechts | 0,2                 | 5 von Rum Bahnhof                      | 568 m ü. A. |
| U-Bahn-Haltepunkt / Haltestelle | 0,3                 | Schützenstraße 5 T                     | 569 m ü. A. |
| U-Bahn-Haltepunkt / Haltestelle | 0,6                 | Piuskirche 5                           | 568 m ü. A. |
| U-Bahn-Haltepunkt / Haltestelle | 1,1                 | Hochhaus Schützenstraße 5              | 572 m ü. A. |
| U-Bahn-Überleitstelle / Spurwechsel | 1,2                 | Überleitstelle                         | 571 m ü. A. |
| U-Bahn-Brücke über Wasserlauf | 1,3                 | Inn Grenoble Brücke                    | 570 m ü. A. |
| U-Bahn-Haltepunkt / Haltestelle | 1,5                 | Jugendherberge 5                       | 568 m ü. A. |
| U-Bahn-Haltepunkt / Haltestelle | 1,9                 | Roßbachstraße 5                        | 571 m ü. A. |
| U-Bahn-Haltepunkt / Haltestelle | 2,2                 | Radetzkystraße 5 R                     | 571 m ü. A. |
| U-Bahn-Haltepunkt / Haltestelle | 2,5                 | Pauluskirche 5 R                       | 574 m ü. A. |
| U-Bahn-Haltepunkt / Haltestelle | 2,9                 | Mitterhoferstraße 5 R                  | 575 m ü. A. |
| U-Bahn-Haltepunkt / Haltestelle | 3,2                 | Rennerschule 5 F                       | 577 m ü. A. |
| U-Bahn-Haltepunkt / Haltestelle | 3,5                 | Gabelsbergerstraße 5                   | 579 m ü. A. |
| U-Bahn-Haltepunkt / Haltestelle | 3,8                 | Defreggerstraße 5                      | 583 m ü. A. |
| U-Bahn-Abzweig geradeaus und von links | 4,1                 | 3 von Amras                            | 581 m ü. A. |
| U-Bahn-Bahnhof | 4,1                 | Leipziger Platz 3 5 C                  | 582 m ü. A. |
| U-Bahn-Brücke über Wasserlauf | 4,2                 | Sill Friedensbrücke                    | 583 m ü. A. |
| U-Bahn-Überleitstelle / Spurwechsel | 4,4                 | Überleitstelle                         | 581 m ü. A. |
| U-Bahn-Haltepunkt / Haltestelle | 4,4                 | Sillpark 3 5 C F J                     | 580 m ü. A. |
| U-Bahn-Kreuzung mit Eisenbahn geradeaus unten | 4,5                 | Unterinntalbahn                        | 580 m ü. A. |
| U-Bahn-Abzweig geradeaus und von rechts | 4,5                 | 1 von Mühlauer Brücke                  | 580 m ü. A. |
| U-Bahn-Abzweig geradeaus, nach links und von links | 4,5                 | 3 5 F STB nach Hauptbahnhof            | 580 m ü. A. |
| U-Bahn-Haltepunkt / Haltestelle | 4,7                 | Landesmuseum 1 3 A C J M STB           | 582 m ü. A. |
| U-Bahn-Haltepunkt / Haltestelle | 4,9                 | Museumsstraße 1 3 A C J M STB          | 580 m ü. A. |
| U-Bahn-Haltepunkt / Haltestelle | 5,2                 | Maria-Theresien-Straße 1 3 A C J M STB | 580 m ü. A. |
| U-Bahn-Bahnhof | 5,4                 | Terminal Marktplatz 1 3 A C H M STB    | 578 m ü. A. |
| U-Bahn-Abzweig geradeaus, nach rechts und von rechts | 5,5                 | 1 STB von/nach Bergisel                | 577 m ü. A. |
| U-Bahn-Haltepunkt / Haltestelle | 5,8                 | Klinik/Universität 5 C F H M R         | 576 m ü. A. |
| U-Bahn-Brücke über Wasserlauf | 6,0                 | Inn Universitätsbrücke                 | 578 m ü. A. |
| U-Bahn-Haltepunkt / Haltestelle | 6,2                 | Fürstenweg 5 A C F H M R               | 579 m ü. A. |
| U-Bahn-Haltepunkt / Haltestelle | 6,6                 | Höttinger Auffahrt 5 F                 | 576 m ü. A. |
| U-Bahn-Haltepunkt / Haltestelle | 7,0                 | Höttinger Au/EKZ West 5                | 577 m ü. A. |
| U-Bahn-Kreuzung mit Eisenbahn geradeaus unten | 7,1                 | Karwendelbahn                          | 578 m ü. A. |
| | 7,1                 | Wendegleis                             | 578 m ü. A. |
| U-Bahn-Haltepunkt / Haltestelle | 7,7                 | Vögelebichl 5 T                        | 578 m ü. A. |
| U-Bahn-Haltepunkt / Haltestelle | 8,2                 | Lohbachsiedlung Ost 5 T                | 577 m ü. A. |
| U-Bahn-Haltepunkt / Haltestelle | 8,6                 | Lohbachsiedlung West 5 T               | 578 m ü. A. |
| U-Bahn-Haltepunkt / Haltestelle | 9,1                 | Technik 5 T                            | 579 m ü. A. |
| U-Bahn-Abzweig geradeaus und nach links | 9,1                 | 5 nach Technik West                    | 580 m ü. A. |
| U-Bahn-Haltepunkt / Haltestelle | 9,3                 | Luis-Zuegg-Straße                      | 579 m ü. A. |
| U-Bahn-Haltepunkt / Haltestelle | 9,5                 | Lahntalweg                             | 590 m ü. A. |
| U-Bahn-Kopfbahnhof Streckenende | 9,9                 | Peerhofsiedlung                        | 609 m ü. A. |

Die heutige Linie 2 hat mit der Linie 2 von 1909 (siehe unten) nichts mehr gemein (einzig der von 1938 bis 1995 nicht vorhandene Streckenabschnitt durch den Marktgraben wurde gemeinsam genutzt). Sie wurde im Zuge des Regionalbahnkonzepts in den 2000er Jahren geplant, zu großen Teilen neu gebaut und im Jänner 2019 eröffnet. Sie verkehrt im 10-Minuten-Takt. Verstärkt wird die Linie 2 auf großen Streckenteilen zwischen Technik und Schützenstraße von der Linie 5, welche einen teilweise alternierenden 5-Minuten-Takt herstellt.
Streckenführung
Die Strecke führt ausgehend von der Endhaltestelle am DDr.-Alois-Lugger-Platz durch die Josef-Kerschbaumer-Straße zur Schützenstraße, wo sich die Strecke mit der der Linie 5 vereinigt. Von hier folgt die Bahn der Schützenstraße bis zur Reichenauer Brücke. Über diese wird die Reichenauer Straße erreicht. Durch die Reichenauer Straße führt die Gleistrasse über die Pembauerstraße, Langstraße und Defreggerstraße zum Leipziger Platz, wo sie auf die Linie 3 trifft. Durch die Amraserstraße wird die Museumsstraße erreicht, über welche die Bahn in die Innenstadt gelangt und Anschluss zur Linie 1 hat. Über Burggraben und Marktgraben wird der Marktplatz-Terminal erreicht, wo die Linie 2 von der Linie 1 abzweigt und dem Innrain zur Unibrücke folgt. Über die Unibrücke und die Höttinger Au, wird die Wendestelle Höttinger Au/West erreicht, welche die temporäre Endstation während des Ausbaus dargestellt hat. Über die Kranebitter Allee und Technikerstraße wird die Haltestelle Technik erreicht. Hier zweigt der Ast der Linie 5 Richtung Technik West durch die Fortführung der Technikerstraße ab, welcher zeitweise auch von der Linie 2 zu dieser Endhaltestelle mit verwendet wurde. Die Endhaltestelle Peerhofsiedlung erreicht die Bahn über die Viktor-Franz-Hess-Straße und Peerhofstraße. Neben der Höttinger Au/West befinden sich beim Hochhaus Schützenstraße, dem Leipziger Platz, dem Sillpark und bei der Radetzkystraße Wendestellen.

#### Linie 3 –AmrasbisAnichstraße (Rathausgalerien)
| Streckenlänge: | 4,8 km              |                                                                                   |             |
| Spurweite: | 1000 mm (Meterspur) |                                                                                   |             |
| Stromsystem: | 900 V =             |                                                                                   |             |
| |                     |                                                                                   |             |
| Streckenverlauf \| \| 0,0 \| Amras \| 579 m ü. A. \| \| \| 0,3 \| Philippine-Welser-Straße \| 579 m ü. A. \| \| \| 0,5 \| Pradler Friedhof \| 580 m ü. A. \| \| \| 0,7 \| Südring T \| 580 m ü. A. \| \| \| 1,0 \| Rudolf-Greinz-Straße \| 581 m ü. A. \| \| \| 1,2 \| Dr.-Glatz-Straße \| 581 m ü. A. \| \| \| 1,5 \| Sonnpark \| 580 m ü. A. \| \| \| 1,8 \| 2 5 von J.-Kerschbaumer-Str. und Rum Bahnhof \| 581 m ü. A. \| \| \| 1,8 \| Leipziger Platz 2 5 C \| 582 m ü. A. \| \| \| 1,9 \| Sill Friedensbrücke \| 583 m ü. A. \| \| \| 2,1 \| Überleitstelle \| 581 m ü. A. \| \| \| 2,1 \| Sillpark 2 5 C F J \| 580 m ü. A. \| \| \| 2,2 \| Unterinntalbahn \| 580 m ü. A. \| \| \| 2,2 \| 1 von Mühlauer Brücke \| 580 m ü. A. \| \| \| \| \| \| \| \| 2,2 \| 1 2 nach Bergisel/Peerhofsdlg. 3 von Anichstraße/Rathausgalerien STB von Bergisel \| 580 m ü. A. \| \| \| \| \| \| \| \| 2,5 \| Hauptbahnhof 5 B F M R STB \| 584 m ü. A. \| \| \| 2,9 \| Triumphpforte/Casino 5 F R STB \| 580 m ü. A. \| \| \| 3,4 \| Anichstraße/Rathausgalerie 5 F R STB \| 581 m ü. A. \| \| \| 3,5 \| 5 nach Westen, STB von/nach Bergisel \| 581 m ü. A. \| \| \| 3,6 \| Bürgerstraße 1 STB \| 581 m ü. A. \| \| \| 3,7 \| 2 von Peerhofsiedlung \| 576 m ü. A. \| \| \| 3,8 \| Terminal Marktplatz 1 C H M STB \| 578 m ü. A. \| \| \| 4,1 \| Maria-Theresien-Straße 1 A C J M STB \| 580 m ü. A. \| \| \| 4,3 \| Museumstraße 1 A C J M STB \| 581 m ü. A. \| \| \| 4,5 \| Landesmuseum 1 A C J M STB \| 582 m ü. A. \| \| \| 4,7 \| 1 2 3 STB nach/von Hauptbahnhof \| 580 m ü. A. \| \| \| 4,8 \| zurück nach Amras \| 580 m ü. A. \| |                     |                                                                                   |             |
| U-Bahn-Kopfbahnhof Streckenanfang | 0,0                 | Amras                                                                             | 579 m ü. A. |
| U-Bahn-Haltepunkt / Haltestelle | 0,3                 | Philippine-Welser-Straße                                                          | 579 m ü. A. |
| U-Bahn-Haltepunkt / Haltestelle | 0,5                 | Pradler Friedhof                                                                  | 580 m ü. A. |
| U-Bahn-Haltepunkt / Haltestelle | 0,7                 | Südring T                                                                         | 580 m ü. A. |
| U-Bahn-Haltepunkt / Haltestelle | 1,0                 | Rudolf-Greinz-Straße                                                              | 581 m ü. A. |
| U-Bahn-Haltepunkt / Haltestelle | 1,2                 | Dr.-Glatz-Straße                                                                  | 581 m ü. A. |
| U-Bahn-Haltepunkt / Haltestelle | 1,5                 | Sonnpark                                                                          | 580 m ü. A. |
| U-Bahn-Abzweig geradeaus und von rechts | 1,8                 | 2 5 von J.-Kerschbaumer-Str. und Rum Bahnhof                                      | 581 m ü. A. |
| U-Bahn-Haltepunkt / Haltestelle | 1,8                 | Leipziger Platz 2 5 C                                                             | 582 m ü. A. |
| U-Bahn-Brücke über Wasserlauf | 1,9                 | Sill Friedensbrücke                                                               | 583 m ü. A. |
| U-Bahn-Überleitstelle / Spurwechsel | 2,1                 | Überleitstelle                                                                    | 581 m ü. A. |
| U-Bahn-Bahnhof | 2,1                 | Sillpark 2 5 C F J                                                                | 580 m ü. A. |
| U-Bahn-Kreuzung mit Eisenbahn geradeaus unten | 2,2                 | Unterinntalbahn                                                                   | 580 m ü. A. |
| U-Bahn-Abzweig geradeaus und von rechts | 2,2                 | 1 von Mühlauer Brücke                                                             | 580 m ü. A. |
| |                     |                                                                                   |             |
| U-Bahn-Abzweig geradeaus, nach rechts und von rechts | 2,2                 | 1 2 nach Bergisel/Peerhofsdlg. 3 von Anichstraße/Rathausgalerien STB von Bergisel | 580 m ü. A. |
| |                     |                                                                                   |             |
| U-Bahn-Bahnhof | 2,5                 | Hauptbahnhof 5 B F M R STB                                                        | 584 m ü. A. |
| U-Bahn-Bahnhof | 2,9                 | Triumphpforte/Casino 5 F R STB                                                    | 580 m ü. A. |
| U-Bahn-Bahnhof | 3,4                 | Anichstraße/Rathausgalerie 5 F R STB                                              | 581 m ü. A. |
| U-Bahn-Abzweig geradeaus, nach links und von links | 3,5                 | 5 nach Westen, STB von/nach Bergisel                                              | 581 m ü. A. |
| U-Bahn-Bahnhof | 3,6                 | Bürgerstraße 1 STB                                                                | 581 m ü. A. |
| U-Bahn-Abzweig geradeaus und von links | 3,7                 | 2 von Peerhofsiedlung                                                             | 576 m ü. A. |
| U-Bahn-Bahnhof | 3,8                 | Terminal Marktplatz 1 C H M STB                                                   | 578 m ü. A. |
| U-Bahn-Bahnhof | 4,1                 | Maria-Theresien-Straße 1 A C J M STB                                              | 580 m ü. A. |
| U-Bahn-Bahnhof | 4,3                 | Museumstraße 1 A C J M STB                                                        | 581 m ü. A. |
| U-Bahn-Bahnhof | 4,5                 | Landesmuseum 1 A C J M STB                                                        | 582 m ü. A. |
| U-Bahn-Abzweig geradeaus, nach rechts und von rechts | 4,7                 | 1 2 3 STB nach/von Hauptbahnhof                                                   | 580 m ü. A. |
| | 4,8                 | zurück nach Amras                                                                 | 580 m ü. A. |

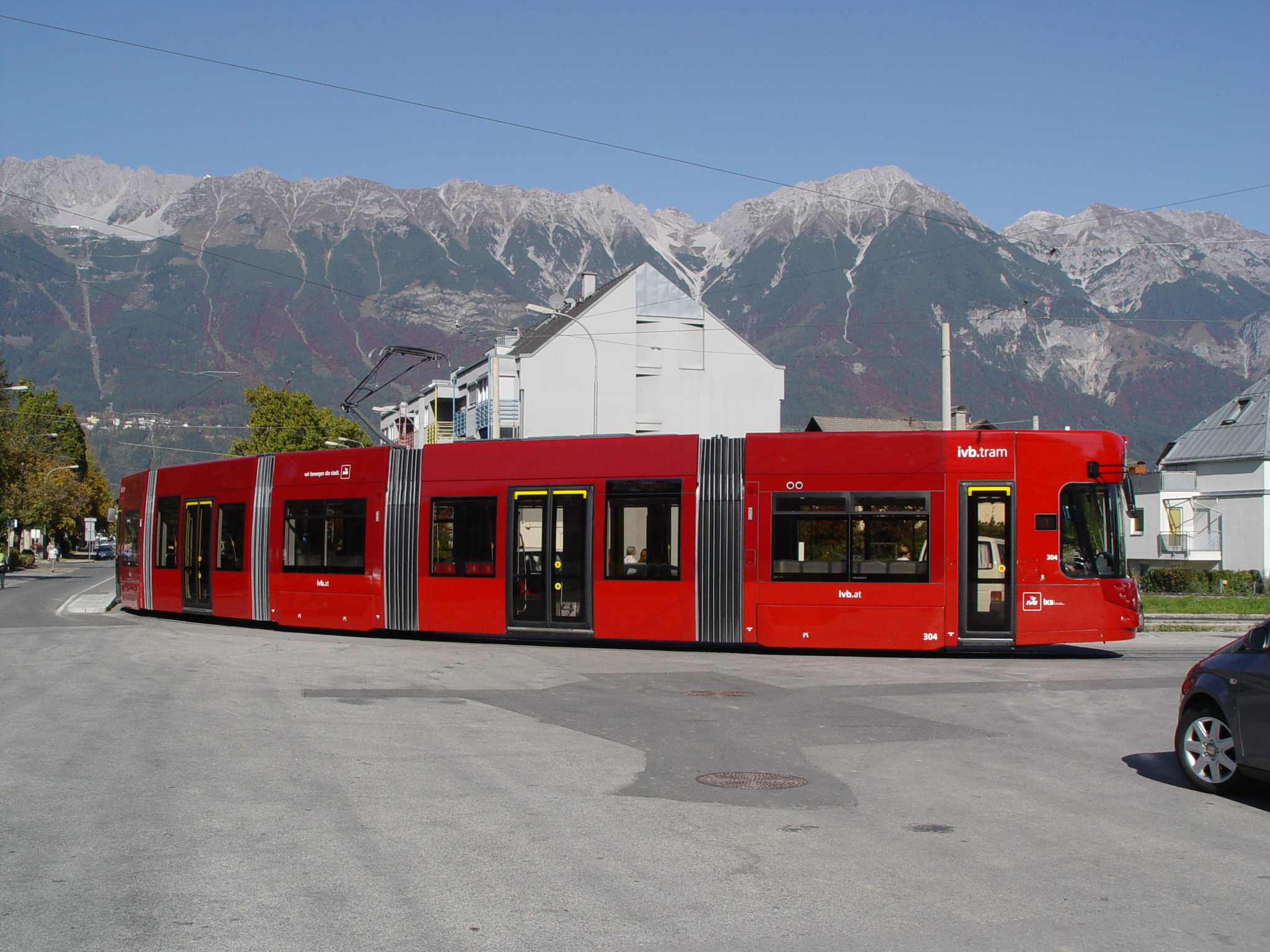
Triebwagen 304 in der Wendeschleife in Amras …

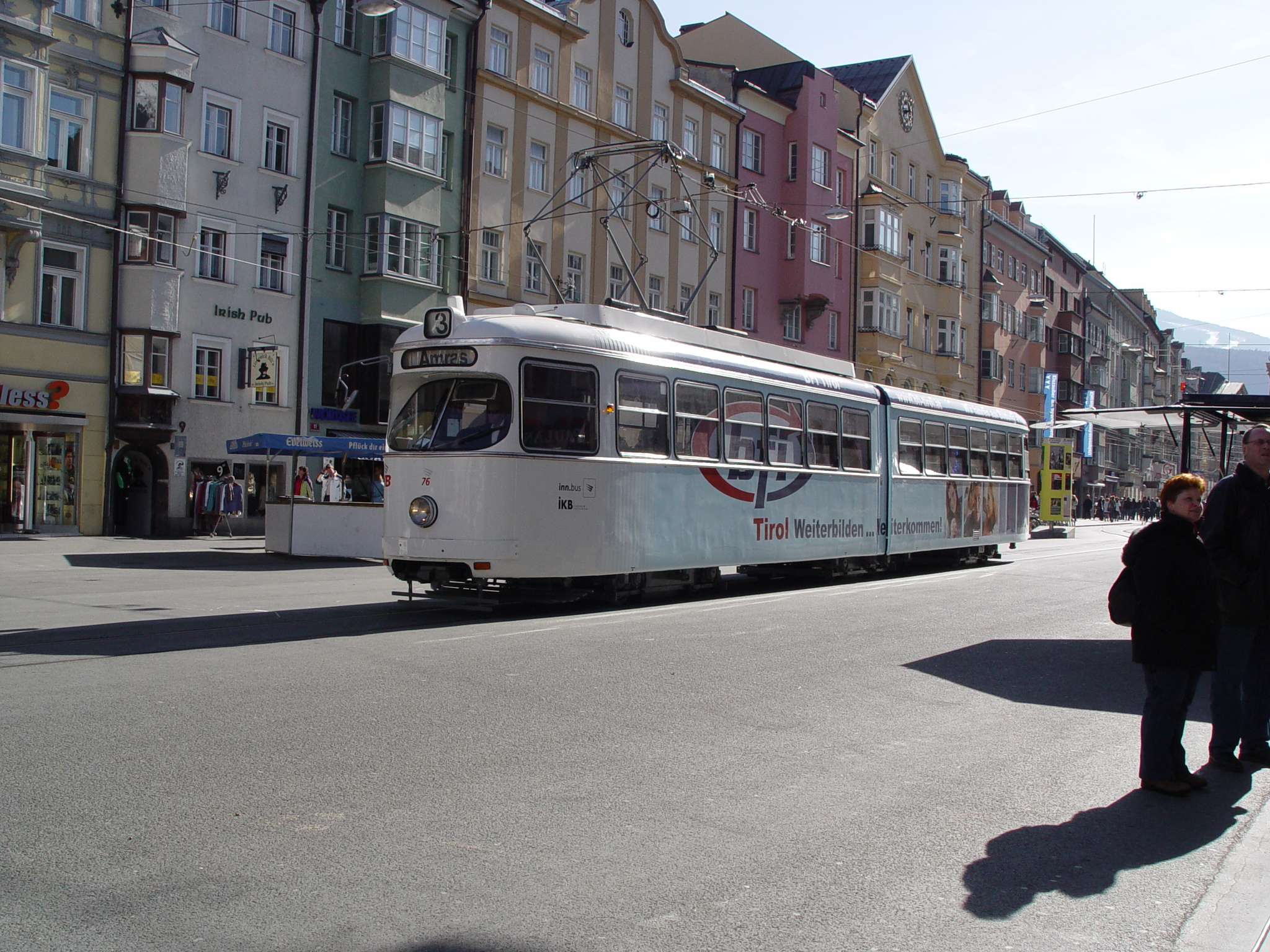
Früher befuhr die Linie 3 die nördliche Maria-Theresien-Straße, wie hier Triebwagen 76

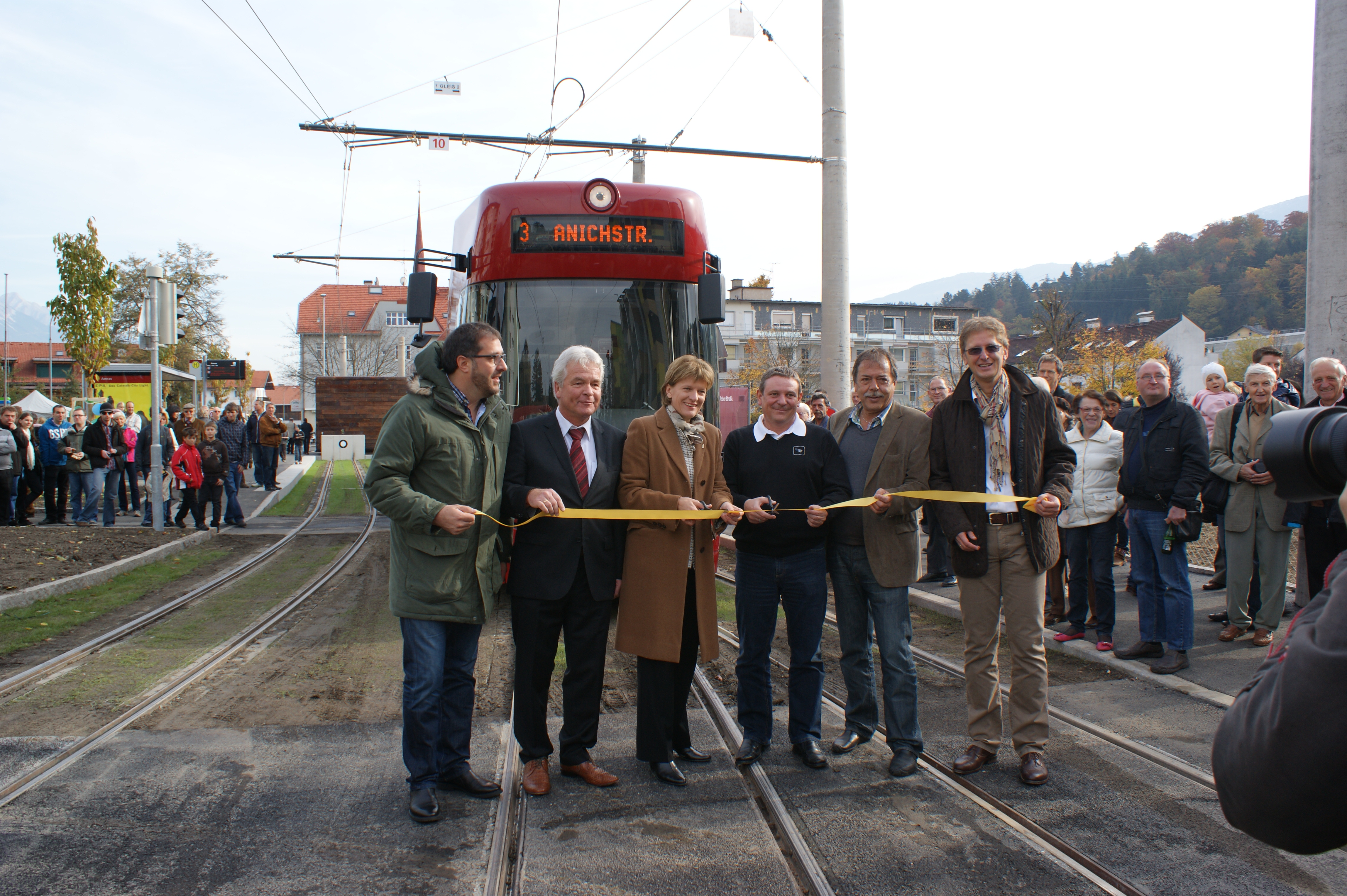
… und die Eröffnung der neuen Stumpfendstelle in Amras

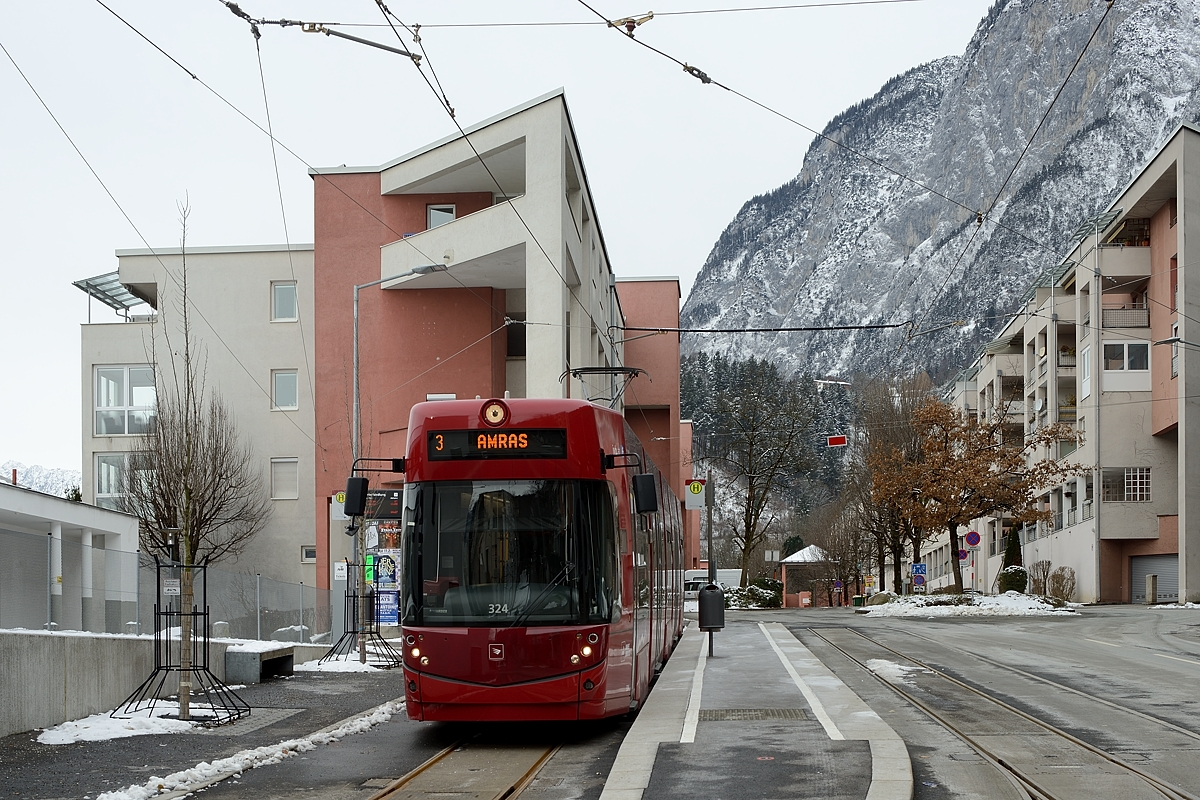
Flexity 324 an der Endhaltestelle Peerhofsiedlung (2017)

Der Grundstein für diese Linie wurde bereits 1908 gelegt, als die Verbindung Landesgericht – Südbahnhof gebaut wurde. 1911 wurde die Linie 3 schließlich eröffnet, um eine Verbindung zum Stadtteil Pradl herzustellen. Ihre Endhaltestelle wurde immer wieder verlegt und so ist die Linie schrittweise bis nach Amras verlängert worden. Im November 2007 wurde das Gleis durch die nördliche Maria-Theresien-Straße stillgelegt und die Linie 3 fährt nun über den Marktplatz. Am 26. Oktober 2012 wurde die Linie schließlich wieder um ca. 300 m in Richtung Amraser Dorferkern verlängert. Am 14. Dezember 2012 wurde die Verlängerung der Linie 3 im Westen bis zum Gymnasium in der Au eröffnet.
Die Linie 3 hat eine minimale Taktung von zehn Minuten. An Sonn- und Feiertagen sowie in den Tagesrandzeiten verkehrt die Linie im 15-Minuten-Takt bei einer Umlaufzeit von 45 Minuten und einem Bedarf von drei Fahrzeugen.
Streckenführung
Um den Bahnhof besser an die Stadtbahn anzuschließen, wurde 1908 vom Südbahnhof aus durch die Salurner Straße und Maximilianstraße ein Gleis gelegt, wobei die Ausweiche am Bahnhof abgebaut wurde und dafür eine neue Ausweiche in der Haltestelle Adamgasse errichtet wurde. Vor dem Landesgericht fuhr die Bahn auf der Nordseite der Straße, während sie dann auf die Südseite der Maximilianstraße wechselte, um den Postkutschen vor der Hauptpost Platz zu machen.
1911 beschloss man schließlich, die Bahn bis Amras zu verlängern. Von der Bahnstraße aus unterquerte sie den Südbahnviadukt, folgte der Rhombergpassage über die Gaswerkbrücke zum Leipziger Platz. Durch die Defreggerstraße und Pradler Straße führte die Strecke zur Endstation vor dem Lindenhof, wo sich auch ein Gleis zum Umsetzen befand. Aufgrund einer fehlenden Straße konnte noch nicht weiter gebaut werden als bis nach Pradl.
Ab 1914 fuhr die Straßenbahn nicht mehr über die Gaswerkbrücke, da diese zu schwach dimensioniert war, sondern über eine Straßenbahnbrücke nördlich der Gaswerkbrücke. 1916 wurde die Strecke vom Lindenhof durch die Pradler Straße provisorisch bis zur Krankenverteilungsanstalt (heute Conradkaserne) verlängert, 1919 sogar bis zum Pradler Friedhof. Die italienischen Besatzer genehmigten zwar die Benutzung der bereits vorhandenen Strecke, verboten aber, dass in der Krankenverteilsanstalt zu- oder abgestiegen wurde. Allerdings wurde die Lindengasse 1921 wieder die reguläre Endstation und die restliche Trasse zum Friedhof wurde abgetragen. 1926 wurde bei der Triumphpforte eine neue Weiche eingebaut, so dass man von der Salurner Straße in die Leopoldstraße abbiegen konnte, die bereits seit 1914 zweigleisig ausgebaut war. So verlegte man die Endhaltestelle der Linie 3 vom Landesgericht zum Wiltener Platzl. 1941 wurde die Linie 3 in Amras zweigleisig ausgebaut und bis zur Rudolf-Greinz-Straße verlängert, wo eine Kehrschleife gebaut wurde.
Am 31. Dezember 1964 wurde die Strecke in der Leopoldgasse aufgelassen. Deswegen führte die Linie 3 ab 1. Jänner 1965 von Pradl aus kommend durch die Museumstraße über den Burggraben in die Maria-Theresien-Straße und von dort weiter durch die Salurner Straße zum Hauptbahnhof, von dem sie durch die Brunecker Straße weiter zurück nach Pradl führte. Mitte 1965 wurde die Verlängerung der Strecke bis Amras gebaut, wo sich auch heute noch die Endstation befindet.
Mit dem Abtragen des westwärts führenden Gleises in der Museumstraße 1976 befuhr die Linie 3 die Schleife über den Bahnhof in entgegengesetzter Richtung. Diesen Streckenverlauf behielt die Linie bis heute bei.
Nur während des Neubaus des Hauptbahnhofs zwischen 2002 und 2004 wurde die Linie 3 von Amras aus kommend durch die Museumstraße (in die in der Zwischenzeit wieder ein westwärts führendes Gleis gelegt wurde) über den Burggraben, Marktgraben und Marktplatz in die Bürgerstraße geführt, um von dort durch die Anichstraße zurück in die Maria-Theresien-Straße zu kommen, von wo aus sie dem normalen Linienverlauf wieder folgte.
Seit dem 5. November 2007 führt die Linie nicht mehr durch die nördliche Maria-Theresien-Straße, sie biegt vorher in die Anichstraße ab und führt dann durch die Bürgerstraße zum Marktplatz und fährt durch den Marktgraben, von wo sie ihrer angestammten Linienführung folgt. Das Gleis in der nördlichen Maria-Theresien-Straße wurde stillgelegt. Die Weichen wurden verschraubt und die Oberleitung wurde abgebaut. Mitte November 2007 wurden die Gleise bis zum Ende der Fußball-Europameisterschaft 2008 einasphaltiert, während der Großveranstaltung wollte man keine Baustellen in der Innenstadt haben. Danach wurden die Gleise im Zuge der Straßenneugestaltung endgültig entfernt.
Ab Mitte 2008 wurde mit dem Bau einer Verlängerung der Linie 3 von der Anichstraße um etwa 5 Streckenkilometer ins nordwestliche Hötting begonnen. Bis zur Fertigstellung einer neuen Straßenbahnlinie, die die Buslinie O ersetzen soll, wird die Linie 3 deren westlichen Teil bedienen, wobei sie nach Fertigstellung des ersten Bauabschnitts und auch wieder nach Inbetriebnahme der Gesamtstrecke bereits an der Haltestelle „Höttinger Au“ in der Nähe des Bahnhofs Hötting enden wird. Eine spätere Verlängerung ins südwestliche Hötting als Ersatz des Westastes der Buslinie R ist angedacht, aber noch nicht politisch beschlossen.
Im Sommer 2012 wurde die Wendeschleife in Amras abgebaut und die Endhaltestelle unter Verlängerung der Strecke in die Philippine-Welser-Straße verlegt, wo die Linie in einer Stumpfendhaltestelle endet. Die Verlängerung ging am 26. Oktober 2012 in Betrieb. Am 14. Dezember 2012 wurde die Verlängerung der Linie 3 in die Höttinger Au offiziell eröffnet. Seit dem 15. Dezember 2012 führt die Linie 3 planmäßig über die Anichstraße, Universitätsbrücke und Höttinger Au zur Kranebitter Allee, wo sie bei der Unterquerung der Mittenwaldbahn wendet und den gleichen Weg zurück nimmt. Statt wie bisher wird die Linie 3 nicht mehr von der Anichstraße kommend über die Bürgerstraße, Marktplatz und Museumsstraße zurück nach Amras geführt, sondern über die Maria-Theresien-Straße, Salurnerstraße und den Hauptbahnhof, womit die Schleifenführung durch die Innenstadt entfällt.
Seit 10. Dezember 2017 endet die Linie 3 nicht mehr in der Höttinger Au, sondern bedient die beiden zukünftigen Haltestellen der Linie 2 Peerhofsiedlung und Technik West. Die Strecke führt von der Höttinger Au, südlich der Kranebitter Allee bis Fischerhäuslweg, wo der Bahnkörper auf die ehemalige Bundesstraße nördlich der neuen Kranebitter Allee wechselt. Durch die Technikerstraße wird die Viktor-Franz-Hess-Straße erreicht. Ein Linienast folgt der Technikerstraße bis Technik West, während der andere durch die Viktor-Franz-Hess-Straße, Karl-Innerebner-Straße und Peerhofstraße in die Peerhofsiedlung führt. Im Abendverkehr wendet jede zweite Bahn gegen den Uhrzeigersinn über den Innenstadtring Museumstraße–Bürgerstraße–Anichstraße–Hauptbahnhof, da die Linie O bis Ende 2018 teilweise im Parallelverkehr geführt wird.
Am 23. März 2018 wurde das Streckenstück zwischen Leipziger Platz und Roseggerstraße durch die Amraserstraße eröffnet, womit das „Scharfe Eck“ nach 107 Jahren der Vergangenheit angehört. Die Strecke der Linie 3 verkürzt sich damit um circa 150 Meter. Die Haltestellen Defreggerstraße und Roseggerstraße wurden aufgelassen, dafür wurde beim Sonnpark eine neue Haltestelle eröffnet. Mit der Eröffnung der Linien 2 und 5 wurde die Verlängerung der Linie 3 bis in den Westen zurückgenommen. Seitdem fährt sie nur noch bis in die Innenstadt, gleich wie zwischen Oktober und Dezember 2012.

#### Linie 5 –Rum BahnhofbisTechnik-West
| Streckenlänge: | 11,1 km             |                                       |                                       |
| Spurweite: | 1000 mm (Meterspur) |                                       |                                       |
| Stromsystem: | 900 V =             |                                       |                                       |
| |                     |                                       |                                       |
| Streckenverlauf \| \| 0,0 \| Rum Bahnhof T \| Rum Bahnhof T \| \| \| - \| Neu-Rum Glungezerstraße \| Neu-Rum Glungezerstraße \| \| \| - \| Neu-Rum Volksschule \| Neu-Rum Volksschule \| \| \| - \| 2 von Josef-Kerschbaumer-Straße \| 2 von Josef-Kerschbaumer-Straße \| \| \| - \| Schützenstraße 2 T \| Schützenstraße 2 T \| \| \| - \| Piuskirche 2 \| Piuskirche 2 \| \| \| - \| Hochhaus Schützenstraße 2 \| Hochhaus Schützenstraße 2 \| \| \| - \| Inn Grenoble Brücke \| Inn Grenoble Brücke \| \| \| - \| Jugendherberge 2 \| Jugendherberge 2 \| \| \| - \| Roßbachstraße 2 \| Roßbachstraße 2 \| \| \| - \| Radetzkystraße 2 R \| Radetzkystraße 2 R \| \| \| - \| Pauluskirche 2 R \| Pauluskirche 2 R \| \| \| - \| Mitterhoferstraße 2 R \| Mitterhoferstraße 2 R \| \| \| - \| Rennerschule 2 F \| Rennerschule 2 F \| \| \| - \| Gabelsbergerstraße 2 \| Gabelsbergerstraße 2 \| \| \| - \| Defreggerstraße 2 \| Defreggerstraße 2 \| \| \| - \| 3 von Amras \| 3 von Amras \| \| \| - \| Leipziger Platz 2 3 C \| Leipziger Platz 2 3 C \| \| \| - \| Sill Friedensbrücke \| Sill Friedensbrücke \| \| \| - \| Sillpark 2 3 C F J \| Sillpark 2 3 C F J \| \| \| - \| Unterinntalbahn \| Unterinntalbahn \| \| \| - \| 1 von Mühlauer Brücke \| 1 von Mühlauer Brücke \| \| \| - \| STB von Bergisel 1 nach Bergisel \| STB von Bergisel 1 nach Bergisel \| \| \| - \| Hauptbahnhof 3 B F M R STB \| Hauptbahnhof 3 B F M R STB \| \| \| - \| Triumphpforte/Casino 3 F R STB \| Triumphpforte/Casino 3 F R STB \| \| \| - \| Anichstraße/Rathausgalerien 3 F R STB \| Anichstraße/Rathausgalerien 3 F R STB \| \| \| - \| 1 STB von/nach Bergisel 3 nach Amras \| 1 STB von/nach Bergisel 3 nach Amras \| \| \| - \| Klinik/Universität F R \| Klinik/Universität F R \| \| \| - \| 2 von Terminal Marktplatz \| 2 von Terminal Marktplatz \| \| \| - \| Klinik/Universität 2 C F H M R \| Klinik/Universität 2 C F H M R \| \| \| - \| Inn Universitätsbrücke \| Inn Universitätsbrücke \| \| \| - \| Fürstenweg 2 A C F H R \| Fürstenweg 2 A C F H R \| \| \| - \| Höttinger Auffahrt 2 F \| Höttinger Auffahrt 2 F \| \| \| - \| Höttinger Au/EKZ West 2 \| Höttinger Au/EKZ West 2 \| \| \| - \| Karwendelbahn \| Karwendelbahn \| \| \| - \| Vögelebichl 2 T \| Vögelebichl 2 T \| \| \| - \| Lohbachsiedlung Ost 2 T \| Lohbachsiedlung Ost 2 T \| \| \| - \| Lohbachsiedlung West 2 T \| Lohbachsiedlung West 2 T \| \| \| - \| Technik 2 T \| Technik 2 T \| \| \| - \| 2 nach Peerhofsiedlung \| 2 nach Peerhofsiedlung \| \| \| 9,9 \| Technik West \| Technik West \| \| \| - \| geplant über Inn \| geplant über Inn \| \| \| - \| geplant bis Völs Bahnhof/EKZ Cyta \| geplant bis Völs Bahnhof/EKZ Cyta \| |                     |                                       |                                       |
| U-Bahn-Kopfbahnhof Streckenanfang | 0,0                 | Rum Bahnhof T                         | Rum Bahnhof T                         |
| U-Bahn-Haltepunkt / Haltestelle | -                   | Neu-Rum Glungezerstraße               | Neu-Rum Glungezerstraße               |
| U-Bahn-Haltepunkt / Haltestelle | -                   | Neu-Rum Volksschule                   | Neu-Rum Volksschule                   |
| U-Bahn-Abzweig geradeaus und von links | -                   | 2 von Josef-Kerschbaumer-Straße       | 2 von Josef-Kerschbaumer-Straße       |
| U-Bahn-Haltepunkt / Haltestelle | -                   | Schützenstraße 2 T                    | Schützenstraße 2 T                    |
| U-Bahn-Haltepunkt / Haltestelle | -                   | Piuskirche 2                          | Piuskirche 2                          |
| U-Bahn-Haltepunkt / Haltestelle | -                   | Hochhaus Schützenstraße 2             | Hochhaus Schützenstraße 2             |
| U-Bahn-Brücke über Wasserlauf | -                   | Inn Grenoble Brücke                   | Inn Grenoble Brücke                   |
| U-Bahn-Haltepunkt / Haltestelle | -                   | Jugendherberge 2                      | Jugendherberge 2                      |
| U-Bahn-Haltepunkt / Haltestelle | -                   | Roßbachstraße 2                       | Roßbachstraße 2                       |
| U-Bahn-Haltepunkt / Haltestelle | -                   | Radetzkystraße 2 R                    | Radetzkystraße 2 R                    |
| U-Bahn-Haltepunkt / Haltestelle | -                   | Pauluskirche 2 R                      | Pauluskirche 2 R                      |
| U-Bahn-Haltepunkt / Haltestelle | -                   | Mitterhoferstraße 2 R                 | Mitterhoferstraße 2 R                 |
| U-Bahn-Haltepunkt / Haltestelle | -                   | Rennerschule 2 F                      | Rennerschule 2 F                      |
| U-Bahn-Haltepunkt / Haltestelle | -                   | Gabelsbergerstraße 2                  | Gabelsbergerstraße 2                  |
| U-Bahn-Haltepunkt / Haltestelle | -                   | Defreggerstraße 2                     | Defreggerstraße 2                     |
| U-Bahn-Abzweig geradeaus und von links | -                   | 3 von Amras                           | 3 von Amras                           |
| U-Bahn-Bahnhof | -                   | Leipziger Platz 2 3 C                 | Leipziger Platz 2 3 C                 |
| U-Bahn-Brücke über Wasserlauf | -                   | Sill Friedensbrücke                   | Sill Friedensbrücke                   |
| U-Bahn-Haltepunkt / Haltestelle | -                   | Sillpark 2 3 C F J                    | Sillpark 2 3 C F J                    |
| U-Bahn-Kreuzung mit Eisenbahn geradeaus unten | -                   | Unterinntalbahn                       | Unterinntalbahn                       |
| U-Bahn-Abzweig geradeaus und von rechts | -                   | 1 von Mühlauer Brücke                 | 1 von Mühlauer Brücke                 |
| U-Bahn-Abzweig geradeaus, nach rechts und von rechts | -                   | STB von Bergisel 1 nach Bergisel      | STB von Bergisel 1 nach Bergisel      |
| U-Bahn-Haltepunkt / Haltestelle | -                   | Hauptbahnhof 3 B F M R STB            | Hauptbahnhof 3 B F M R STB            |
| U-Bahn-Haltepunkt / Haltestelle | -                   | Triumphpforte/Casino 3 F R STB        | Triumphpforte/Casino 3 F R STB        |
| U-Bahn-Haltepunkt / Haltestelle | -                   | Anichstraße/Rathausgalerien 3 F R STB | Anichstraße/Rathausgalerien 3 F R STB |
| U-Bahn-Kreuzung links und rechts | -                   | 1 STB von/nach Bergisel 3 nach Amras  | 1 STB von/nach Bergisel 3 nach Amras  |
| U-Bahn-Bahnhof | -                   | Klinik/Universität F R                | Klinik/Universität F R                |
| U-Bahn-Abzweig geradeaus und von rechts | -                   | 2 von Terminal Marktplatz             | 2 von Terminal Marktplatz             |
| U-Bahn-Bahnhof | -                   | Klinik/Universität 2 C F H M R        | Klinik/Universität 2 C F H M R        |
| U-Bahn-Brücke über Wasserlauf | -                   | Inn Universitätsbrücke                | Inn Universitätsbrücke                |
| U-Bahn-Haltepunkt / Haltestelle | -                   | Fürstenweg 2 A C F H R                | Fürstenweg 2 A C F H R                |
| U-Bahn-Haltepunkt / Haltestelle | -                   | Höttinger Auffahrt 2 F                | Höttinger Auffahrt 2 F                |
| U-Bahn-Haltepunkt / Haltestelle | -                   | Höttinger Au/EKZ West 2               | Höttinger Au/EKZ West 2               |
| U-Bahn-Kreuzung mit Eisenbahn geradeaus unten | -                   | Karwendelbahn                         | Karwendelbahn                         |
| U-Bahn-Haltepunkt / Haltestelle | -                   | Vögelebichl 2 T                       | Vögelebichl 2 T                       |
| U-Bahn-Haltepunkt / Haltestelle | -                   | Lohbachsiedlung Ost 2 T               | Lohbachsiedlung Ost 2 T               |
| U-Bahn-Haltepunkt / Haltestelle | -                   | Lohbachsiedlung West 2 T              | Lohbachsiedlung West 2 T              |
| U-Bahn-Haltepunkt / Haltestelle | -                   | Technik 2 T                           | Technik 2 T                           |
| U-Bahn-Abzweig geradeaus und nach rechts | -                   | 2 nach Peerhofsiedlung                | 2 nach Peerhofsiedlung                |
| U-Bahn-Kopfbahnhof Strecke ab hier außer Betrieb | 9,9                 | Technik West                          | Technik West                          |
| U-Bahn-Brücke über Wasserlauf (Strecke außer Betrieb) | -                   | geplant über Inn                      | geplant über Inn                      |
| U-Bahn-Kopfbahnhof Streckenende (Strecke außer Betrieb) | -                   | geplant bis Völs Bahnhof/EKZ Cyta     | geplant bis Völs Bahnhof/EKZ Cyta     |

Die heutige Linie 5 hat mit der Linie 5 von 1930 (siehe unten) nichts mehr gemein, außer dem Streckenstück über den Hauptbahnhof und die Salurnerstraße. Sie wurde im Zuge des Regionalbahnkonzepts in den 2000er Jahren geplant, zu großen Teilen neu gebaut und am 26. Jänner 2019 eröffnet. Bei der Einführungen der Linie 5 waren die Endstationen Provisorien, da geplant ist, die Linie vom Bahnhof Völs bis zum Bahnhof Rum zu führen. Die Linie verkehrt an Schultagen im 10-Minuten-Takt, in den Ferien und samstags im 15-Minuten-Takt, und an Sonn- und Feiertagen im 30-Minuten-Takt.
Streckenführung
Die Strecke quert vom Bahnhof Rum aus die Haller-Straße. Von dort biegt sie in die Serles-Straße ein und folgt dieser bis zur Gemeindegrenze Rum-Innsbruck. Weiters folgt sie dann dem Straßenverlauf in der Schützenstraße bis auf die Linie 2 bei der Josef-Kerschbaumer-Straße stößt und deren Verlauf nun folgt. Bei der Kreuzung Schützenstraße mit der Josef-Kerschbaumer-Straße befindet sich auch die ehemalige provisorische Endhaltestelle der Linie 5.
Dem Verlauf der Linie 2 folgend (siehe dort), wird der Sillpark erreicht. Unter dem Viadukt hindurch und durch die Brunecker-Straße, führt die Linie zum Hauptbahnhof. Vom Hauptbahnhof ausgehend fährt die Bahn weiter durch die Salurnerstraße, Maria-Theresien-Straße und Anichstraße zur Uni-Brücke, wo sie wieder in die Linie 2 mündet, deren Verlauf bis zur Technik folgt und von dort bis zur provisorischen Endhaltestelle bei der Technik-West verkehrt. Zusätzlich zu den Wendemöglichkeiten entlang der Linie 2, befindet sich westlich der Haltestelle Anichstraße noch eine Parallelweiche. Bei der Technik werden die beiden Richtungsgleise in Richtung Völs als Wendestelle verwendet, wobei über eine Weiche das stadteinwärtige Gleis der Linie 2 erreicht wird.

#### Linie 6 –ClaudiaplatzbisIgls
| Streckenlänge: | 8,4 km              |                                            |             |
| Spurweite: | 1000 mm (Meterspur) |                                            |             |
| Stromsystem: | 900 V =             |                                            |             |
| |                     |                                            |             |
| Streckenverlauf \| \| 0,0 \| Claudiaplatz 1 T \| 577 m ü. A. \| \| \| 0,3 \| Bundesbahndirektion 1 B R \| 577 m ü. A. \| \| \| 0,6 \| Messe/Zeughaus 1 \| 577 m ü. A. \| \| \| 0,8 \| Ing.-Etzel-Straße 1 \| 583 m ü. A. \| \| \| 1,1 \| Brunecker Straße/BFI 1 \| 581 m ü. A. \| \| \| 1,2 \| 3 nach Amras \| 581 m ü. A. \| \| \| 1,2 \| 3 5 STB nach Hauptbahnhof \| 581 m ü. A. \| \| \| 1,4 \| Landesmuseum 1 2 3 A C H J M STB \| 581 m ü. A. \| \| \| 1,6 \| Museumsstraße 1 2 3 A C H J M STB \| 580 m ü. A. \| \| \| 1,8 \| Maria-Theresien-Straße 1 2 3 A C H J M STB \| 580 m ü. A. \| \| \| \| \| \| \| \| 2,1 \| Terminal Marktplatz 1 2 3 A C H J M STB \| 579 m ü. A. \| \| \| \| \| \| \| \| 2,2 \| 2 nach/von Peerhofsiedlung \| 576 m ü. A. \| \| \| 2,4 \| Bürgerstraße 1 3 STB \| 580 m ü. A. \| \| \| 2,4 \| 3 STB von Hauptbahnhof, 5 F R nach Westen \| 578 m ü. A. \| \| \| 2,6 \| Maximilianstraße 1 STB \| 579 m ü. A. \| \| \| 3,0 \| Franz-Fischer-Straße 1 STB \| 583 m ü. A. \| \| \| 3,3 \| Westbahnhof 1 T STB \| 584 m ü. A. \| \| \| 3,6 \| Cineplexx 1 T STB \| 587 m ü. A. \| \| \| 3,8 \| Arlbergbahn \| 590 m ü. A. \| \| \| 3,9 \| nach/von IVB-Tramdepot Duilestraße \| 590 m ü. A. \| \| \| 4,0 \| Stubaitalbahnhof 1 STB \| 590 m ü. A. \| \| \| 4,1 \| nach/von Stubaitalbahn/IVB-Betriebsbahnhof \| 590 m ü. A. \| \| \| 4,1 \| Stubaitalbahnhof 1 \| 590 m ü. A. \| \| \| 4,3 \| Bergisel 1 \| 593 m ü. A. \| \| \| 4,5 \| Brennerbahn \| 592 m ü. A. \| \| \| 4,6 \| Sill Trientinerbrücke \| 593 m ü. A. \| \| \| 4,8 \| Bretterkeller \| 596 m ü. A. \| \| \| 5,0 \| Inntal-Autobahn \| 594 m ü. A. \| \| \| 5,1 \| Brenner-Autobahn \| 609 m ü. A. \| \| \| 5,2 \| Tunnel Igler Straße \| 615 m ü. A. \| \| \| 6,6 \| Tummelplatz \| 661 m ü. A. \| \| \| 6,8 \| Amraser Tunnel \| 661 m ü. A. \| \| \| 6,9 \| Schönruh \| 664 m ü. A. \| \| \| 8,5 \| Tantegert mit Ausweiche \| 728 m ü. A. \| \| \| 10,0 \| Aldrans \| 803 m ü. A. \| \| \| 10,8 \| Mühlsee \| 816 m ü. A. \| \| \| 11,5 \| Lans-Sistrans \| 847 m ü. A. \| \| \| 11,9 \| Lanser See \| 855 m ü. A. \| \| \| 12,7 \| Igls Bahnhof \| 865 m ü. A. \| \| \| \| Wendeschleife Igls Bahnhof \| \| |                     |                                            |             |
| U-Bahn-Kopfbahnhof Streckenanfang | 0,0                 | Claudiaplatz 1 T                           | 577 m ü. A. |
| U-Bahn-Haltepunkt / Haltestelle | 0,3                 | Bundesbahndirektion 1 B R                  | 577 m ü. A. |
| U-Bahn-Haltepunkt / Haltestelle | 0,6                 | Messe/Zeughaus 1                           | 577 m ü. A. |
| U-Bahn-Bahnhof | 0,8                 | Ing.-Etzel-Straße 1                        | 583 m ü. A. |
| U-Bahn-Haltepunkt / Haltestelle | 1,1                 | Brunecker Straße/BFI 1                     | 581 m ü. A. |
| U-Bahn-Abzweig geradeaus und von links | 1,2                 | 3 nach Amras                               | 581 m ü. A. |
| U-Bahn-Abzweig geradeaus, nach links und von links | 1,2                 | 3 5 STB nach Hauptbahnhof                  | 581 m ü. A. |
| U-Bahn-Haltepunkt / Haltestelle | 1,4                 | Landesmuseum 1 2 3 A C H J M STB           | 581 m ü. A. |
| U-Bahn-Haltepunkt / Haltestelle | 1,6                 | Museumsstraße 1 2 3 A C H J M STB          | 580 m ü. A. |
| U-Bahn-Haltepunkt / Haltestelle | 1,8                 | Maria-Theresien-Straße 1 2 3 A C H J M STB | 580 m ü. A. |
| |                     |                                            |             |
| U-Bahn-Bahnhof | 2,1                 | Terminal Marktplatz 1 2 3 A C H J M STB    | 579 m ü. A. |
| |                     |                                            |             |
| U-Bahn-Abzweig geradeaus, nach rechts und von rechts | 2,2                 | 2 nach/von Peerhofsiedlung                 | 576 m ü. A. |
| U-Bahn-Haltepunkt / Haltestelle | 2,4                 | Bürgerstraße 1 3 STB                       | 580 m ü. A. |
| U-Bahn-Kreuzung links | 2,4                 | 3 STB von Hauptbahnhof, 5 F R nach Westen  | 578 m ü. A. |
| U-Bahn-Haltepunkt / Haltestelle | 2,6                 | Maximilianstraße 1 STB                     | 579 m ü. A. |
| U-Bahn-Haltepunkt / Haltestelle | 3,0                 | Franz-Fischer-Straße 1 STB                 | 583 m ü. A. |
| U-Bahn-Haltepunkt / Haltestelle | 3,3                 | Westbahnhof 1 T STB                        | 584 m ü. A. |
| U-Bahn-Haltepunkt / Haltestelle | 3,6                 | Cineplexx 1 T STB                          | 587 m ü. A. |
| U-Bahn-Kreuzung mit Eisenbahn geradeaus oben | 3,8                 | Arlbergbahn                                | 590 m ü. A. |
| U-Bahn-Abzweig geradeaus, nach rechts und von rechts | 3,9                 | nach/von IVB-Tramdepot Duilestraße         | 590 m ü. A. |
| U-Bahn-Bahnhof | 4,0                 | Stubaitalbahnhof 1 STB                     | 590 m ü. A. |
| U-Bahn-Abzweig geradeaus, nach rechts und von rechts | 4,1                 | nach/von Stubaitalbahn/IVB-Betriebsbahnhof | 590 m ü. A. |
| U-Bahn-Bahnhof | 4,1                 | Stubaitalbahnhof 1                         | 590 m ü. A. |
| U-Bahn-Bahnhof | 4,3                 | Bergisel 1                                 | 593 m ü. A. |
| U-Bahn-Kreuzung mit Eisenbahn geradeaus unten | 4,5                 | Brennerbahn                                | 592 m ü. A. |
| U-Bahn-Brücke über Wasserlauf | 4,6                 | Sill Trientinerbrücke                      | 593 m ü. A. |
| U-Bahn-Haltepunkt / Haltestelle | 4,8                 | Bretterkeller                              | 596 m ü. A. |
| | 5,0                 | Inntal-Autobahn                            | 594 m ü. A. |
| | 5,1                 | Brenner-Autobahn                           | 609 m ü. A. |
| U-Bahn-Tunnel | 5,2                 | Tunnel Igler Straße                        | 615 m ü. A. |
| U-Bahn-Haltepunkt / Haltestelle | 6,6                 | Tummelplatz                                | 661 m ü. A. |
| U-Bahn-Tunnel | 6,8                 | Amraser Tunnel                             | 661 m ü. A. |
| U-Bahn-Haltepunkt / Haltestelle | 6,9                 | Schönruh                                   | 664 m ü. A. |
| U-Bahn-Bahnhof | 8,5                 | Tantegert mit Ausweiche                    | 728 m ü. A. |
| U-Bahn-Haltepunkt / Haltestelle | 10,0                | Aldrans                                    | 803 m ü. A. |
| U-Bahn-Haltepunkt / Haltestelle | 10,8                | Mühlsee                                    | 816 m ü. A. |
| U-Bahn-Haltepunkt / Haltestelle | 11,5                | Lans-Sistrans                              | 847 m ü. A. |
| U-Bahn-Haltepunkt / Haltestelle | 11,9                | Lanser See                                 | 855 m ü. A. |
| U-Bahn-Bahnhof | 12,7                | Igls Bahnhof                               | 865 m ü. A. |
| |                     | Wendeschleife Igls Bahnhof                 |             |

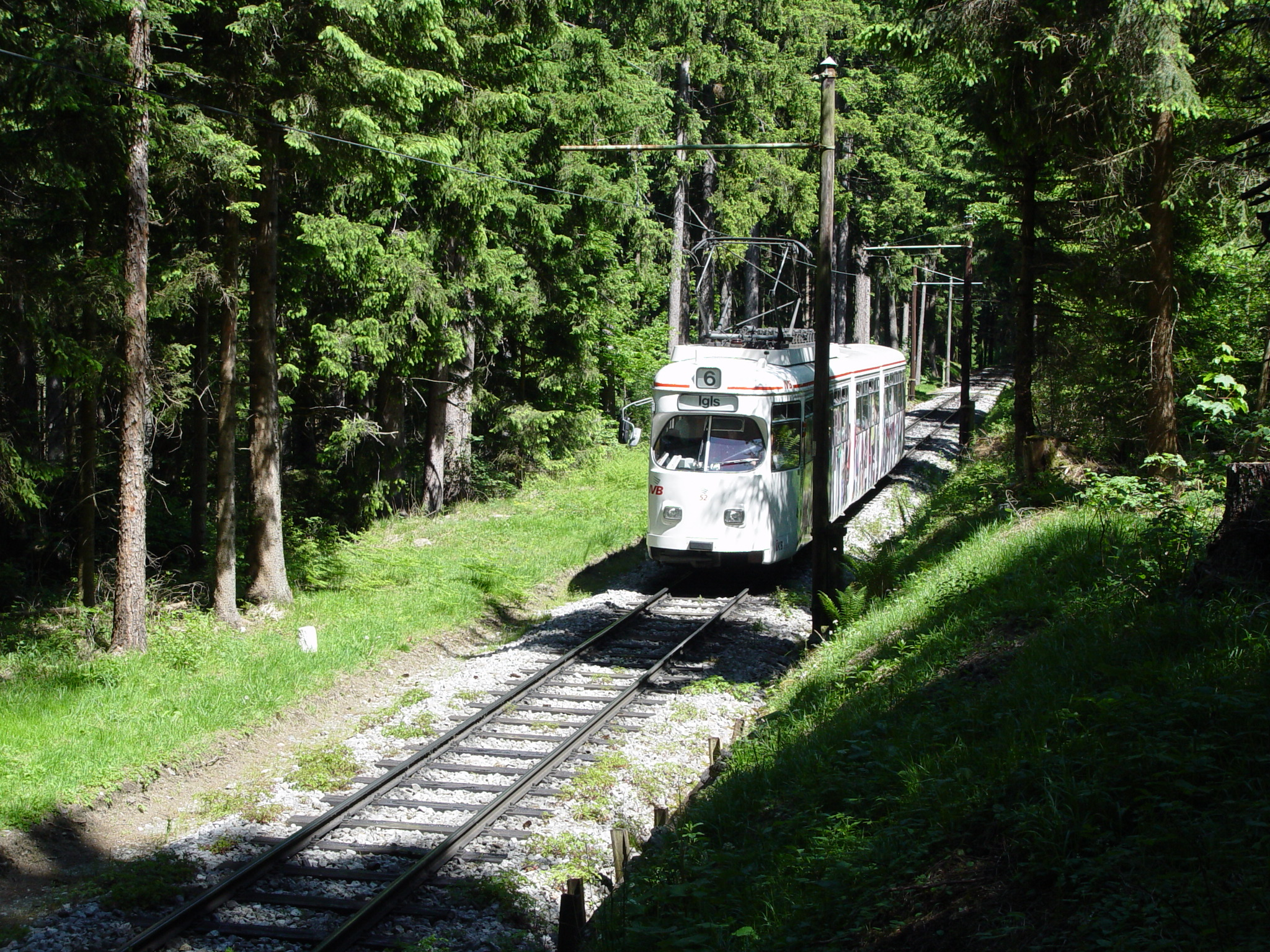
ex-Bielefelder auf der Mittelgebirgsbahn

Die Linie 6 (Innsbrucker Mittelgebirgsbahn) ist 1900 von der Stadt Innsbruck gebaut worden. Die Betriebsführung oblag der L.B.I.H.i.T. 1936 wurde die mit Dampf betriebene Strecke elektrifiziert. In den 1920er Jahren übernahm die Localbahn Innsbruck – Hall in Tirol die Gesellschaft. Mit 14. Juni 2024 wurde die Linie 6 bis Claudiaplatz verlängert und damit in den Innsbrucker Innenstadtverkehr eingebunden.
Von der Endhaltestelle der Linie 1 Bergisel ausgehend schlängelt sich die Linie durch die Wälder oberhalb von Innsbruck bis auf das Mittelgebirgsplateau und weiter bis zum Innsbrucker Stadtteil Igls.
Mit 14. Juni 2024 wurde die Linie 6 von Bergisel der Linie 1 folgend bis Claudiaplatz verlängert und verkehrt nun stündlich durch die Innsbrucker Innenstadt bis hinaus nach Igls Bahnhof.

#### Linie STB –HauptbahnhofbisFulpmes

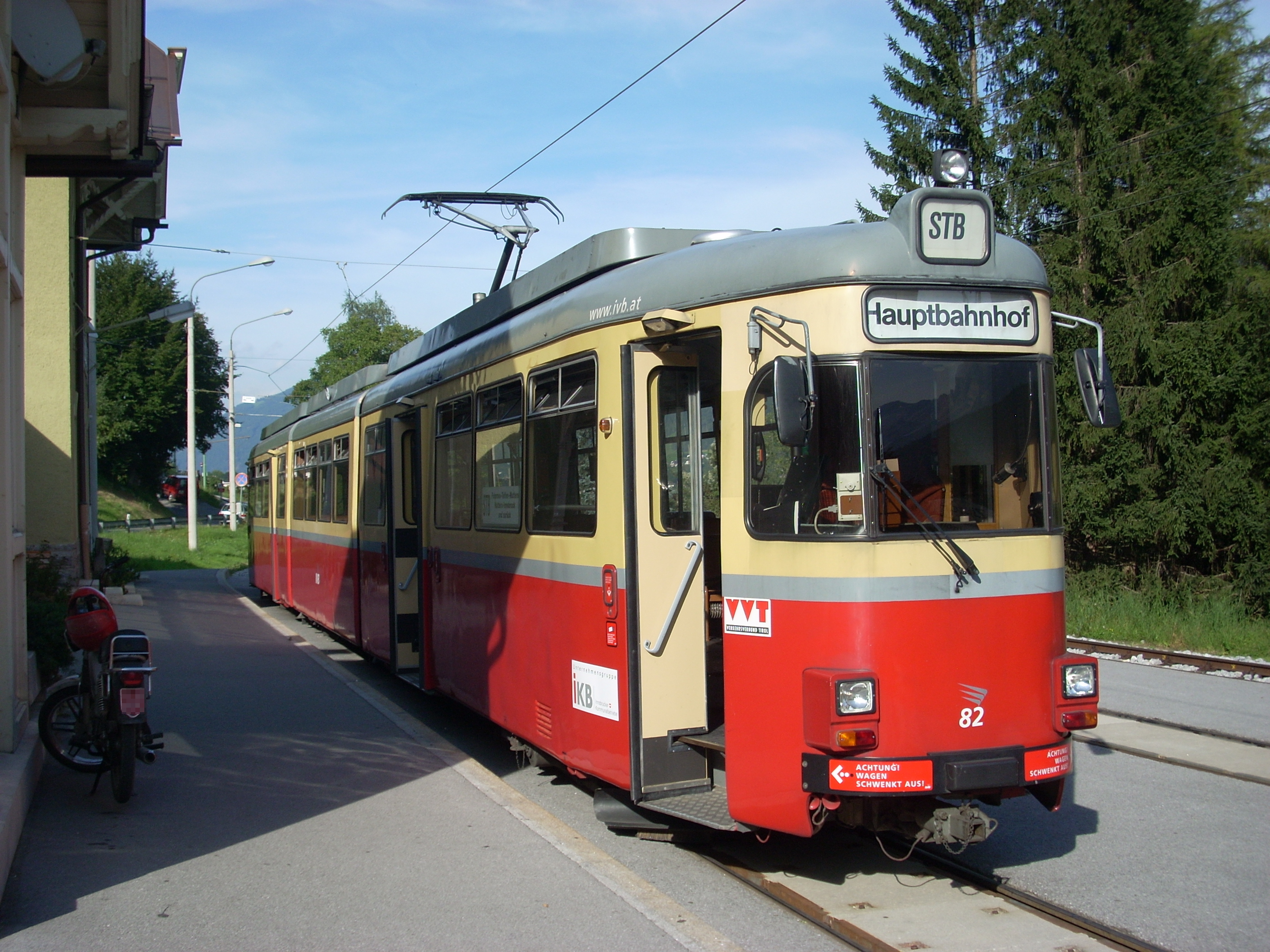
Tw 82 ex Bogestra in Fulpmes

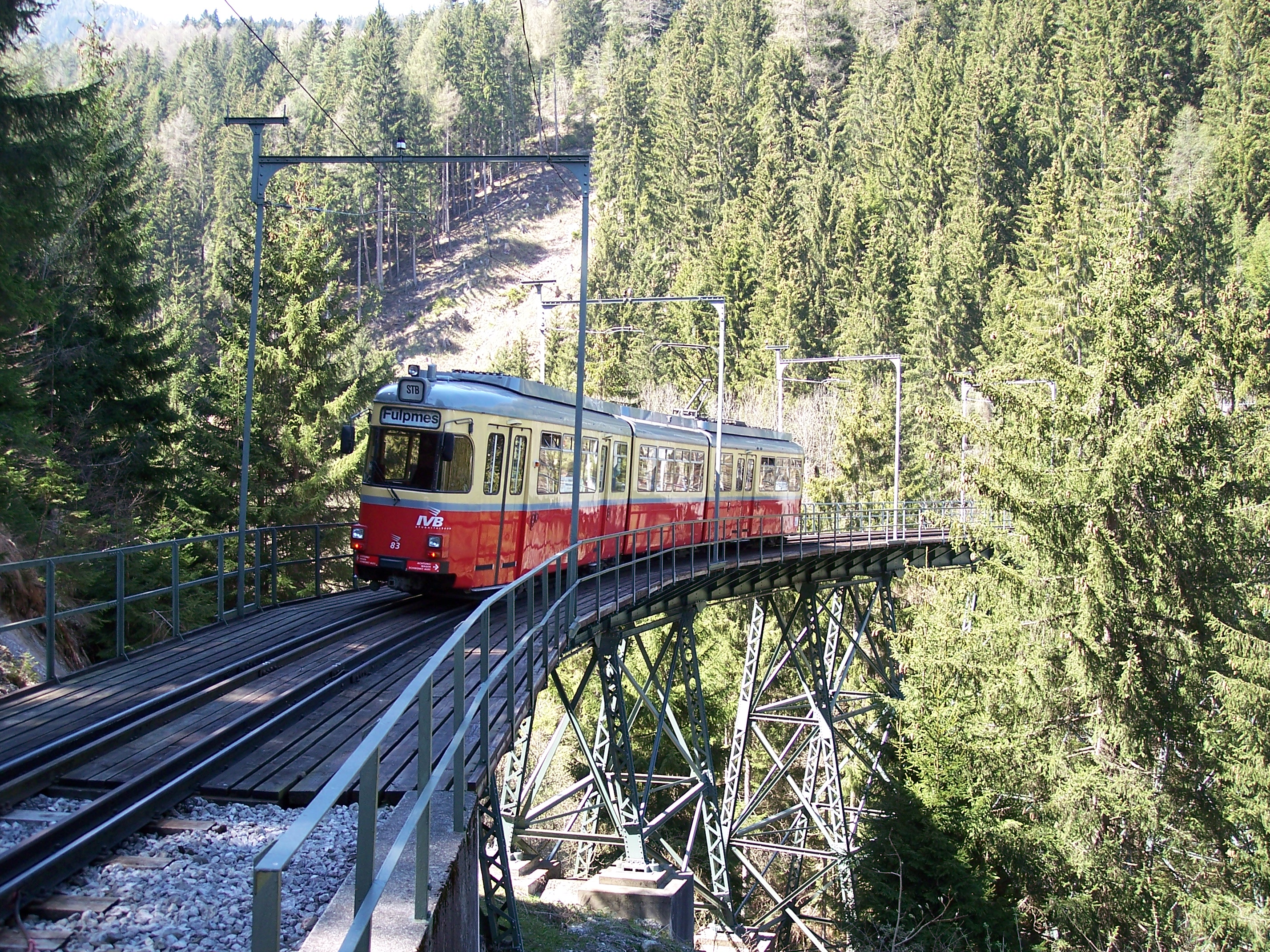
ex-Hagener auf der Stubaitalbahn

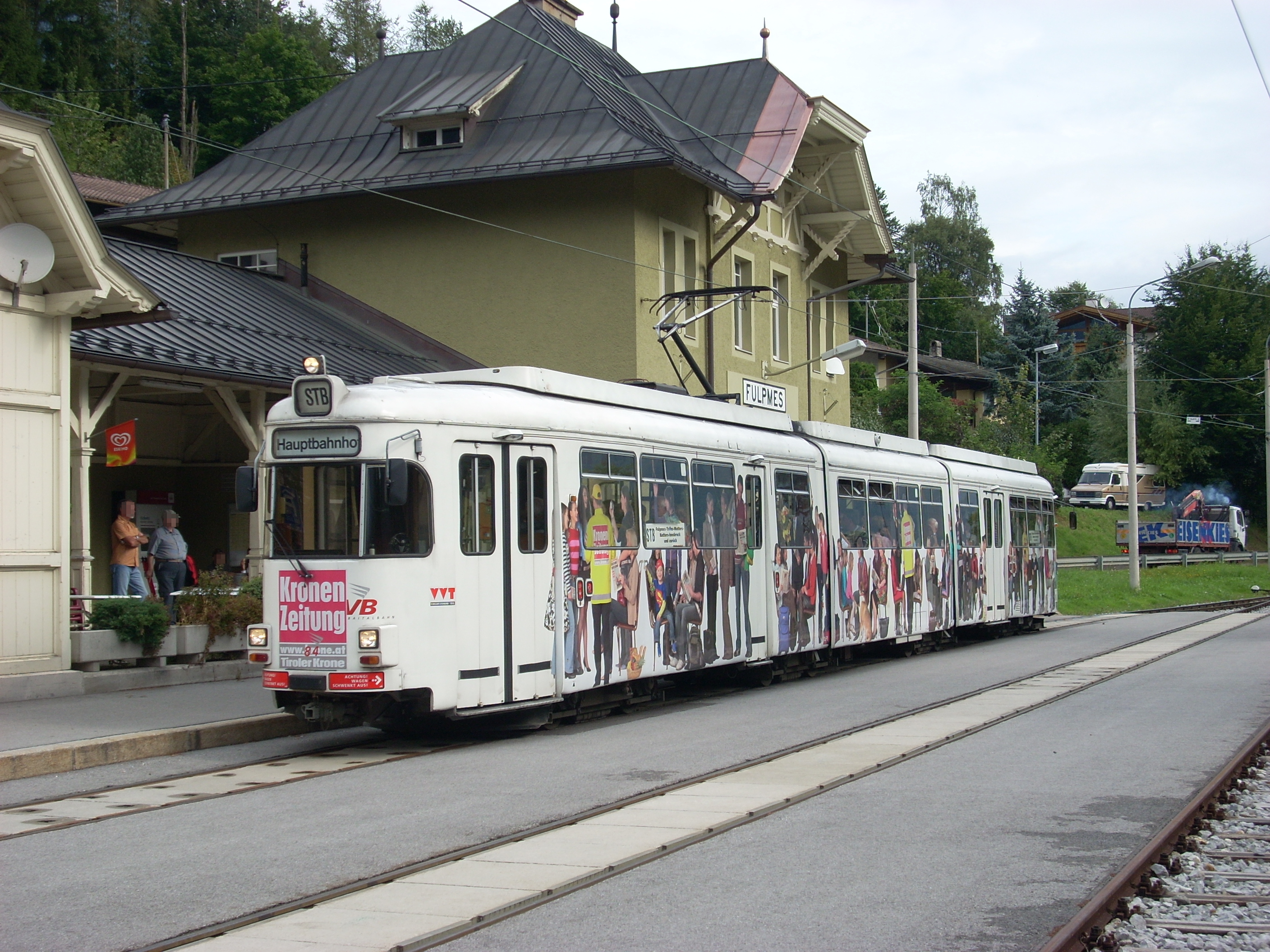
TW 84 ex Hagen in Fulpmes

Die Stubaitalbahn wurde 1904 als Lokalbahn von der gleichnamigen Aktiengesellschaft (A.G.S.t.B.) gebaut. Die Betriebsführung oblag der L.B.I.H.i.T. Sie wurde von Anfang an bis 1983 mit Einphasen-Wechselstrom betrieben und war somit die erste mit diesem Stromsystem betriebene Bahn weltweit. 1983 wurde die Bahn auf Gleichstrom umgestellt und benutzt seitdem die Strecken der Linien 1 und 3 in der Stadt, um die neue Endhaltestelle beim Hauptbahnhof zu erreichen. Die I.V.B. und die Stubaitalbahn A.G. fusionierten 1997 zur Innsbrucker Verkehrsbetriebe und Stubaitalbahn GmbH, womit die Stubaitalbahn endgültig ein fester Bestandteil der Verkehrsbetriebe wurde.
Vom Stubaitalbahnhof am Fuße des Bergisel ausgehend schlängelt sich die Bahn auf das Plateau des westlichen Mittelgebirges, von wo aus sie zum Hauptort des Stubaitals – Fulpmes – führt. Im Gegensatz zur Linie 6, die heutzutage den Status einer Überlandstraßenbahn hat, wird die Stubaitalbahn nach wie vor als Nebenbahn geführt. Gebaut, um in erster Linie den Gütertransport zur Kleineisenindustrie in Fulpmes zu übernehmen, dient die Bahn heute nur noch der Personenbeförderung, und das hier auch zu einem großen Teil zu touristischen Zwecken.

### Ehemalige Linien

#### Linie 2 –StaatsbahnhofbisMühlau
| Eröffnung | 5. November 1909 |                                  |                                  |
| \| \| \| (weiter zum Bergisel) \| \| \| \| Andreas-Hofer-Straße \| \| \| \| Wiltener Platz \| \| \| \| Schulgasse Ausweiche \| \| \| \| Triumphpforte \| \| \| \| Landhaus \| \| \| \| Maria-Theresien-Straße Ausweiche \| \| \| \| Stainerstraße \| \| \| \| Marktgraben \| \| \| \| Innbrücke \| \| \| \| Hofgarten \| \| \| \| Handelsakademie Ausweiche \| \| \| \| Schuhmanngasse \| \| \| \| Hungerburgbahn \| \| \| \| Gasthof Dollinger \| \| \| \| (weiter nach Hall i.T.) \| |                  |                                  |                                  |
| |                  | (weiter zum Bergisel)            |                                  |
| U-Bahn-Kopfbahnhof Strecke bis hier außer Betrieb |                  | Andreas-Hofer-Straße             | Andreas-Hofer-Straße             |
| U-Bahn-Haltepunkt / Haltestelle |                  | Wiltener Platz                   | Wiltener Platz                   |
| U-Bahn-Bahnhof |                  | Schulgasse Ausweiche             | Schulgasse Ausweiche             |
| U-Bahn-Haltepunkt / Haltestelle |                  | Triumphpforte                    | Triumphpforte                    |
| U-Bahn-Haltepunkt / Haltestelle |                  | Landhaus                         | Landhaus                         |
| U-Bahn-Bahnhof |                  | Maria-Theresien-Straße Ausweiche | Maria-Theresien-Straße Ausweiche |
| U-Bahn-Haltepunkt / Haltestelle |                  | Stainerstraße                    | Stainerstraße                    |
| U-Bahn-Haltepunkt / Haltestelle |                  | Marktgraben                      | Marktgraben                      |
| U-Bahn-Haltepunkt / Haltestelle |                  | Innbrücke                        | Innbrücke                        |
| U-Bahn-Haltepunkt / Haltestelle |                  | Hofgarten                        | Hofgarten                        |
| U-Bahn-Bahnhof |                  | Handelsakademie Ausweiche        | Handelsakademie Ausweiche        |
| U-Bahn-Haltepunkt / Haltestelle |                  | Schuhmanngasse                   | Schuhmanngasse                   |
| U-Bahn-Haltepunkt / Haltestelle |                  | Hungerburgbahn                   | Hungerburgbahn                   |
| U-Bahn-Kopfbahnhof Strecke ab hier außer Betrieb |                  | Gasthof Dollinger                | Gasthof Dollinger                |
| |                  | (weiter nach Hall i.T.)          |                                  |

Die Lokalbahn nach Hall wurde 1909 bis 1910 in zwei Teilabschnitten elektrifiziert. Der erste Abschnitt betraf den innerstädtischen Teil vom Bergiselbahnhof über die Leopoldstraße, Maria-Theresien-Straße und Marktgraben, den Inn entlang bis zum Gasthof Dollinger in Mühlau. Dieser Bereich wurde auch mit 500 V Gleichspannung betrieben, während die Überlandstrecke mit 1000 V Gleichspannung betrieben wurde. Da im innerstädtischen Bereich auch die Besiedelung wesentlich dichter war, wollte man vom Wiltener Platzl bis zum Gasthof Dollinger einen 7½-Minuten-Takt einrichten. Mit Stadttriebwägen wurde deswegen die Linie 2 zwischen den Zügen der Localbahn – die im 30-Minuten-Takt verkehrten – eingeführt. Am 5. November 1909 wurde die Linie 2 eröffnet.
Mit dem Ausbruch des Ersten Weltkriegs musste die Linie 2 allerdings aufgrund von Personalmangel am 1. August 1914 vorübergehend eingestellt werden. Sie wurde zwar bald wieder eröffnet, musste aber wegen des Ersatzteil- und des daraus resultierenden Triebwagenmangels 1917 wieder eingestellt werden. 1919 wurde die Linie wieder eröffnet, um nur ein Jahr später wieder eingestellt zu werden, da zu wenig Fahrgäste das Angebot nutzten. Auf Drängen des Besitzers von Schloss Büchsenhausen, der Aktionär der Localbahn war, wurde am 1. März 1926 die Linie wieder eröffnet. Allerdings fuhr der Triebwagen immer hinter dem Zug der Lokalbahn her, weswegen er nie besonders ausgelastet war. Deswegen wurde die Linie am 5. Mai bereits wieder eingestellt, dieses Mal aber endgültig.
Streckenführung
Die Endstation der Linie 2 befand sich beim Staatsbahnhof, wo sich auch die Endhaltestelle der Linie 1 befand. Durch die Andreas-Hofer-Straße und Franz-Fischer-Straße erreichte die Bahn dann das Wiltener Platzl, von wo aus die Linie 2 die Gleise der L.B.I.H.i.T. mitbenutzte. Durch die Leopoldstraße und Maria-Theresien-Straße wurde der Marktgraben erreicht, von wo aus die Linie über das Herzog-Otto-Ufer und den Rennweg in die Karl-Kapferer-Straße und Siebererstraße fuhr. Durch die Falkstraße und über die Lokalbahnbrücke über den Inn erreichte die Linie schlussendlich den Gasthof Dollinger.
Nach der Errichtung der Saggenschleife 1924 führte die Linie 2 aus der Falkstraße in die Kaiserjägerstraße abbiegend und weiter über den Rennweg zur Mühlauer Brücke hin.

#### Linie 4 –InnsbruckbisHall i. T.
Die Localbahn Innsbruck–Hall i. Tirol war der Grundstein für die Straßenbahn in Innsbruck. Sie wurde 1891 eröffnet und führte damals von Wilten aus, durch Innsbruck, Mühlau, Arzl, Rum und Thaur nach Hall in Tirol. Betrieben wurde sie von der gleichnamigen Gesellschaft, die später auch das Innsbrucker Straßenbahnnetz betrieb. 1941 gingen aus dieser Gesellschaft sowie einigen Busunternehmern die Innsbrucker Verkehrsbetriebe hervor. Am 8. Juni 1974 wurde die Gleistrasse beginnend ab der Mühlauer Brücke aufgelassen, und die Linie wird seitdem im Schienenersatzverkehr auf leicht geänderter Strecke betrieben.

#### Linie 0 / Linie 5 – Innenstadtring
| Eröffnung | Juni 1923 |                                       |                                       |
| \| \| \| Westbahnhof (nur Aug. 1929 / Linie 5) \| \| \| \| \| Kreuzung Maximilianstr./Bürgerstr. \| \| \| \| \| Landesgericht \| \| \| \| \| Anichstraße \| \| \| \| \| Maria-Theresien-Straße Richtung HBF \| \| \| \| \| Museumstraße Richtung HBF \| \| \| \| \| Triumphpforte Richtung Landesgericht \| \| \| \| \| Hauptbahnhof \| \| \| \| \| \| \| |           |                                       |                                       |
| U-Bahn-Kopfbahnhof Streckenanfang |           | Westbahnhof (nur Aug. 1929 / Linie 5) | Westbahnhof (nur Aug. 1929 / Linie 5) |
| U-Bahn-Strecke von links · U-Bahn-Abzweig geradeaus, nach rechts und von rechts |           | Kreuzung Maximilianstr./Bürgerstr.    | Kreuzung Maximilianstr./Bürgerstr.    |
| U-Bahn-Haltepunkt / Haltestelle · U-Bahn-Haltepunkt / Haltestelle |           | Landesgericht                         | Landesgericht                         |
| U-Bahn-Strecke geradeaus · U-Bahn-Haltepunkt / Haltestelle |           | Anichstraße                           | Anichstraße                           |
| U-Bahn-Strecke geradeaus · U-Bahn-Bahnhof |           | Maria-Theresien-Straße Richtung HBF   | Maria-Theresien-Straße Richtung HBF   |
| U-Bahn-Strecke geradeaus · U-Bahn-Haltepunkt / Haltestelle |           | Museumstraße Richtung HBF             | Museumstraße Richtung HBF             |
| U-Bahn-Haltepunkt / Haltestelle · U-Bahn-Strecke |           | Triumphpforte Richtung Landesgericht  | Triumphpforte Richtung Landesgericht  |
| U-Bahn-Haltepunkt / Haltestelle · U-Bahn-Strecke |           | Hauptbahnhof                          | Hauptbahnhof                          |
| U-Bahn-Strecke nach links · U-Bahn-Strecke nach rechts |           |                                       |                                       |

Sowohl die Lokalbahn nach Hall wie auch die innerstädtischen Straßenbahnlinien schlossen den Hauptbahnhof Anfang der 1920er Jahre nur sehr schlecht an die Innenstadt an. Darum forderte die Stadt, dass eine dauerhafte Straßenbahnverbindung zwischen der Maria-Theresien-Straße und dem Hauptbahnhof eröffnet werden solle. Deswegen eröffnete die L.B.I.H.i.T. 1923 die Rundlinie 0 (Null). Allerdings wurde die Linie bereits am 15. August wegen zu geringer Nachfrage wieder eingestellt.
Es wurde nach einer Lösung gesucht, den Bahnhof überhaupt mit einer neuen Linie anzuschließen, die auch die noch nicht angeschlossenen Stadtteile erschließen solle. Allerdings kam man hier zu keiner Einigung, so dass am 1. Mai 1924 die Linie 0 wieder eröffnet wurde, aber nur über die Sommersaison bedient blieb. Im darauf folgenden Jahr wurde die Linie 0 als Linie 5 zwischen 29. Mai und 20. September sowie während der Herbstmesse bedient. In den folgenden Jahren wurde die Linie 5 je nach Bedarf geführt. Um den Bahnhof ganzjährig anzuschließen, beschloss man 1929, die Linie 5 als Rundlinie von Anfang Mai bis Ende Oktober zu betreiben und während der Wintermonate nur zwischen dem Hauptbahnhof und der Maria-Theresien-Straße einen Pendelverkehr einzurichten. Im August des gleichen Jahres wurde die Linie sogar bis zum Westbahnhof verlängert. Ab September verkehrte die Linie allerdings wieder normal. Mitte September war der Betrieb auf der Strecke zwischen Hauptbahnhof und Museumstraße beschränkt. In den Jahren 1930 und 1931 wurde die Linie 5 im Sommer nicht geführt, sondern stattdessen die Linien 1H und 1B (siehe Linie 1). Danach blieb die Linie 5 eingestellt.
Streckenführung
Ausgehend vom Hauptbahnhof fuhren die Triebwagen der Linie 0 durch die Salurner Straße, an der Triumphpforte vorbei durch die Maximilianstraße zum Landesgericht. Dort bogen sie in die Bürgerstraße ein, von wo aus sie über die Anichstraße in die Maria-Theresien-Straße gelangten. Von dort weiter führte die Linie am Burggraben entlang in die Museumstraße und von dort durch die Brunecker Straße zurück zum Hauptbahnhof.
Im August 1929 wurde die Linie 5 bis zum Westbahnhof verlängert. Dazu bog sie beim Landesgericht, in die Andreas-Hofer-Straße ab und folgte dieser bis an deren Ende, wo sich der Westbahnhof befindet. Von dort fuhr sie die Andreas-Hofer-Straße zurück, um in die Bürgerstraße zu gelangen, von wo aus sie dem gewohnten Linienverlauf weiter folgte.

## Fuhrpark
Für den Betrieb der Strecke stehen 32 Linienfahrzeuge zur Verfügung. Des Weiteren besitzt die Innsbrucker Straßenbahn 7 Arbeitsfahrzeuge (inkl. Zweiwegefahrzeug) und 38 Nostalgiefahrzeuge (inklusive der Fahrzeuge der Tiroler MuseumsBahnen und nicht betriebsfähig hinterstellten und ausgemusterten Fahrzeugen). Die Stubaitalbahn stellt eine gewisse Ausnahme dar, da sie auf der Überlandstrecke eine Eisenbahn und keine Straßenbahn ist, sie benützt jedoch das Innsbrucker Straßenbahnnetz mit, um zum Hauptbahnhof zu gelangen. Deswegen unterscheiden sich die auf der Stubaitalbahn eingesetzten Fahrzeuge geringfügig von den reinen Stadtgarnituren. Die Fahrzeuge, die hauptsächlich auf der Mittelgebirgsbahn fahren, sind an die Bedürfnisse der Überlandstrecke adaptiert (z. B. Presslufthorn statt normaler Hupe).

## Nicht verwirklichte Projekte

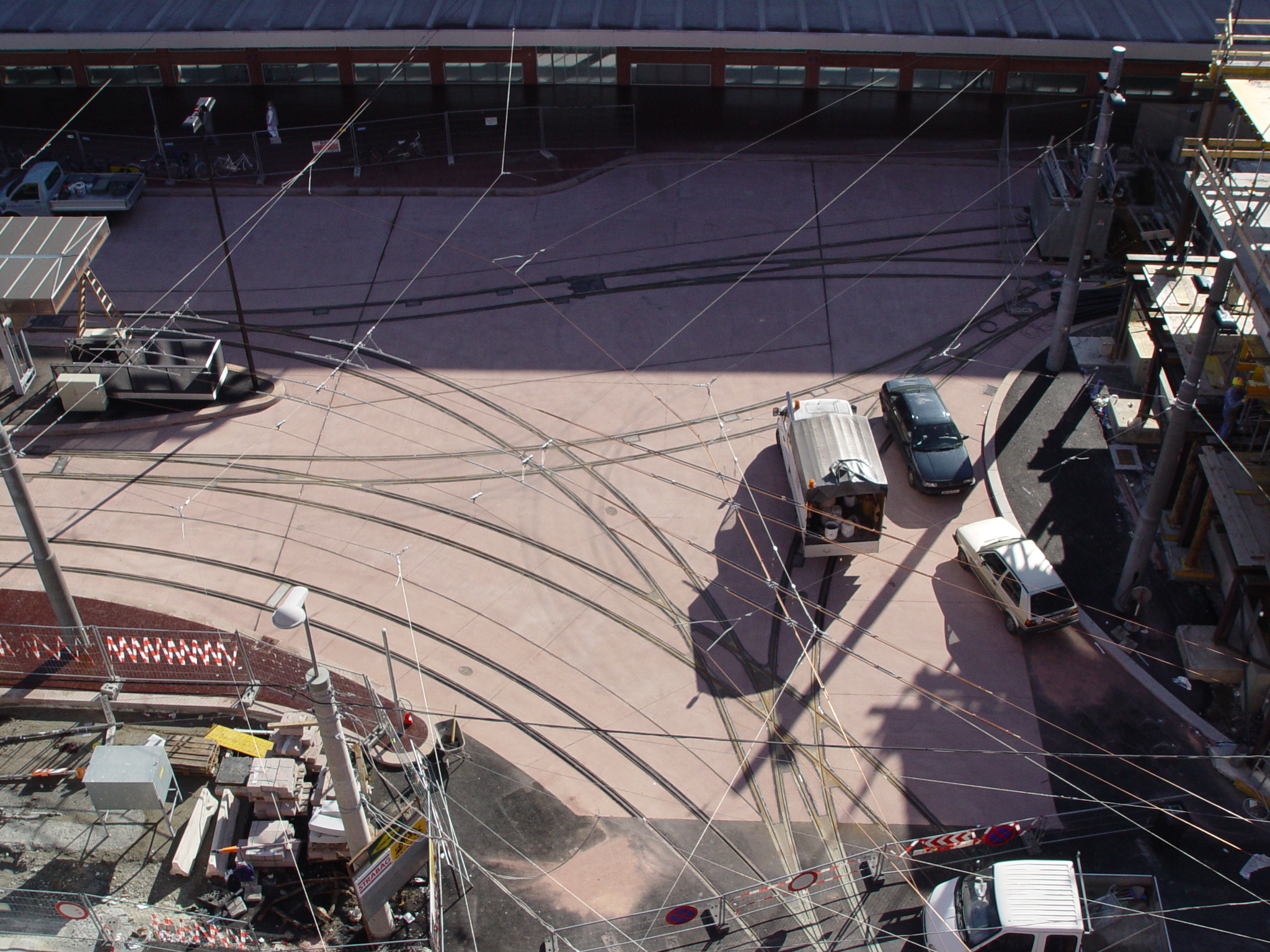
Baustelle am Hauptbahnhof für die Direktführung der Stubaitalbahn

1908 überlegten die Dörfer Mühlau, Arzl, Rum, Thaur und Absam, ob sie nicht ebenfalls eine Lokalbahn von St. Nikolaus aus über die Dörfer nach Hall bauen sollten. Da die L.B.I.H.i.T. hier eine Konkurrenz zu ihrer Lokalbahn sah, bemühte sie sich um eine Vorkonzession, die sie auch erhielt, womit das Projekt nie verwirklicht wurde. Die L.B.I.H.i.T. erhielt 1909 die Bewilligung für Vorarbeiten einer Bahn, die Maria Hilf und St. Nikolaus bedienen sollte, ausgehend von der Haltestelle Innbrücke.
1914 gab es den Plan, ein Stichgleis bis vor das Landestheater zu bauen, ausgehend von der Strecke am Rennweg, um am Abend den Theatergästen den Weg bis in die Museumstraße zu ersparen. Auch überlegte man damals, den Innrain und den Mentlberg besser an das Straßenbahnnetz anzuschließen. Die Linie sollte vom Südbahnhof, durch die Landhausstraße (heutige Meraner Straße), weiter durch die Maria-Theresien-Straße und durch die Anichstraße, über die Höttinger- und Völser Straße (heute Innrain), bis zum Peterbrünnlschranken führen.
Anfang der 1980er Jahre wollte die Innsbrucker Stadtregierung die 1974 eingestellte Lokalbahn nach Hall wiederaufbauen sowie das Straßenbahnnetz um eine Linie ins Olympische Dorf beziehungsweise in die Reichenau erweitern. Allerdings wurde 1986 dieses Projekt gekippt, woraufhin die Linien vorerst mit Oberleitungsbussen betrieben wurden.
Für die Stubaitalbahn gab es immer wieder Pläne, sie direkt vom Hauptbahnhof bis zum Stubaitalbahnhof zu führen, um den Fahrgästen aus der Stadt das Umsteigen zu ersparen, bzw. später, um ihnen den Umweg durch das Zentrum zu ersparen. So war bereits 1929 geplant, die Bahn entlang der Trasse der Bundesbahn zu führen. Allerdings wurde dies durch den Börsenkrach Schwarzer Donnerstag vereitelt. Als Anfang der 1950er Jahre die Bundesbahn verlegt werden sollte, hätte die Stubaitalbahn auf der alten Bahntrasse zum Hauptbahnhof geführt werden sollen. Allerdings sanken bis 1956 die Fahrgastzahlen dermaßen, dass auf dieses Projekt verzichtet wurde. Im Zuge des Regionalbahnausbaus Anfang der 2000er Jahre sollte die Bahn erneut direkt der Konzertkurve entlang zum Hauptbahnhof geführt werden. Beim Umbau des Hauptbahnhofs wurden sogar die nötigen Weichen eingebaut. Allerdings wurde dieses Projekt aufgrund der Widerstände der Anrainer vorerst zurückgestellt.
Im Zuge des Regionalbahnprojektes und in Hinsicht auf die Fußball-Europameisterschaft 2008 hätte auch die Linie 1 vom Bergiselbahnhof aus zum Tivolistadion verlängert werden sollen. Allerdings wurde dieses Projekt noch vor der Vertragsunterzeichnung wieder fallengelassen.

## Fahrgastzahlen
Nach der Eröffnung wurde die Straßenbahn in Innsbruck recht schnell von der Bevölkerung angenommen. So mussten bereits nach einem Jahr neue Fahrzeuge bestellt werden, um dem Transportaufkommen gerecht zu werden und im ersten Jahr wurden Fahrzeuge von der L.B.I.H.i.T. geliehen. Dieser Trend hielt bis zum Beginn des Ersten Weltkriegs an.
Sanken am Anfang des Ersten Weltkriegs die Fahrgastzahlen aufgrund des Personalmangels, stiegen sie bald darauf schon wieder, da Frauen das Personal stellten und in der von Rohstoffknappheit geprägten Zeit die öffentlichen Verkehrsmittel das günstigste Transportmittel darstellten. Des Weiteren mussten auch die Verwundetentransporte mit der Bahn durchgeführt werden. Auch nach dem Weltkrieg war die Bahn noch das wichtigste Verkehrsmittel Innsbrucks. Erst Mitte der 1920er Jahre bauten die Busunternehmen ihre Linien stark aus. Dadurch verloren auch die Lokal- und Straßenbahnen Fahrgäste. So war die I.M.B. bereits 1927 das erste Mal von der Einstellung bedroht und wurde von der Stadt an die L.B.I.H.i.T. verkauft.
Mitte der 1930er Jahre sanken die Fahrgastzahlen aufgrund der nahe zurückliegenden Weltwirtschaftskrise und der Tausend-Mark-Sperre enorm ab. Erst nach dem Anschluss Österreichs an Deutschland 1938 stiegen die Fahrgastzahlen wieder rapide an. Innsbruck war ein beliebtes Erholungsgebiet, und die Ortschaften um Innsbruck waren bekannte Kurorte (beispielsweise der Luftkurort Igls und das Solbad Hall). 1940 wurden neue Fahrzeuge für die Straßenbahn bestellt, die aber wegen der Materialknappheit nicht geliefert werden konnten. Trotzdem ist in den ersten Kriegsjahren ein rapider Anstieg der Fahrgastzahlen zu verzeichnen. Gegen Ende des Krieges machten sich die Bombenangriffe auf Innsbruck und der Ersatzteilmangel bemerkbar, so dass der Personenverkehr nur noch vermindert aufrechterhalten werden konnte.
Nach dem Zweiten Weltkrieg blieben die Fahrgastzahlen vorerst niedrig, da der motorisierte Individualverkehr immer mehr an Bedeutung gewann; auch war der Fuhrpark in Innsbruck nicht besonders einladend, da die meisten Fahrzeuge mittlerweile 50 bis 70 Jahre alt waren. Erst die Modernisierung der Straßenbahn ab 1976 führte zu einem Umdenken in Innsbruck, so dass die Fahrgastzahlen wieder stiegen.
Anfang der 1990er Jahre sanken die Fahrgastzahlen der Straßenbahn beständig, da in Innsbruck viele Ziele mit dem Pkw zu erreichen sind und die dadurch entstehenden Verkehrsbehinderungen die Attraktivität des öffentlichen Verkehrs senken. Mit einem neuen Verkehrskonzept Ende der 1990er, Anfang der 2000er Jahre konnten zwar die Fahrgastzahlen der Verkehrsbetriebe wieder gesteigert werden, aber durch zahlreiche Parallelführungen von Bus und Bahn sanken die Fahrgastzahlen der Straßenbahn weiter, da sich die Linienführungen der Straßenbahn seit Bestehen kaum geändert hatten, womit sie oft langsamer zum Ziel führen als die parallelen Buslinien bzw. in heute bevölkerungsschwache Gebiete fahren.

## Tarife
Auf allen Linien der Innsbrucker Straßenbahn gilt ein streckenunabhängiger Einheitstarif. Dieser beträgt im Vorverkauf 3,00 Euro. Ermäßigte Fahrscheine (Kinder, Jugendliche, Pensionisten) kosten 1,90 Euro. Beim Kauf über die IVB-App gilt das Ticket für beliebig viele Fahrten innerhalb von 90 Minuten. Weiters werden Achtfahrten-, 24-Stunden-, Wochen-, Monats- und Jahrestickets angeboten.
Der Ticketverkauf in Fahrzeugen der IVB wurde während der COVID-19-Pandemie eingestellt und nachher nicht wiederaufgenommen.
Ausgenommen davon ist die Stubaitalbahn, die ab Sonnenburgerhof die Tarifzone der Stadt verlässt. Bis dorthin können allerdings Fahrscheine für die Innenstadt benutzt werden. Obwohl die Linie 6 die Kernzone (das heißt die innerstädtische Innsbrucker Tarifzone) verlässt, gilt auf der gesamten Linie der Kernzonen-Tarif, da die Endhaltestelle wieder im (verwaltungspolitischen) Stadtgebiet liegt.